# Sumer
Vous lisez un « article de qualité » labellisé en 2016.
Sumer est une région antique, située à l'extrême sud de la Mésopotamie antique (actuel Irak), couvrant une vaste plaine parcourue par le Tigre et l'Euphrate, bordée, au sud-est, par le golfe Persique. Il s'y est développé une importante civilisation de l'Antiquité, à compter de la fin du IVe millénaire av. J.-C. et durant le IIIe millénaire av. J.-C.
La langue dominante y était le sumérien, langue d'origine indéterminée qui n'a aucune parenté connue. Les locuteurs de cette langue, majoritairement localisés dans le pays de Sumer, ont été appelés « Sumériens » par les chercheurs qui l'ont découverte, mais il ne semble pas qu'une dénomination équivalente ait existé dans l'Antiquité. Le sumérien coexistait avec d'autres langues, en premier lieu l'akkadien, langue sémitique parlée dans la partie septentrionale de la Basse Mésopotamie (le pays d'« Akkad »). Les synthèses récentes sur Sumer tendent, pour ces périodes, à couvrir toute l'histoire et la civilisation de la Basse Mésopotamie (Sumer et Akkad), sans s'arrêter au pays sumérien stricto sensu.
On distingue plusieurs phases majeures dans cette période qui marque les commencements de la civilisation mésopotamienne. La période d'Uruk finale (v. 3400 - 3000 av. J.-C.), qui voit l'apparition de l'écriture, est une phase de développement des institutions étatiques et urbaines, et d'un important rayonnement culturel du Sud mésopotamien sur les régions voisines. La période des dynasties archaïques (v. 3000/2900 - 2300 av. J.-C.) est marquée par la coexistence et souvent la confrontation de plusieurs petits royaumes, nommés couramment « cités-États » (Uruk, Ur, Lagash, Umma-Gisha, Kish, etc.). Elles sont finalement unifiées dans l'empire d'Akkad (v. 2300 - 2190 av. J.-C.), dominé par les populations sémitiques du Nord, qui s'étend sur toute la Mésopotamie et plusieurs régions voisines, puis s'effondre rapidement. Quelques décennies plus tard émerge la troisième dynastie d'Ur (v. 2112 - 2004 av. J.-C.) qui domine à son tour une majeure partie de la Mésopotamie, mais est quant à elle dirigée par une élite venant du pays sumérien. C'est vers cette époque ou peu après que la langue sumérienne cesse d'être parlée, même si les cités de Sumer préservent leur vitalité au début du IIe millénaire av. J.-C., durant lequel le sumérien reste connu par l'élite cultivée.
Complètement oubliée après les débuts de notre ère, la civilisation de Sumer (et d'Akkad) est redécouverte durant la seconde moitié du XIXe siècle grâce aux fouilles de sites archéologiques du Sud mésopotamien. Celles-ci se sont poursuivies avant d'être arrêtées en raison des guerres qui affectent l'Irak à partir des années 1990, les chantiers étant lentement réouverts dans les années 2010. Outre des œuvres architecturales et artistiques souvent remarquables, elles ont mis au jour des dizaines de milliers de tablettes inscrites en écriture cunéiforme, qui constituent la plus ancienne documentation écrite connue avec celle de l’Égypte antique et font de Sumer l'une des plus anciennes civilisations historiques connues.

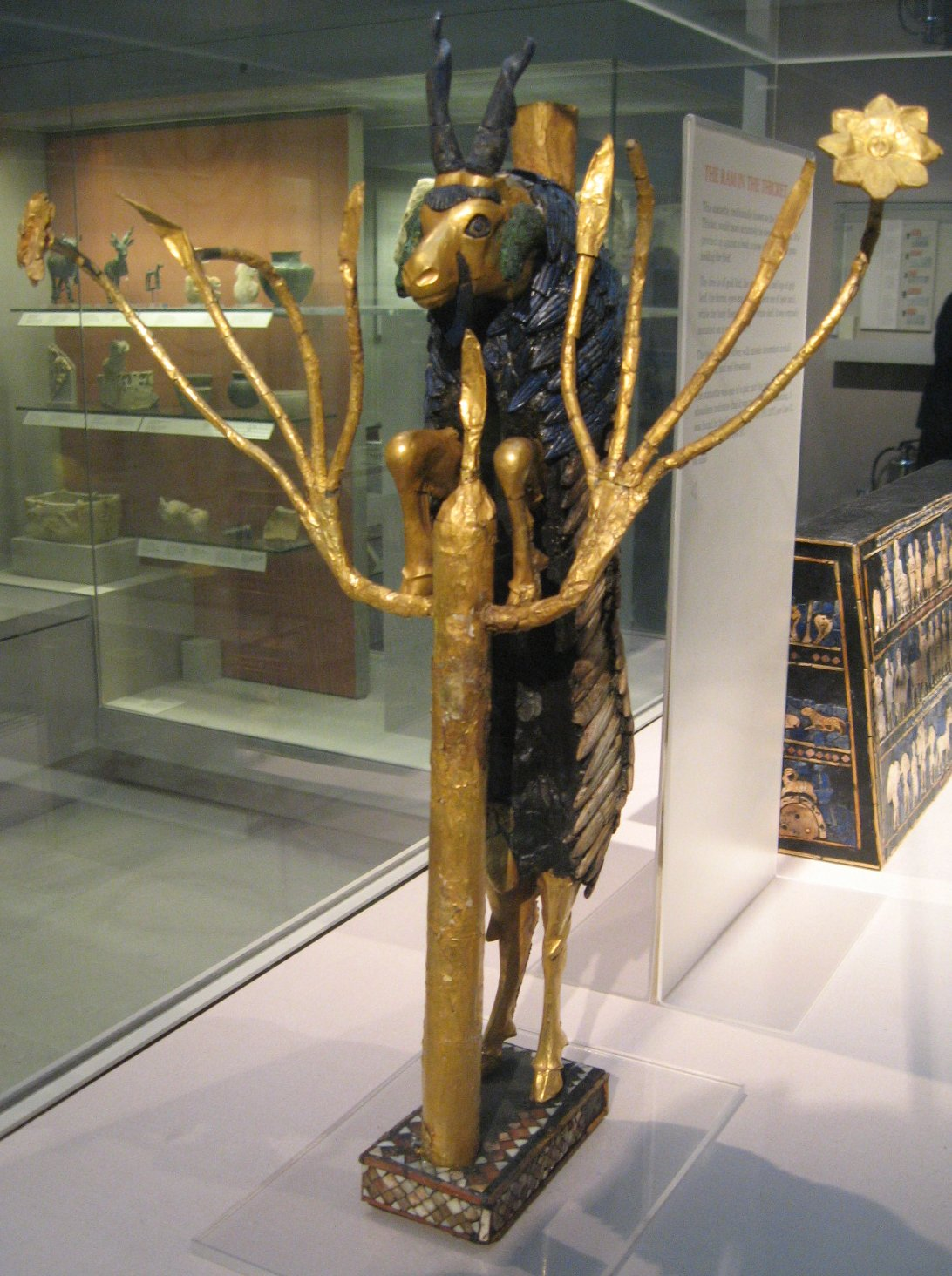
Statuette d'un bouquetin se nourrissant des feuilles d'un arbuste, retrouvée dans les tombes royales d'Ur, 2500 av. J.-C., British Museum.

L'analyse de cette documentation a montré que les Sumériens ont exercé une grande influence sur les civilisations antiques qui suivirent la leur, en particulier celles de la Mésopotamie. Même s'ils n'en ont pas été les seuls protagonistes, les Sumériens ont joué un rôle déterminant dans la mise en place de la civilisation mésopotamienne. Ils ont en particulier contribué à l'apparition des premiers États avec leurs institutions et administrations complexes, au développement des premières sociétés urbaines ainsi qu'à la mise au point de différentes techniques dans les domaines de l'agriculture, de la construction, de la métallurgie et des échanges commerciaux. Enfin, ils ont participé à la mise en place de systèmes de numération qui ont influencé ceux des cultures postérieures.

## Conditions d'étude

### La découverte du sumérien

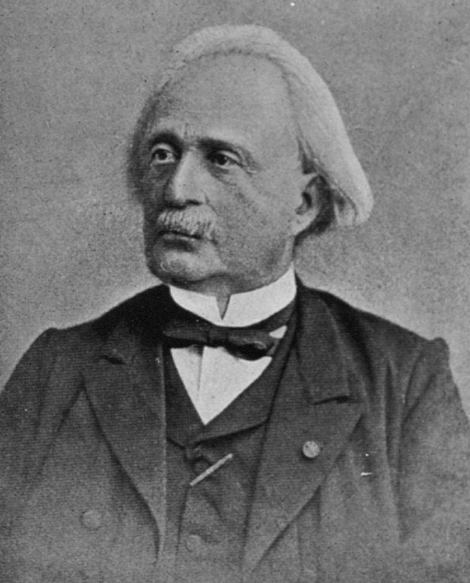
Jules Oppert (1825-1905), un des déchiffreurs du cunéiforme et un des principaux artisans de la redécouverte du sumérien.

Si le souvenir des Assyriens et des Babyloniens avait été préservé grâce aux textes bibliques et grecs antiques, les Sumériens avaient été depuis longtemps effacés de l'histoire quand les premières fouilles de sites de la Mésopotamie antique débutèrent durant la première moitié du XIXe siècle. Celles-ci portaient sur des sites archéologiques présentant avant tout des niveaux du Ier millénaire, et de surcroît situés en Assyrie, donc en dehors de l'ancien pays de Sumer. Ce n'est que quelques décennies plus tard que les archéologues tournèrent leur effort vers les sites du Sud, pour y rechercher les débuts de la civilisation mésopotamienne.
La volonté de découvrir les lieux originaires de cette civilisation habitait nombre de chercheurs à cette période, et le déchiffrement des tablettes assyriennes avait déjà incité certains à émettre des hypothèses sur l'existence d'un peuple plus ancien que ceux connus alors. Les textes cunéiformes comportaient en effet, aux côtés des signes phonétiques akkadiens, langue appartenant au groupe sémitique donc assez aisée à comprendre pour ces érudits, des signes dits « idéographiques », dont la transcription phonétique révélait une langue qui n'avait rien de connu. Les premiers déchiffreurs cherchèrent sans succès à la rattacher à une langue précise, et tâtonnèrent avant de lui trouver un nom : Henry Rawlinson et Edward Hincks penchèrent d'abord pour « akkadien », Akkad n'étant pas encore identifié comme un pays sémitique, avant que Jules Oppert ne mette en évidence le fait qu'il fallait plutôt la rattacher au terme akkadien Šumerum. Il désigna donc cette langue comme étant du « sumérien », et les recherches suivantes lui donnèrent raison. Encore fallut-il admettre qu'il s'agissait bien d'une langue qui avait été parlée : certains, comme Joseph Halévy, proposèrent au contraire que c'était une langue construite n'ayant jamais été employée ailleurs que dans le monde fermé des prêtres assyriens. Il s'agissait pourtant bien d'une langue qui avait eu de nombreux locuteurs, ces idéogrammes étant des termes sumériens conservés dans les textes en akkadien pour en faciliter l'écriture, vestiges des plus anciens temps de l'écriture, quand le sumérien était dominant,,,.
Les partisans de la théorie selon laquelle il s'agissait bien d'une langue parlée eurent finalement gain de cause vers 1900. Avec la mise au jour du site de Tello, l'antique cité sumérienne de Girsu, un grand nombre de textes écrits uniquement en sumérien devint accessible aux chercheurs. Il incomba à François Thureau-Dangin d'en publier les premières traductions (notamment dans ses Inscriptions de Sumer et d’Akkad, 1905), marquant ainsi une étape décisive dans la compréhension du sumérien. Celle-ci progressa ensuite grâce à la rédaction des premières grammaires visant à décrire cette langue, par Friedrich Delitzsch en 1914 puis Arno Poebel en 1923.

### Les fouilles archéologiques

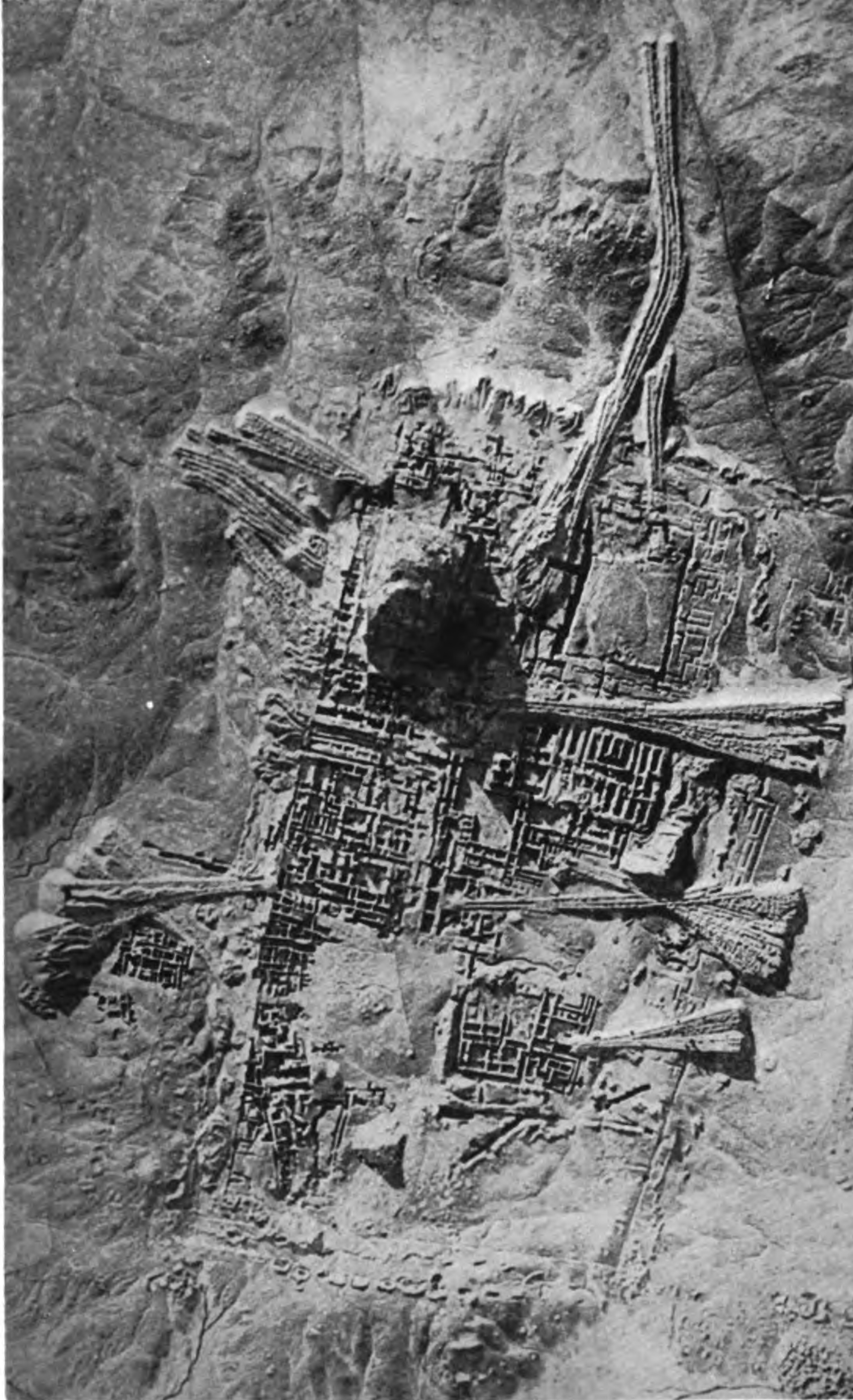
Photographie aérienne du quartier sacré d'Ur durant des fouilles britanniques, en 1927.

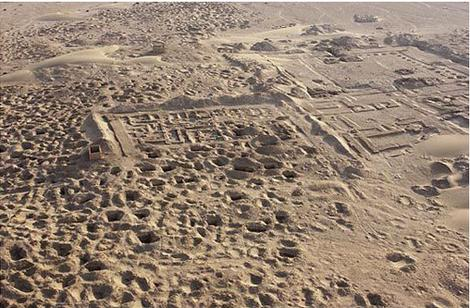
Ruines du site de Tell Jokha, l'antique Umma, où ont eu lieu de nombreuses fouilles clandestines visibles par les fosses qu'elles ont laissées.

L'exploration des sites de l'époque sumérienne commença avec les premiers coups de pioche portés sur les tells de Tello (l’antique Girsu) en 1877 par l'équipe réunie par Ernest de Sarzec, alors consul français de Bassorah. Les nombreuses tablettes administratives et les textes commémoratifs qu'il mit au jour dans des conditions de travail très difficiles fournirent une abondante documentation aux pionniers du déchiffrement du sumérien. Les fouilles américaines de l'ancienne cité de Nippur, entamées en 1889, apportèrent de la documentation supplémentaire en sumérien, notamment de nombreuses tablettes scolaires permettant d'approcher la culture du milieu lettré sumérien. Par la suite des chantiers s'ouvrirent sur d'autres sites sumériens : Bismaya (l'antique Adab), Fara (Shuruppak), puis des chantiers plus importants, tels Warka (Uruk), où des équipes allemandes commencèrent à fouiller à partir de 1912, puis de façon plus régulière après 1928, et Ur où les équipes anglaises de Leonard Woolley furent actives à partir de 1922, tout en fouillant brièvement le site voisin d'el-Obeid ; les travaux de de Sarzec à Tello furent poursuivis, avec de nombreuses interruptions, par d'autres fouilleurs jusqu'en 1933. Cette même période est marquée par la récurrence des fouilles clandestines et du trafic d'antiquités, qui accompagnent les fouilles régulières, et peuvent concerner les mêmes sites, comme Tello, ou des sites ne faisant pas l'objet de fouilles officielles, comme Drehem (Puzrish-Dagan) et Tell Jokha (Umma). Elle conduisent à la mise au jour des dizaines de milliers de tablettes des époques sumériennes (avant tout celle d'Ur III), qui sont dispersées lors de leurs acquisitions par des collections publiques (musées et universités) et privées occidentales, ce qui a complexifié leur analyse. Les sites concernés subissent de plus des dégradations importantes, préjudiciables pour la conservation des données matérielles et leur analyse future. Quoi qu'il en soit la connaissance de Sumer progressa rapidement. Les chantiers d'Uruk permirent de remonter aux origines des États du Sud mésopotamien et de l'écriture, ceux d'Ur furent marqués par la plus spectaculaire des découvertes archéologiques accomplies sur un site sumérien, celle des tombes royales, les tablettes des fouilles clandestines révélèrent l'impressionnant appareil administratif de l'époque d'Ur III. Dans les années 1930, les équipes de l'Institut oriental de Chicago procédèrent à la fouille de sites situés dans la région du cours de la Diyala où ils identifièrent des sites apparentés à la civilisation sumérienne, bien que situés hors du pays de Sumer, Khafadje et Tell Asmar.
Après 1945, de nouveaux sites furent explorés : Abu Shahrein (Eridu) où fut exhumé le plus ancien monument connu du sud mésopotamien, Tell Uqair, Abu Salabikh, ou encore Tell el-Oueili où une équipe française conduite par Jean-Louis Huot découvrit le plus ancien village sumérien connu. Les prospections au sol menées par Robert McCormick Adams appuyé par d'autres chercheurs ont permis de mieux connaître l'histoire du peuplement du sud mésopotamien. Les tourments politiques qu'a connus l'Irak depuis le début des années 1990 — guerre du Golfe en 1990 et invasion américaine en 2003 — ont interrompu l'exploration suivie des sites sumériens, et les fouilles clandestines qui ont pu s'y dérouler ont dégradé nombre de sites et de monuments. Comme elles ont cessé au moment où les études archéologiques commençaient à s'étoffer du point de vue technique et méthodologique avec l'arrivée de nouveaux champs d'étude (archéozoologie, palynologie, etc.), ces fouilles n'ont que rarement porté sur la vie quotidienne des gens du peuple. Elles documentent donc en grande partie la vie des quartiers monumentaux, quelques zones résidentielles et quasiment aucun site rural. Le seul champ de la recherche archéologique qui a pu être ouvert pendants ces années est celui s'appuyant sur l'imagerie satellite. Les fouilles ont repris dans les années 2010, par exemple dans la région d'Ur, avec Abu Tbeirah.

### L'étude des sources épigraphiques

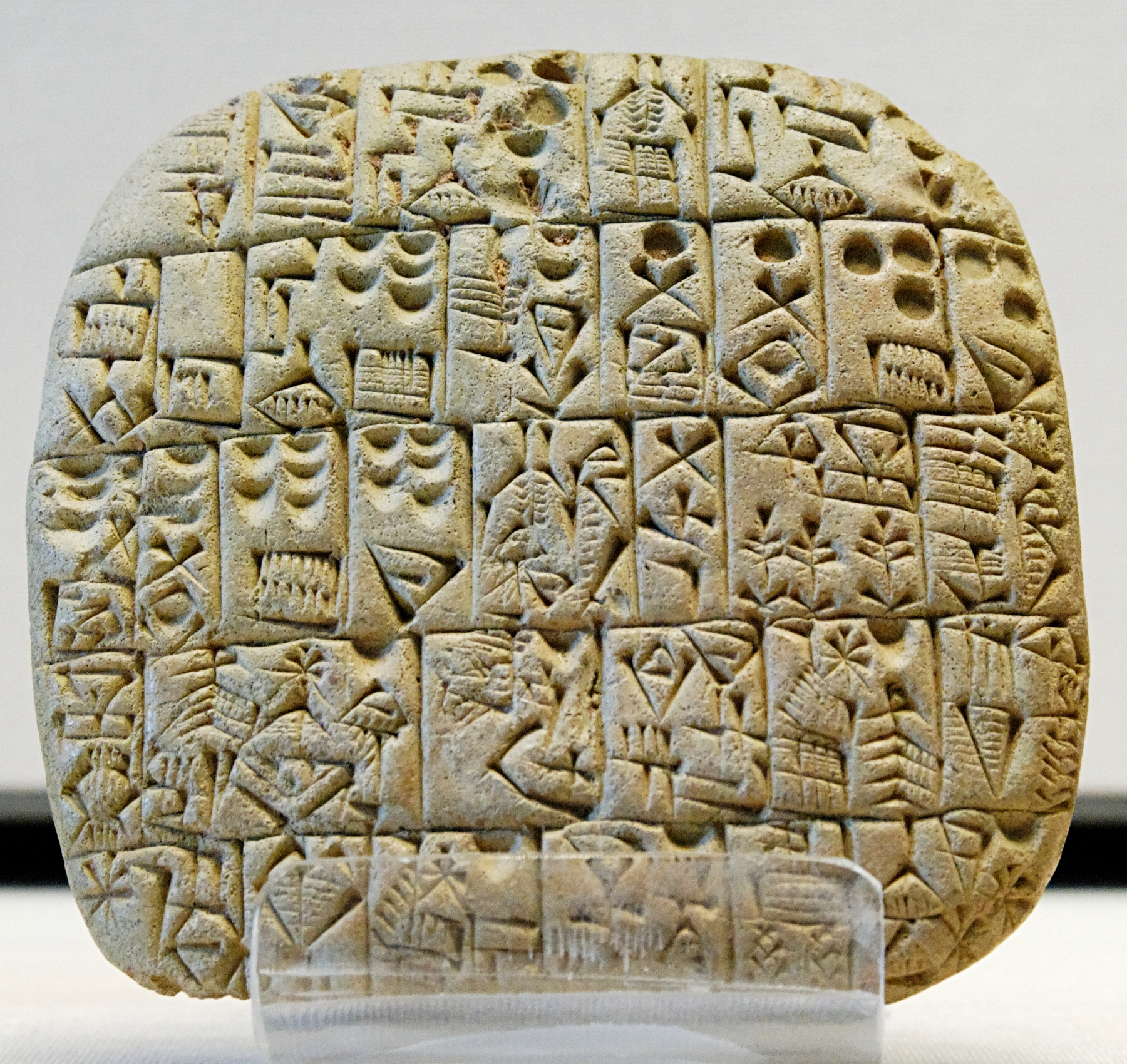
Une tablette juridique : contrat de vente d'un champ et d'une maison, Shuruppak, 2600 av. J.-C. Musée du Louvre.

Les dizaines de milliers de textes cunéiformes mis au jour, dont une partie n'a toujours pas été publiée ou analysée, sont de types très variés : la majorité sont des tablettes administratives issues de la gestion des domaines institutionnels sumériens, d'autres sont de type juridique (actes de vente, de prêt, comptes rendus de procès, recueils de lois, etc.), commémoratifs (inscriptions royales, textes historiographiques), religieux (rituels de divination, d'exorcisme, hymnes religieux, etc.), épiques et mythologiques ou encore sapientiaux (proverbes, fables, conseils de sagesse, etc.),.
Leur étude a conduit à l'apparition d'un champ de recherche spécialisé sur la civilisation sumérienne, étudiant divers domaines : histoire politique et militaire, économie, structures sociales, littérature, croyances et pratiques religieuses, etc. Les premiers temps de la recherche furent très marqués par des axes tels que la traduction des textes mythologiques, notamment dans l'optique de trouver des parallèles, voire des antécédents à la Bible, ou bien, dans le domaine économique et social, la question de la « cité-temple » (en gros l'interprétation des premières sociétés sumériennes comme des théocraties dominées par les temples), puis les approches marxisantes de l’« État hydraulique » (l’État mésopotamien serait issu de la mise en place d'un système despotique coordonnant l'irrigation) et du « mode de production asiatique ». Les thématiques ont changé depuis : reflux des problématiques raciales, même si la question de l'origine des Sumériens reste posée, analyse de la littérature sumérienne en premier lieu pour elle-même, prise en compte de la complexité des situations économiques et sociales des différents États sumériens et rejet des théories globalisantes, relativisation du rôle pionnier de la civilisation sumérienne au Moyen-Orient avec la découverte du royaume d'Ebla en Syrie, qui prouva qu'il y avait des États archaïques contemporains de ceux de Sumer dans les régions voisines, etc.. L'étude des débuts de l'écriture reste importante, depuis les premières publications des textes archaïques d'Uruk par Adam Falkenstein dans les années 1930, de même que celle de la langue sumérienne.
Plusieurs projets collaboratifs ont vu le jour sur Internet dans le but de permettre au plus grand nombre d'avoir accès aux textes sumériens : The Electronic Text Corpus of Sumerian Literature (ETCSL) de l'Université d'Oxford proposant des transcriptions et traductions de textes littéraires sumériens et son complément The Diachronic Corpus of Sumerian Literature (DCSL) proposant un classement diachronique des mêmes textes ; The Database of Neo-Sumerian Texts (BDTNS) du Centro de Ciencias Humanas y Sociales de Madrid fournissant une base de données des textes de l'époque d'Ur III ; plus largement le site Cuneiform Digital Library Initiative de l'UCLA donne accès aux copies de textes exhumés sur des sites de la Mésopotamie antique, dont ceux de Sumer ; enfin, The Pennsylvania Sumerian Dictionary (PSD) est quant à lui un projet de dictionnaire sumérien-anglais.

### Définitions: Sumer, sumérien et Sumériens
La terminologie employée par les historiens reprend en partie des termes rencontrés dans les textes antiques,. Sumer est issu du terme akkadien Šumerum, correspondant au sumérien ki-engi (« pays autochtone » ?), qui désignait une région couvrant la partie sud de la Mésopotamie, souvent en opposition à la région qui la bordait au nord, le pays d'Akkad, Akkadum en akkadien et ki-uri en sumérien, peuplé majoritairement de Sémites, les « Akkadiens », locuteurs de l'akkadien. Cela ressort dans une expression employée à partir de l'époque d'Ur III (vers 2100) dans des inscriptions royales, « roi de Sumer et d'Akkad », qui a servi à l'époque moderne pour conceptualiser cette dualité. Elle a été perçue comme le reflet d'une réalité politique et ethnique antique, sans doute de manière excessive. On trouvait du reste plus couramment le terme de « Pays », kalam, pour désigner ces contrées. La langue sumérienne était également évoquée dans les textes, eme-gi7 (quelque chose comme « langue autochtone ») en sumérien, et šumeru en akkadien des phases babyloniennes tardives. Les historiens ont ensuite créé le terme « Sumériens » pour qualifier le peuple vivant dans cette région et parlant cette langue. Dans une certaine mesure ils sont influencés par les anciens Mésopotamiens eux-mêmes, puisqu'il se pourrait que l'identité sumérienne soit une invention de savants de la Basse Mésopotamie du IIe millénaire av. J.-C., qui se prétendaient les héritiers de cette culture afin de capter son prestige.

#### Un pays
Le pays de Sumer était, durant le IIIe millénaire, une région d'environ 30 000 km2 située au sud de la Mésopotamie, dans la région du delta formé par le Tigre et l'Euphrate. Sa limite septentrionale était située autour de la cité de Nippur, à la charnière entre les pays de Sumer et d'Akkad. Au sud, sa limite est le golfe Persique, qui remontait alors bien plus au nord que de nos jours, à peu près sur une ligne allant d'Eridu jusqu'au sud du territoire de Lagash. À l'ouest s'étend le vaste désert syro-arabe, au nord la Haute Mésopotamie, et à l'est s'élèvent les premiers contreforts des montagnes iraniennes, dans le pays qui était alors connu sous le nom d'Élam, désigné comme la contrée « élevée » (nim) dans les textes sumériens archaïques. Sumer était dominé par plusieurs cités importantes : Ur, Uruk, Eridu, Girsu, Lagash, Shuruppak, Adab, Umma, Zabalam, Nippur. Il s'agit d'un territoire dont le climat était comme de nos jours de type aride, au relief extrêmement plat. Les cours d'eau constituaient les principaux marqueurs topographiques naturels. Les espaces humides et marécageux, très nombreux notamment dans les régions littorales, étaient un autre des éléments essentiels de l'environnement des villes sumériennes, contrastant avec les marges désertiques.

#### Une langue
La langue sumérienne est un isolat linguistique, c'est-à-dire une langue pour laquelle il a été jusqu'à présent impossible de trouver une parenté avec d'autres langues, en dépit de toutes les recherches. Sa connaissance a bien progressé à la suite des efforts répétés de plusieurs chercheurs, mais de nombreuses zones d'ombres subsistent, précisément parce qu'il est impossible de l'éclairer par comparaison avec une autre langue parente comme cela a été possible pour l'akkadien, qui appartient au groupe sémitique encore bien représenté de nos jours (arabe, hébreu). La reconstitution de la phonologie du sumérien reste donc encore très mal établie, même si sa grammaire et son vocabulaire sont relativement bien connus grâce à des textes et même de véritables lexiques bilingues sumérien-akkadien rédigés par les scribes mésopotamiens. D'ailleurs, les échanges entre ces deux langues furent très nombreux, aboutissant à la constitution d'une aire linguistique suméro-akkadienne, preuve supplémentaire de la symbiose entre Sémites et Sumériens dès les plus hautes époques. Le sumérien cessa sans doute d'être parlé autour de 2000 avant notre ère (la période exacte est débattue), mais resta employé comme langue liturgique et littéraire durant les époques ultérieures, comme ce fut le cas du latin dans l'Europe médiévale et moderne.

#### Un peuple?
Quant au peuple sumérien, sa nature est très discutée. Les historiens de la fin du XIXe siècle et de la première moitié du XXe siècle, marqués par les problématiques raciales qui avaient cours à l'époque, cherchèrent à identifier les caractères d'une « race sumérienne », en se basant sur l'analyse des représentations des Sumériens dans l'art : selon leurs conclusions, les Sumériens auraient eu l'habitude de raser leurs cheveux et leur barbe, à la différence des Sémites chevelus et barbus. Les méthodes de l'anthropologie physique furent mobilisées pour chercher à distinguer les formes des crânes des Sumériens et de leurs voisins Sémites. Plus largement, fut supposée une rivalité et des conflits « raciaux » entre Sumériens et Sémites, et érigée en problématique majeure servant à comprendre l'histoire politique de l'époque. Ces recherches furent vaines, comme Thorkild Jacobsen le signala judicieusement dans un article déterminant en 1939 : les anciens habitants du Sud mésopotamien ne se voyaient pas sous le prisme racial ou ethnique et ne s'affrontaient pas pour de telles raisons. Les études postérieures n'ont pas trouvé la trace d'une conception d'un peuple sumérien dans les tablettes antiques.
Depuis l'abandon de ces débats sur la « race », le terme « Sumériens » désigne des gens qui parlaient le sumérien dans leur vie courante et, en fin de compte, ceux qui vivaient dans le pays de Sumer où cette langue était la plus écrite. Il reste cependant assez difficile de savoir si le fait que le sumérien était la langue majoritairement écrite dans une ville à une certaine période soit la conséquence du fait que les gens utilisaient cette langue dans la vie courante. Un autre moyen d'identifier les locuteurs du sumérien est d'étudier leurs noms, car les gens du Sud mésopotamien du IIIe millénaire avaient en majorité un nom en sumérien ou un nom en akkadien (ce n'est néanmoins pas un indicateur entièrement fiable pour estimer leur ethnicité). Les études montrent bien que le pays de Sumer était celui où les textes écrits en sumérien étaient très majoritaires, de même que les gens ayant un nom en sumérien, même s'il comprenait des éléments ayant un nom en akkadien et que des Sumériens semblaient bien présents plus au nord, dans une région où dominait une population de langue sémitique, notamment dans la région de la Diyala. L'idée de l'existence de tensions entre les deux groupes à certaines périodes est généralement rejetée par les historiens, car on ne croit pas qu'il s'agissait de deux groupes distincts et opposés mais plutôt de populations vivant en symbiose et entremêlées, même si certains défendent encore la thèse contraire,,.

## Histoire
L'histoire de Sumer est divisée en plusieurs périodes successives :
- la période d'Uruk finale (vers 3400 - 3100 av. J.-C.), très novatrice, qui voit se mettre en place les éléments caractéristiques de la civilisation mésopotamienne antique ;
- la courte période de Djemdet Nasr (vers 3100 - 2900 av. J.-C.) ;
- la période des dynasties archaïques (vers 2900 - 2340 av. J.-C.), marquée par la division du pays de Sumer entre plusieurs cités-États ;
- l'empire d'Akkad (vers 2340 - 2190 av. J.-C.), première unification de la Mésopotamie, par une dynastie non-sumérienne ;
- la période « néo-sumérienne », surtout couverte par la nouvelle unification sous la troisième dynastie d'Ur (vers 2112 - 2004 av. J.-C.).

L'histoire politique est surtout bien connue à partir de 2400 av. J.-C., car la documentation est trop limitée pour les périodes antérieures. Il reste néanmoins impossible de répondre à de nombreuses questions sur l'enchaînement des événements observés et leur datation, qui reste très approximative.

### Origines et premiers États

L'« expansion urukéenne » : les sites du « centre » situés en Basse Mésopotamie exercent une forte influence sur leurs « périphéries » situées en Haute Mésopotamie, Syrie et Iran durant les derniers siècles du

Les plus anciennes traces de peuplement en Basse Mésopotamie remontent aux derniers siècles du VIIe millénaire av. J.-C., et sont attestées sur le site de Tell el-Oueili. La période des premiers villages du sud mésopotamien est mal connue, car très peu de sites ont été fouillés.
La première culture connue du sud mésopotamien est celle d'Obeïd (du nom d'un site situé près d'Ur), divisée habituellement en cinq phases s'étendant approximativement sur le VIe millénaire av. J.-C. et le Ve millénaire av. J.-C. Le site le plus important de cette période est Eridu, où ont été dégagés plusieurs niveaux successifs d'un édifice monumental. Cette période verrait l'apparition de chefferies dominant des communautés d'agriculteurs et pratiquant des échanges à longue distance, quoique encore limités,,.
Durant la période d'Uruk (IVe millénaire av. J.-C.), surtout sa phase finale (vers 3400 - 3100/3000 av. J.-C.), l'évolution de la société entraîna l'apparition des premiers États et des premières villes,. Les monuments dégagés à Uruk illustrent la richesse et la créativité de la Basse Mésopotamie de cette période, qui exerça un rayonnement important sur les régions voisines et peut-être une première forme d'impérialisme (l'« expansion urukéenne »,). L'écriture y est apparue durant les derniers siècles de la période d'Uruk (v. 3350-3200 av. J.-C.).
En l'état actuel des choses, il est impossible d'établir avec certitude quel rôle ont joué les Sumériens dans ces sociétés. La documentation archéologique ne permet pas d'attribuer ces phases à un groupe ethnique, et il n'y a pas de consensus pour savoir si les premiers textes écrits comportent bien des traces de sumérien. L'origine des Sumériens (la « question sumérienne ») fait donc l'objet de plusieurs approches qui peuvent être classées dans deux catégories :
- Un premier ensemble d'hypothèses fait venir les Sumériens d'une région voisine de la Basse Mésopotamie ; ils seraient donc un élément extérieur à celle-ci, arrivés en ayant déjà leur langue et leur culture, et ne participeraient pas forcément aux premières périodes de développement des sociétés du delta mésopotamien. Plusieurs dates sont alors avancées pour l'arrivée des Sumériens dans la région. Ils pourraient être présents dès la période d'Obeid, parmi d'autres groupes de populations, ou bien ils pourraient seulement être arrivés au début du IIIe millénaire av. J.-C., quand les textes contiennent sans ambiguïté possible des éléments grammaticaux sumériens[40],[41],[42].
- Un ensemble d'hypothèses opposé situe l'ethnogenèse des Sumériens dans la Basse Mésopotamie des débuts de la période d'Obeid ou peu après. Les différentes communautés hétérogènes qui s'installant dans la plaine deltaïque depuis des régions voisines auraient progressivement fusionné pour former un groupe ethnique, que l'on désigne comme les Sumériens[43],[44],[45],[42].

En tout état de cause, il est généralement admis que les Sumériens étaient déjà présents en Basse Mésopotamie durant la période d'Uruk et que c'est à ce moment et à cet endroit que se constitue la civilisation « sumérienne ». Comme le souligne J. Cooper, même en admettant que les locuteurs du sumérien soient venus d'ailleurs, « les caractéristiques que les universitaires identifient comme sumériennes se sont très probablement développées au sein même de la Babylonie (i.e. la Basse Mésopotamie), et non dans un insaisissable pays d'origine extra-babylonien ». Les Sumériens auraient alors été un élément moteur ou tout au moins auraient activement participé à la création des premiers États, des premières villes, de la première forme d'écriture et des entreprises de colonisation dans les pays voisins durant la période d'Uruk. Mais il faut selon toute vraisemblance admettre que la Basse Mésopotamie était déjà une société polyglotte, et donc pluri-ethnique, dans laquelle les éléments sumériens, sémites et autres coexistaient. Cela se dégage notamment de la présence, dans les textes anciens, de termes potentiellement issus de langues inconnues, notamment dans les noms de lieux. Certains ont voulu y voir un « substrat pré-sumérien » antérieur à l'installation des Sumériens dans la région, mais cela semble plutôt résulter de la diversité et de la fluidité linguistiques existant dès l'époque la plus ancienne.

### Les dynasties archaïques: le temps des cités-États

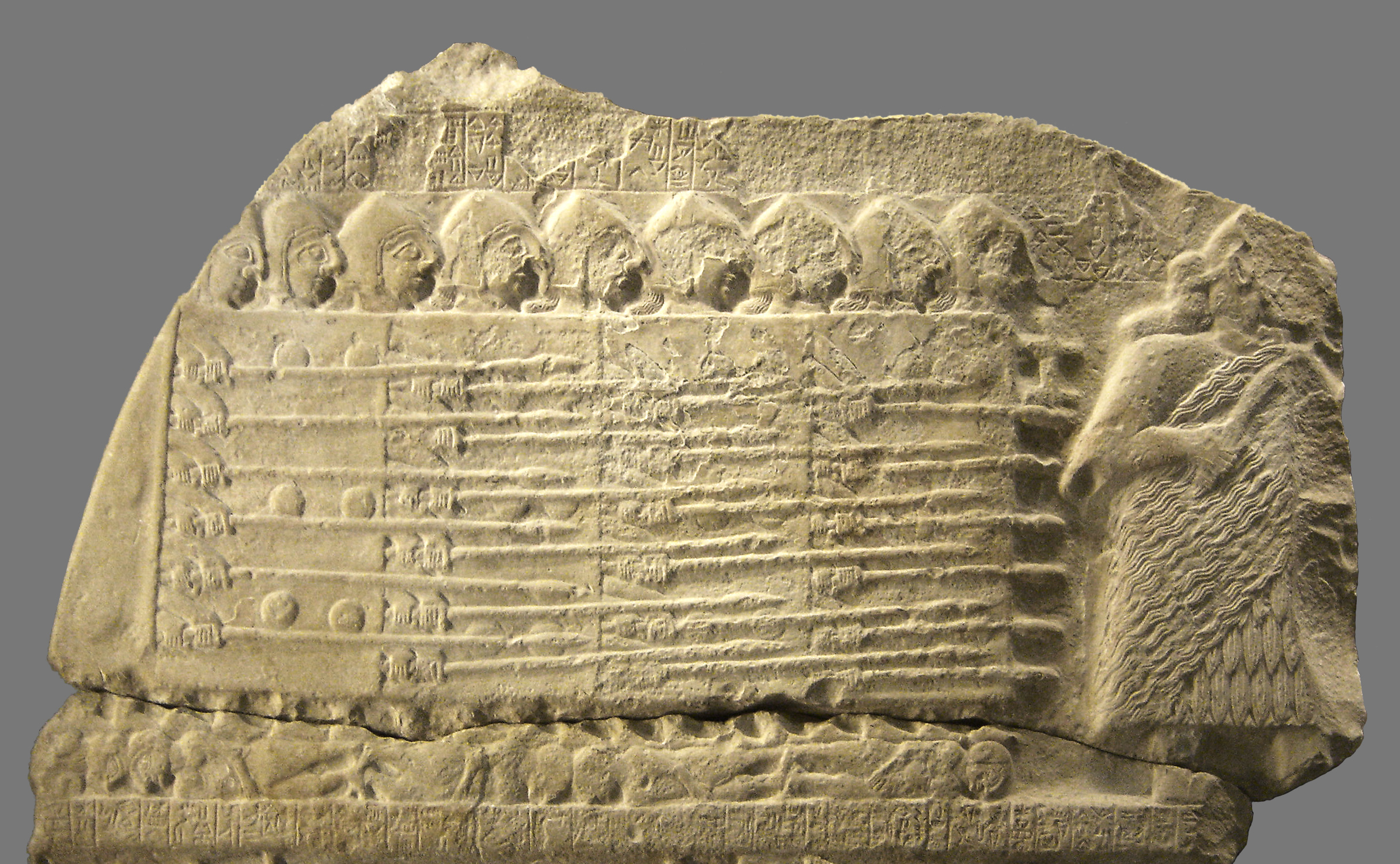
Une attestation des conflits entre cités-États sumériennes à l'époque des dynasties archaïques : la Stèle des vautours montrant l'armée de Lagash triomphant des troupes d'Umma. Vers 2450 av. J.-C., musée du Louvre.

La période d'Uruk s'achève vers la fin du IVe millénaire av. J.-C., avec le début de la brève période de Djemdet Nasr (vers 3100 - 2900 av. J.-C.). L'influence mésopotamienne à l'extérieur connait alors un reflux, et des changements sociaux semblent s'être produits, ce que reflèterait notamment la plus grande concentration de l'habitat sur les sites urbains. Mais les capacités des institutions restaient fortes, comme l'attestent les constructions d'Uruk à cette période. Les causes de ces changements restent inconnues : facteurs internes, migrations ?
S'ouvre ensuite la période des dynasties archaïques (DA, vers 3000/2900 - 2350/2300 av. J.-C.), divisée classiquement en trois périodes : DA I (2900 - 2750 av. J.-C.), DA II (2750 - 2600 av. J.-C.) et DA III (2600-2350/2300 av. J.-C.). C'est dans cette période que les textes présentent sans doute possible des termes sumériens, et qu'apparait pour la première fois le terme « Sumer » (ki-engi). L'extrême sud de la Mésopotamie était alors occupé par plusieurs cités-États sumériennes : Uruk, Ur, Lagash (avec sa capitale Girsu), Umma, Adab, Nippur, Shuruppak. Plus au nord s'étendaient des États dominés par des Sémites, Kish et Akshak ; ces populations étaient peut-être nouvellement arrivées dans la région, depuis la Haute Mésopotamie et la Syrie où elles étaient alors majoritaires, comme le montrent les tablettes contemporaines d'Ebla et de Tell Beydar. I. Gelb a proposé de réunir ces groupes sémitiques sous l'appellation de « civilisation de Kish », en raison de l'importance que semble avoir cette ville ; quoi qu'il en soit il semble bien y avoir des liens culturels spécifiques entre ces régions, mais il reste à savoir dans quelle mesure cela les singularisait des régions sumériennes. La vallée de la Diyala, quant à elle, était peut-être peuplée majoritairement de Sumériens.
Les documents disponibles ne renseignent guère sur l'histoire politique de cette période, en dehors de quelques événements ponctuels attestés par des inscriptions royales du DA III, provenant surtout de Lagash. La tradition mésopotamienne postérieure (notamment la Liste royale sumérienne) a conservé les noms de rois semi-légendaires qui ont peut-être effectivement vécu durant le DA II ou le début du DA III, tels Gilgamesh à Uruk, Enmebaragesi à Kish, ou Lugal-Ane-mundu à Adab, mais il est impossible d'en prouver l'historicité, sauf Enmebaragesi. Le DA III (surtout le XXIVe siècle av. J.-C.) a connu des conflits épisodiques entre les différents royaumes, marqués par l'hégémonie temporaire de certains souverains (Eanatum de Lagash, Enshakushana d'Uruk), avant l'émergence de Lugal-zagesi, venu d'Umma et roi d'Uruk, qui domina la Basse Mésopotamie.

### L'empire d'Akkad

Étendue approximative de l'empire d'Akkad sous le règne de Naram-Sin.

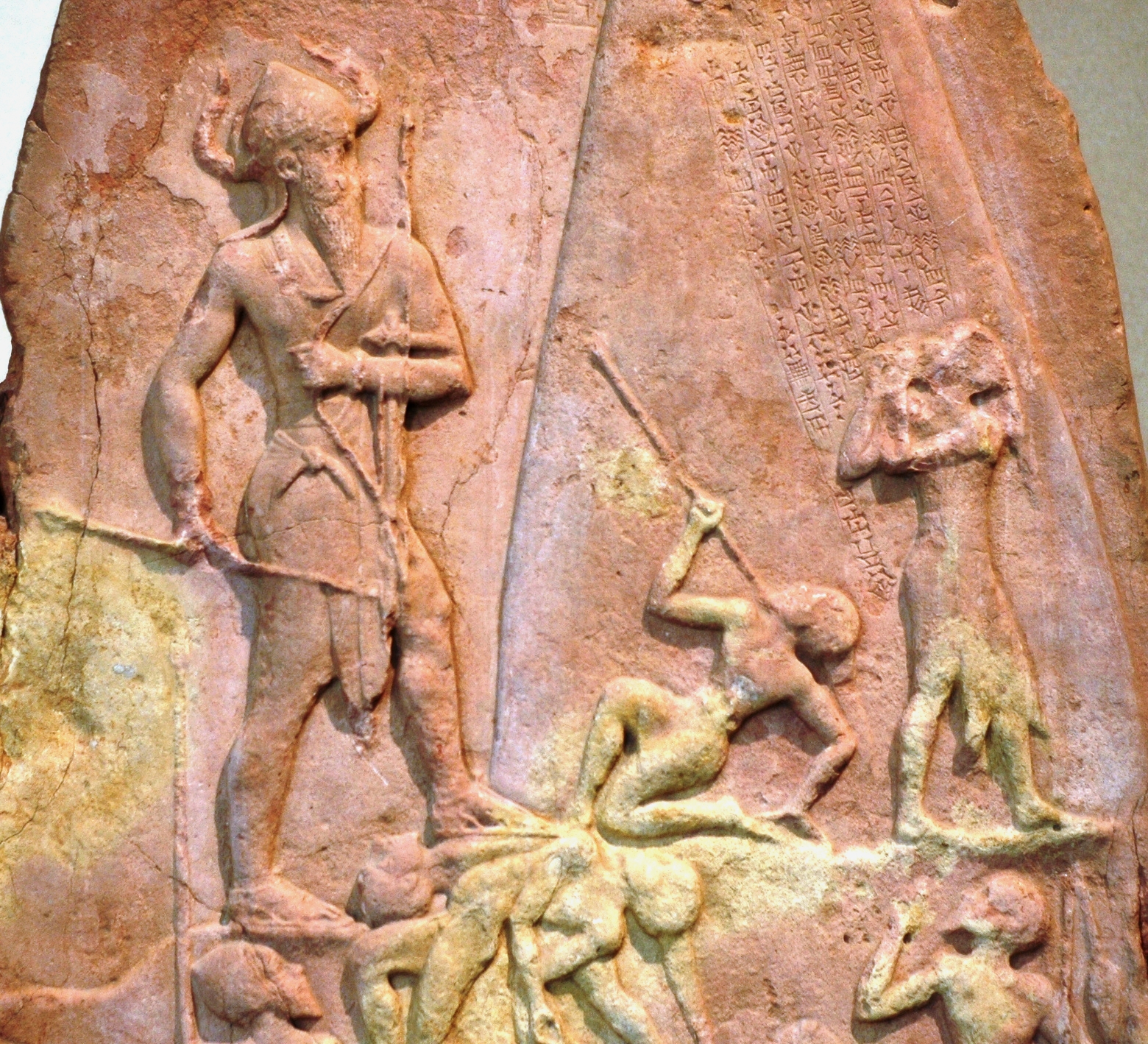
Naram-Sîn d'Akkad, détail de la stèle de la victoire du roi Naram-Sin d'Akkad, musée du Louvre.

La période des cités-États s'acheva par leur unification vers 2350 - 2300 av. J.-C., d'abord par Lugal-zagesi, puis par son vainqueur Sargon d'Akkad, venu du nord, pays sémite — qu'on peut désormais qualifier d'« akkadien ». Ce grand conquérant fonda ce qui est considéré comme le premier empire exerçant sa domination sur toute la Mésopotamie : l'empire d'Akkad. Ses successeurs, en particulier son petit-fils Naram-Sîn, poursuivirent son entreprise en étendant ses conquêtes vers la Syrie et le plateau Iranien et en procédant à des réformes administratives visant à unifier les territoires qu'ils dominaient. Cela n'alla pas sans heurts, puisque les rois d'Akkad durent faire face à plusieurs révoltes, provenant parfois du cœur de leur empire : Kish, Ur, Uruk, etc.,.
La question des rapports entre la nouvelle élite dominante, à majorité akkadienne, et les Sumériens désormais non indépendants politiquement, fait débat : certains chercheurs estiment qu'il y a eu une forme d'opposition à base ethnique, mais les arguments en ce sens restent ténus. La séparation entre le nord et le sud de la Basse Mésopotamie, les pays d'Akkad et de Sumer, se reflète en tout cas dans le domaine ethnique, et sans doute aussi aux plans social et culturel, même si elle ne généra pas forcément des tensions de type ethnique. Les anciennes cités-États sumériennes étaient devenues des provinces dans l'empire, dont elles assuraient la prospérité économique grâce à leurs grands domaines placés sous la coupe de gouverneurs servant les rois d'Akkad.

### La période «néo-sumérienne» et la troisième dynastie d'Ur

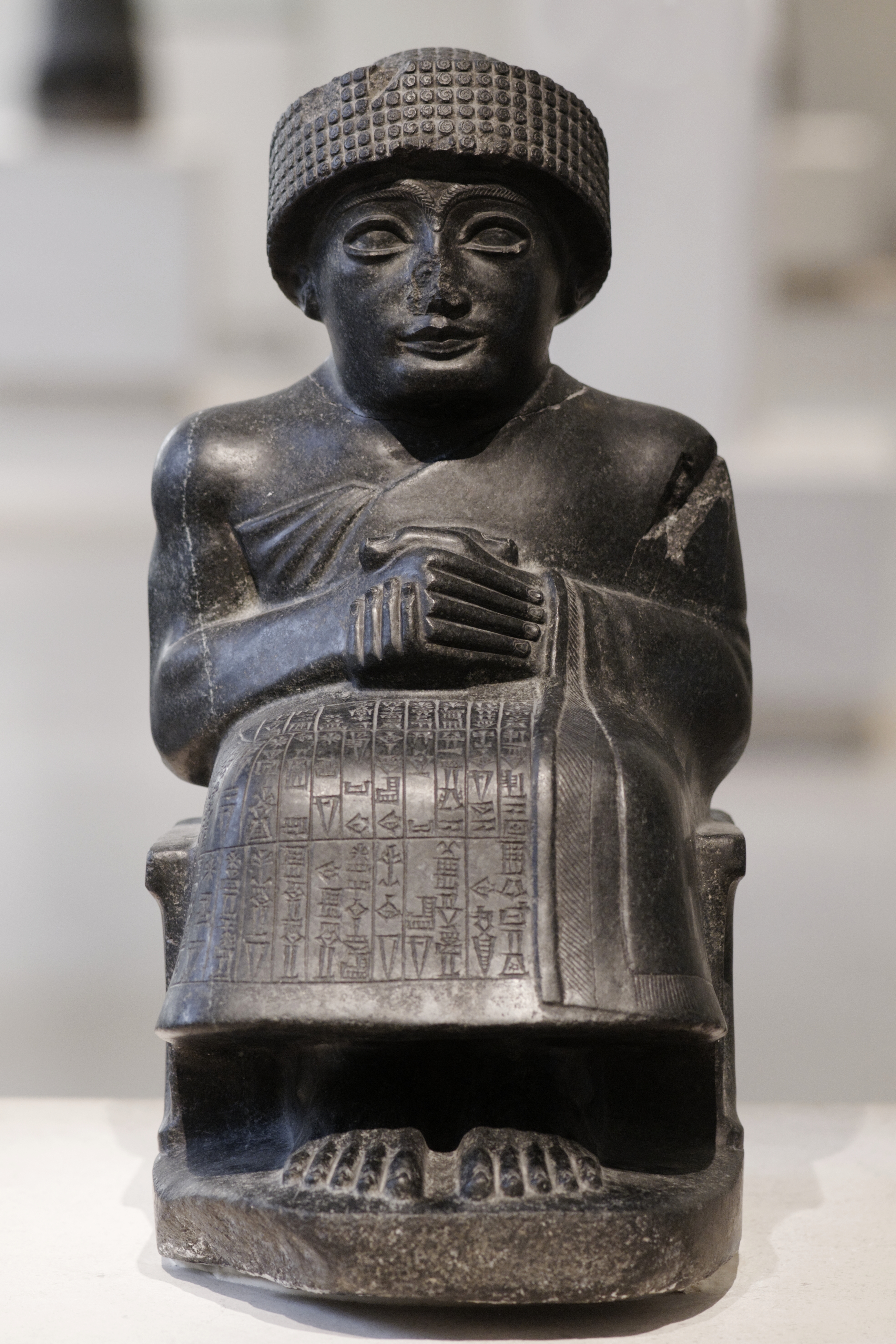
Statue de Gudea de Lagash, 2120 av. J.-C., musée du Louvre.

L'extension approximative de l'empire de la troisième dynastie d'Ur sous le règne de Shulgi.

L'empire d'Akkad s'effondre un peu après 2200 av. J.-C. pour des raisons encore mal déterminées : des troubles en Haute Mésopotamie et dans le Zagros avaient peut-être affaibli le royaume, entrainant un processus de fragmentation qui atteignit finalement la Basse Mésopotamie. Selon la tradition mésopotamienne, le coup de grâce fut porté à Akkad par un peuple « barbare » venu des montagnes de l'Est, les Gutis. Ceux-ci ne purent toutefois jamais dominer tout Sumer et Akkad, où émergèrent de nouvelles dynasties indépendantes, surtout connues par le cas de Lagash où la nouvelle lignée de rois fut dominée par la figure de Gudea, qui encouragea des rénovations de temples et des œuvres d'art. La même période voit l'ascension du roi Utu-hegal d'Uruk, qui aurait soumis les Gutis. Celui-ci fut ensuite supplanté par un certain Ur-Nammu, sans doute son frère, qui établit vers 2100 une nouvelle dynastie à Ur, la troisième dynastie d'Ur. Ce roi et son fils et successeur Shulgi constituèrent dans les premières décennies du XXIe siècle av. J.-C. un puissant empire qui domina la Mésopotamie et la frange occidentale du plateau Iranien,. Il s'ensuit une réorganisation administrative qui aboutit pendant quelques années à la mise en place d'un système souvent qualifié de « bureaucratique », dans lequel l'administration impériale tente d'exercer un contrôle poussé des ressources matérielles et humaines à sa disposition. Des dizaines de milliers de tablettes administratives rédigées durant cette période font de celle-ci la mieux documentée de l'histoire sumérienne,.
La domination des rois d'Akkad a donc été suivie de l'essor de dynasties issues des cités sumériennes (Lagash, Uruk, Ur) prospères économiquement et qui ont produit de remarquables réalisations artistiques et architecturales (statues de Gudea, ziggurats, etc.) et littéraires (en sumérien). Aussi, la fin du IIIe millénaire av. J.-C. a-t-elle parfois été qualifiée de « renaissance sumérienne », grâce à l'indépendance acquise face aux Akkadiens. En réalité, pas plus que pour la période précédente, on ne peut adopter une grille de lecture basée sur une opposition ethnique entre Sumériens et Akkadiens, car ces deux peuples participaient d'une même civilisation.

### La fin de Sumer et des Sumériens
La troisième dynastie d'Ur s'effondre vers 2000 av. J.-C., après une période de crise et de fragmentation politique, faisant suite à une offensive menée par les Élamites. Cette chute profita en fait à des personnages d'origine amorrite, une population sémite venue manifestement de Syrie, qui installa des dynasties dans différentes villes de Sumer et d'Akkad, les deux plus puissantes étant celles d'Isin et de Larsa. Durant les deux premiers siècles du IIe millénaire av. J.-C., le sumérien était assurément devenu une langue morte. Il l'était peut-être dès la période de la troisième dynastie d'Ur, mais cela est débattu. Il apparaît en tout cas que durant les XXe siècle av. J.-C. et XIXe siècle av. J.-C. le sumérien est de plus en plus traité comme une langue étrangère par les scribes mésopotamiens, et qu'il est devenu une langue liturgique de prestige et non plus usuelle.
Les grandes villes du pays de Sumer (en premier lieu Nippur et Ur) restent les principaux foyers de cette langue, et c'est de cette période que date la majorité des sources attestant d'une littérature en langue sumérienne. Ces villes semblent avoir conservé une identité propre, qui ressort encore au début de la période de domination de la première dynastie de Babylone (au XVIIIe siècle av. J.-C.) quand elles participent à des révoltes dans un contexte de crise grave entraînant l'abandon de ces villes pour quelques siècles. Les élites lettrées des villes de Sumer migrèrent alors vers plusieurs cités du pays d'Akkad où elles maintinrent leurs traditions. Quand les villes désertées se repeuplèrent dans la seconde moitié du IIe millénaire av. J.-C., sous la dynastie kassite de Babylone, il n'y avait plus de pays de Sumer ni de Sumériens.

## La société sumérienne

### Structures politiques, administratives et économiques

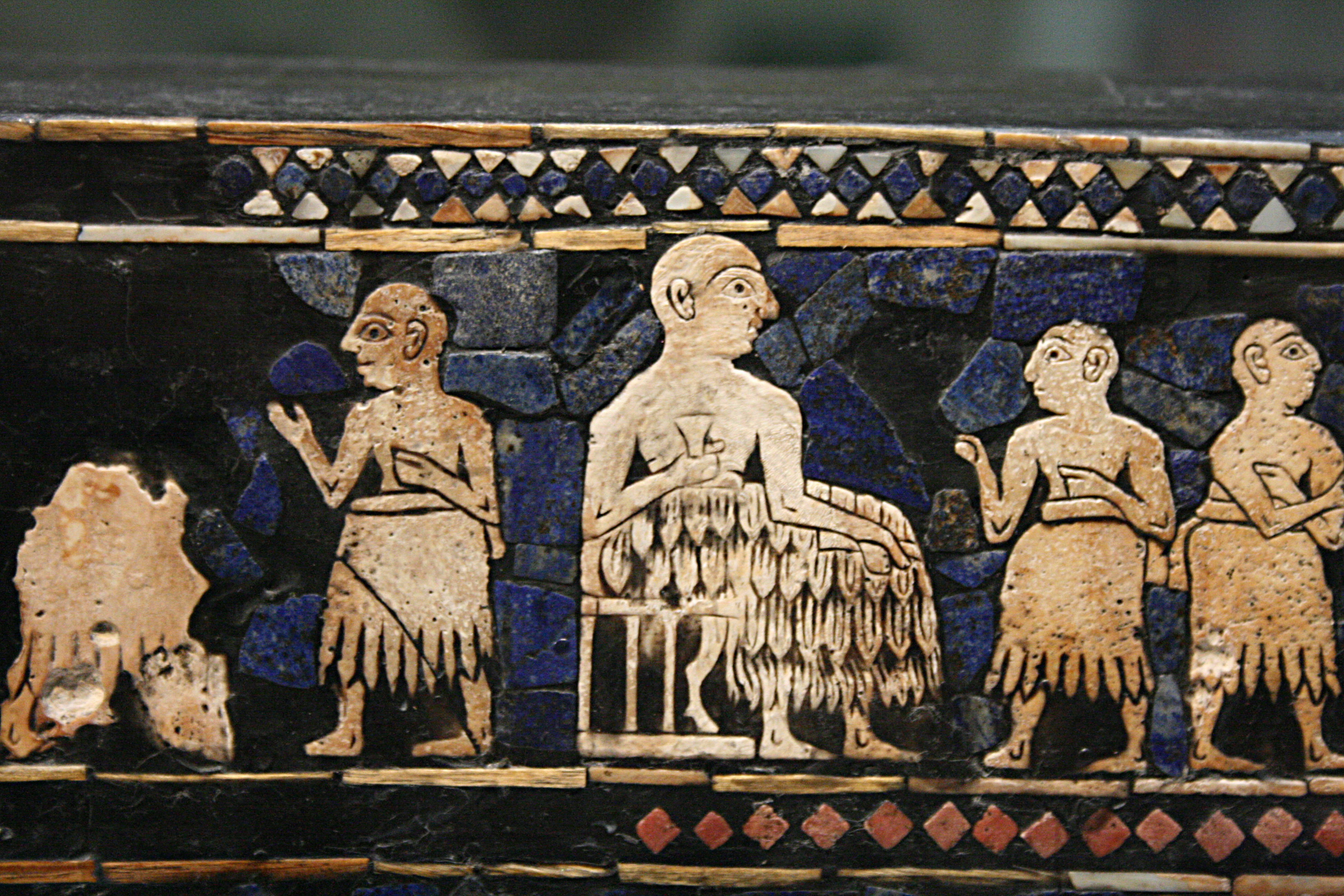
Détail de l'étendard d'Ur : le souverain assis sur son trône dirige un banquet.

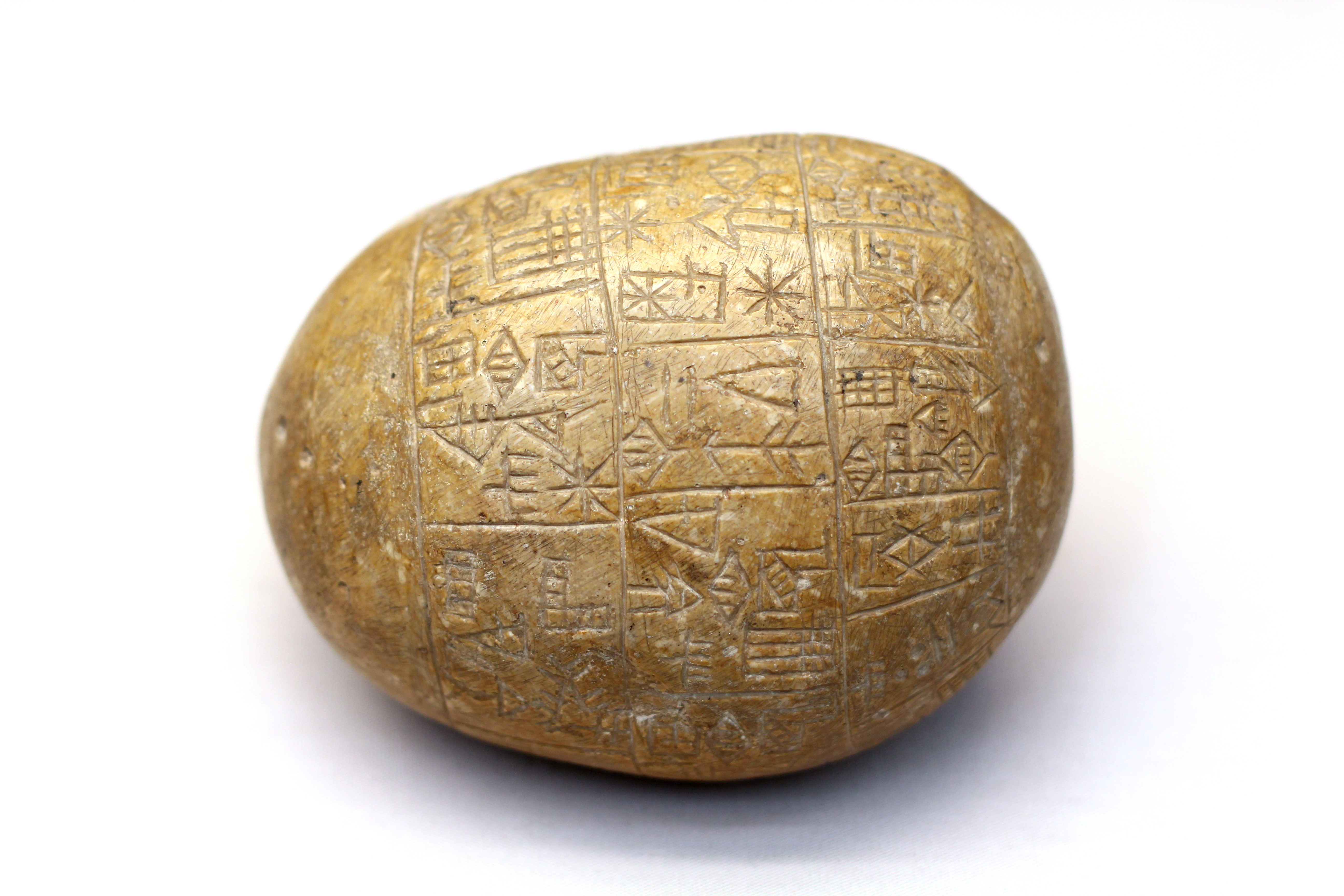
Galet portant une inscription commémorative du roi En-anatum Ier de Lagash célébrant la construction d'un temple. British Museum.

#### Des monarchies
« Moi, le Roi, je suis un guerrier depuis le sein (de ma mère),
 Moi, Shulgi, homme puissant depuis (le jour de) ma naissance,
 Je suis un lion aux yeux féroces né d'un dragon, 
 Je suis le Roi des quatre rives (de l'univers),
 Je suis le berger des Têtes-noires (les hommes),
 Je suis digne de confiance, le dieu de tous les pays, (…)
 Je suis celui qui fut béni par Enlil, 
 Je suis Shulgi, je suis le bien-aimé de Ninlil, 
 Je suis sincèrement chéri par Nintu, 
 J'ai reçu le don de sagesse d'Enki, 
 Je suis le puissant roi de Nanna,
 Je suis le lion à la gueule ouverte d'Utu,
 Je suis Shulgi, choisi pour aimer Inanna. »

— L'affirmation de la figure monarchique : hymne au roi Shulgi d'Ur.
Les États sumériens avaient à leur tête un monarque, souvent désigné par le terme lugal (« grand homme »), même si une pluralité de titres aux sens originels discutés sont attestés pour la période des dynasties archaïques : ensí à Lagash, en à Uruk, etc.,. En tout état de cause, ces titres n'impliquent pas de grandes variations dans la fonction royale, du moins pour les époques convenablement documentées. L'idéologie royale sumérienne et son évolution est bien connue grâce aux nombreuses inscriptions royales exhumées lors des fouilles de nombreux sites.
Le roi sumérien était vu comme le représentant terrestre des divinités, en premier lieu le roi des dieux Enlil, mais aussi la divinité tutélaire de leur royaume, comme Ningirsu à Lagash, voire d'autres divinités aux attributs royaux, comme Inanna. Selon les conceptions sumériennes, dans les temps antédiluviens, la royauté était « descendue du ciel », c'est-à-dire du monde divin, et s'était transmise depuis aux plus méritants suivant la volonté des dieux. La royauté sumérienne avait donc un caractère sacré, le souverain étant amené à diriger lui-même des cérémonies religieuses, même s'il semble n'avoir jamais été un « roi-prêtre », une figure théocratique postulée par certains chercheurs pour les périodes les plus anciennes. Situé à la charnière du monde divin et du monde humain, le roi était le premier pourvoyeur du culte divin, et entreprenait les chantiers de construction ou de restauration des plus grands sanctuaires. Quand la figure royale devint auréolée de la gloire de la domination universelle, s'étendant aux « quatre rives de la terre », c'est-à-dire à tout le monde connu, sous les empires d'Akkad et d'Ur III, le souverain devint une figure divine, devant le nom duquel on fit figurer le déterminatif de la divinité dans les inscriptions officielles, et il reçut un culte. Il était alors présenté comme un personnage remarquable, beau, sage et puissant, dont on chantait les louanges dans des hymnes.
Chef d'un royaume qui était conçu comme son propre patrimoine, le roi dirigeait comme un patriarche tout ce qui concernait celui-ci. D'abord l'administration du territoire, que ce soient les provinces ou les différents grands domaines dépendant des temples et des palais dont il désignait les administrateurs. Il rendait la justice dans les affaires les plus importantes, car il était le garant de l'équité dans son domaine, comme le proclament les textes des « réformes » d'Urukagina et le Code d'Ur-Nammu. Il était également un chef de guerre, même si tous les souverains n'ont sans doute pas mené leurs troupes au combat.
Le roi, le « grand homme », résidait dans un palais, la « grande maison » (é-gal), d'où il dirigeait le royaume. C'est un type d'édifice très mal connu par l'archéologie. Cela vient du fait que l'on connait peu de sites présentant des monuments susceptibles d'avoir ce statut, mais aussi parce qu'il est difficile d'en repérer parmi le corpus connu. Les architectes des époques anciennes de la Mésopotamie ne semblent pas avoir développé de caractéristiques architecturales spécifiques à ce type d'édifice comme ce fut le cas à partir du IIe millénaire, notamment une salle du trône. De ce fait, les seuls édifices considérés couramment comme des palais ne présentent pas vraiment de traits similaires autres que leur grande taille, et leur plan est mal connu : il s'agit en pays sumérien des édifices palatiaux se succédant sur le tell nord d'Eridu, du « Bâtiment en pisé » d'Uruk voire de l'é-hursag d'Ur ; plus au nord, le « palais K » et le « palais P » de Kish et le « palais nord » d'Eshnunna.

#### Administration et nature du pouvoir

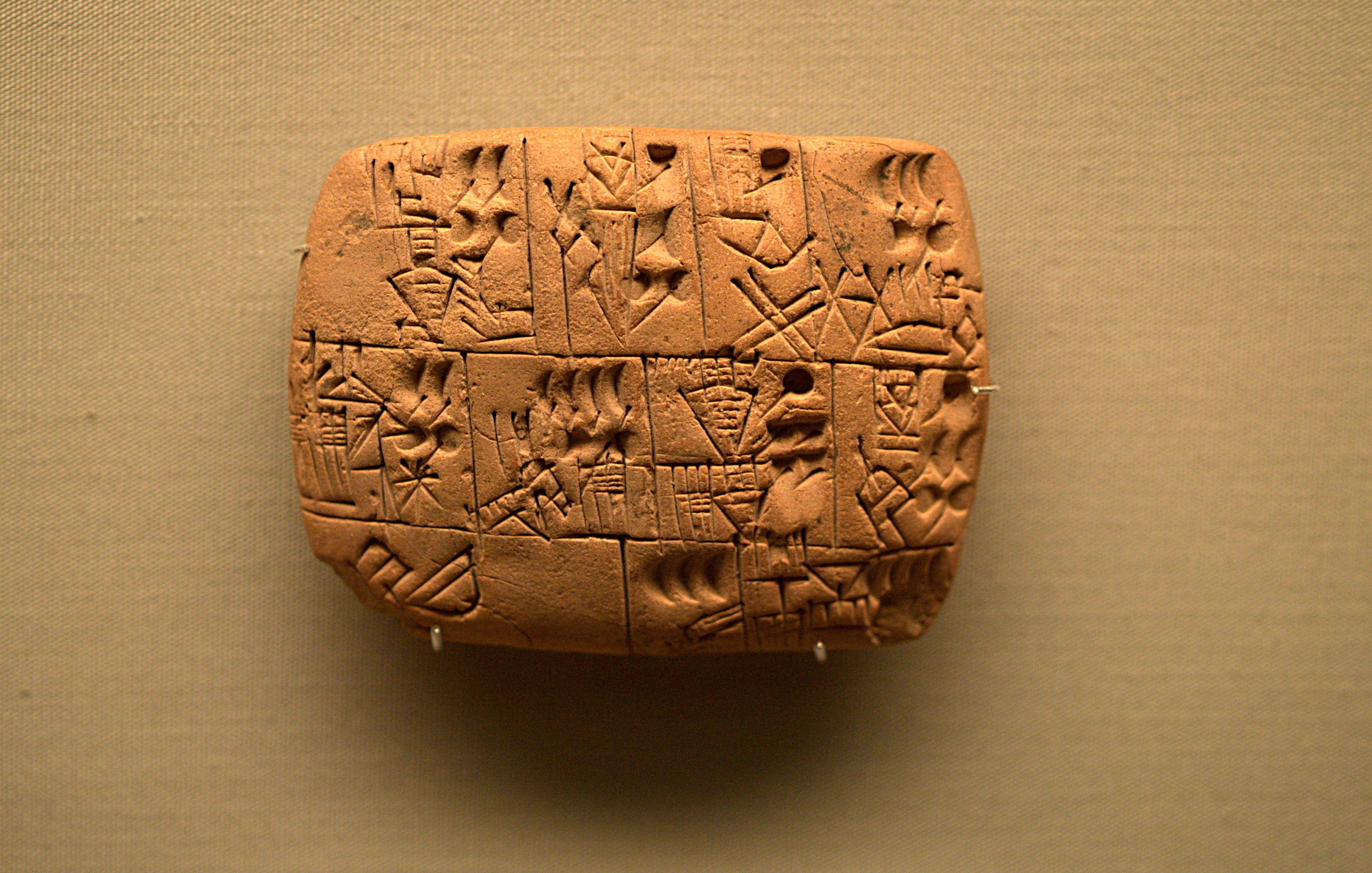
Tablette provenant d'Uruk et datée de la période d'Uruk III (3200-3000 av. J.-C.) enregistrant des distributions de bière depuis les magasins d'une institution. British Museum.

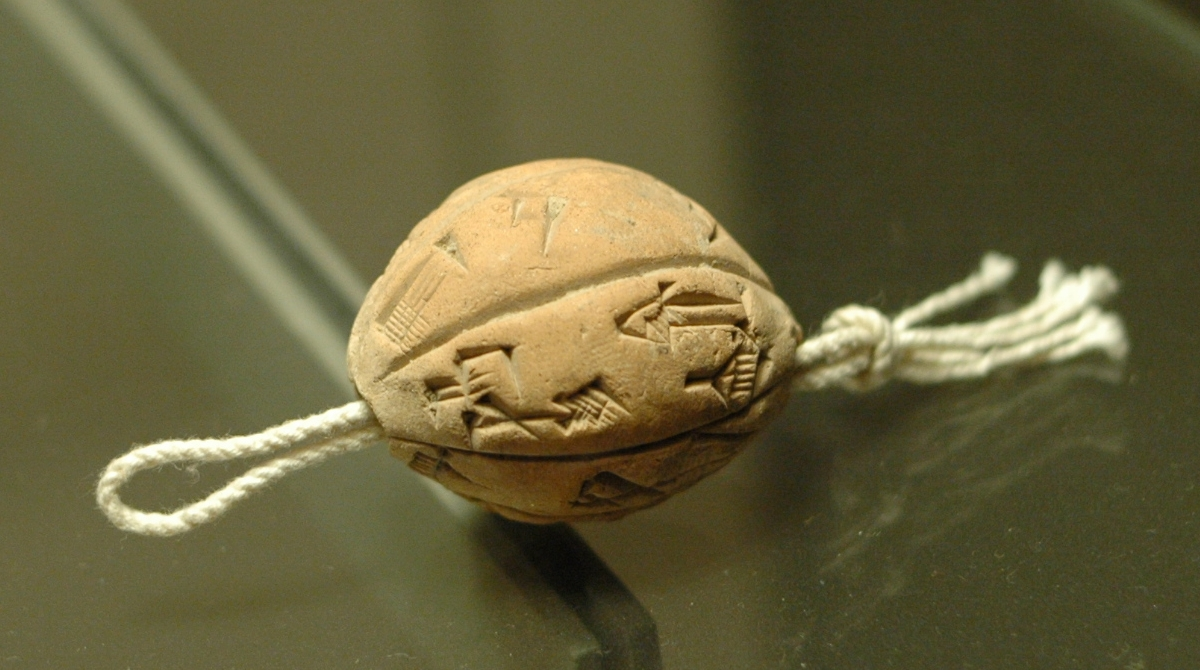
« Badge » en argile d'identification d'un officier de Lagash « [affecté au] bastion du mur d'enceinte », sous le règne d'Urukagina, 2350 av. J.-C. Musée du Louvre.

Dans l'exercice de sa fonction, le monarque s'appuyait sur son entourage proche, en premier lieu les membres de sa famille, la reine, les princes et les princesses. Plus largement, tout un groupe de fidèles occupait les fonctions de la haute administration. Le royaume était conçu en quelque sorte comme son « patrimoine », dans lequel les relations d'homme à homme entre le roi et ses serviteurs étaient les plus importantes, plus que l'organisation institutionnelle.
Dans ce contexte, les attributions des serviteurs de l’État n'avaient jamais fait l'objet d'une définition rigide. Le souverain était couramment secondé par une sorte de « premier ministre » ou « vizir » (sukkal-mah à Lagash et Ur III) et d'autres ministres aux titres divers. Les royaumes étaient divisés en provinces ayant à leur tête des gouverneurs. Au niveau local, il semble que des collèges d'Anciens (abba) aient joué un rôle important. Les agents du roi pouvaient avoir des fonctions que l'on qualifierait d'administratives, de judiciaires et de militaires, et le cumul de titres était courant : un détenteur d'une haute charge de l'administration centrale pouvait diriger une voire plusieurs province(s), rendre la justice, conduire des troupes au combat, prendre part à des cérémonies religieuses ou même faire restaurer des sanctuaires locaux. Cela n'a pas empêché la présence de spécialistes des affaires judiciaires, les « juges » (diku) ou d'une hiérarchie militaire, importante notamment dans les empires d'Akkad et d'Ur III, qui disposaient de provinces militaires périphériques contrôlées par des garnisons,.
Les cités-États étaient administrées dans un cadre géographique restreint assurant la proximité entre le pouvoir central et l'administration locale. La constitution d'un cadre politique plus vaste dans les deux « empires » d'Akkad et d'Ur, transformant les cités-États en provinces, n'empêcha pas ces dernières de conserver leurs traditions et leur administration propres, en dépit des velléités centralisatrices de ces deux États, qui tentèrent à plusieurs reprises d'imposer une organisation à leur échelle — en particulier avec le système de redistribution des ressources entre les provinces sous Ur III,. Cette inertie pourrait expliquer pourquoi les deux empires se divisèrent rapidement dès qu'ils s'affaiblirent.

#### Le rôle des «maisons»
La société et l'économie sumérienne étaient organisées autour de domaines que les anciens Mésopotamiens concevaient suivant la métaphore de la maisonnée : il s'agissait de « maisons » (sumérien é), entendues non seulement comme un élément architectural, mais aussi comme des familles, des lignages, un ensemble de propriétés. Elles étaient placées sous l'autorité d'un chef, qui pouvait être le dieu dans le cas des temples, mais aussi le roi directement dans le cadre du palais, ou des pères de famille (surtout des notables) dans le cas des domaines « privés ». Elles différaient donc plus par leur taille que par leur nature. Les limites entre ces maisonnées ne sont du reste pas toujours aisées à tracer en raison des nombreuses interactions qui existaient entre elles, notamment des relations hiérarchiques, la maisonnée du roi dominant les autres.
La majorité des archives sumériennes de nature économique provient des temples (institution qui semble avoir eu un rôle plus effacé en pays « akkadien »). En effet, en plus d'être des centres de culte, les sanctuaires étaient des unités économiques de premier plan : ils possédaient de nombreuses terres agricoles, des troupeaux, des ateliers, commanditaient des expéditions commerciales, et, sans doute le plus déterminant, ils contrôlaient les ressources humaines pour les exploiter,,. Ils disposaient à cette fin d'une administration très hiérarchisée, avec à leur tête une sorte d'intendant, ainsi que des archivistes, des responsables de domaines agricoles, de greniers, d'étables et autres unités de production, des scribes et des contremaîtres, encadrant une foule de travailleurs employés à plein temps ou occasionnellement (la force de travail pouvant être louée). Leurs ressources étaient utilisées pour les besoins du culte, mais aussi redistribuées aux cadres de l'institution et aux travailleurs sous forme de rations et de concessions de revenus des terres. La majorité des activités et des individus gravitait sans doute autour de ces institutions, même si on ne pourra jamais en mesurer la part exacte. À la suite de ce constat, les premières tentatives d'analyse globale de la société de Sumer allèrent jusqu'à supposer que les temples contrôlaient totalement celle-ci : c'est la thèse de la « cité-temple ». Cette théorie n'a pas résisté à l'analyse détaillée de la documentation disponible : d'autres types de domaines sont apparus dans les sources, comme ceux dépendant des palais, et il s'est avéré que les temples étaient eux-mêmes au service du pouvoir royal (notamment par le biais des gouverneurs), qui demeurait l'autorité suprême.
Aux côtés de ces domaines institutionnels, il y avait également des domaines « privés », dont les maîtres menaient dans une certaine mesure des activités pour leur propre compte, comme l'atteste l'existence de transactions privées concernant des terres ou des esclaves depuis le début du IIIe millénaire. Mais ces domaines privés sont très peu documentés en comparaison avec les maisons des dieux aux côtés desquelles ils jouaient sans doute un rôle économique secondaire,.

#### Calendrier, poids et mesures
Le souci de maîtriser le temps et les quantités est présent au pays de Sumer dès les premiers temps de l'écriture, ce qui est logique vu son statut d'instrument essentiellement administratif et comptable. Cela ne s'est pas tari avec les siècles et son contrôle est resté crucial dans l'exercice du pouvoir.
L'année sumérienne commençait au printemps, et comptait douze mois de trente jours, suivant le cycle lunaire. Le problème étant que cette année de 360 jours créait un décalage avec l'année solaire de 365 jours ¼ qui devenait de plus en plus important au fil des ans, aussi il fallait de temps en temps rajouter des mois « en plus » (diri) pour raccorder les deux cycles ; aucun principe d'intercalation régulière n'avait été mis au point, donc cela dépendait des décisions officielles. Chaque cité avait du reste son propre calendrier, et seuls les rois d'Ur III ont tenté de mettre en place un « calendrier royal », sans parvenir à une harmonisation complète. Les noms des mois pouvaient faire référence au cycle agricole, mais généralement ils renvoyaient aux principales fêtes qui se déroulaient à cette période, le calendrier ayant surtout une fonction cultuelle. Les jours étaient désignés par un signe symbolisant à l'origine le soleil s'élevant à l'est, mais n'avaient pas individuellement de nom et n'étaient pas regroupés en équivalents de nos semaines, on se contentait de les dénombrer par mois (« 1er jour de tel mois », etc.). Quant aux années, elles étaient nommées aux époques d'Akkad et d'Ur III par une formule rapportant un événement important survenu l'année précédente en rapport avec le pouvoir royal (victoire militaire, construction de temple, offrande somptueuse à un dieu), par exemple la dixième année du règne de Gudea de Lagash est l'« année durant laquelle le temple de Ningirsu a été construit » ; et si rien de spécial ne s'était passé ou que le nom d'année n'avait pas encore été décidé, on désignait l'année comme celle « suivant » (mu ús) une année durant laquelle un événement important s'était produit.

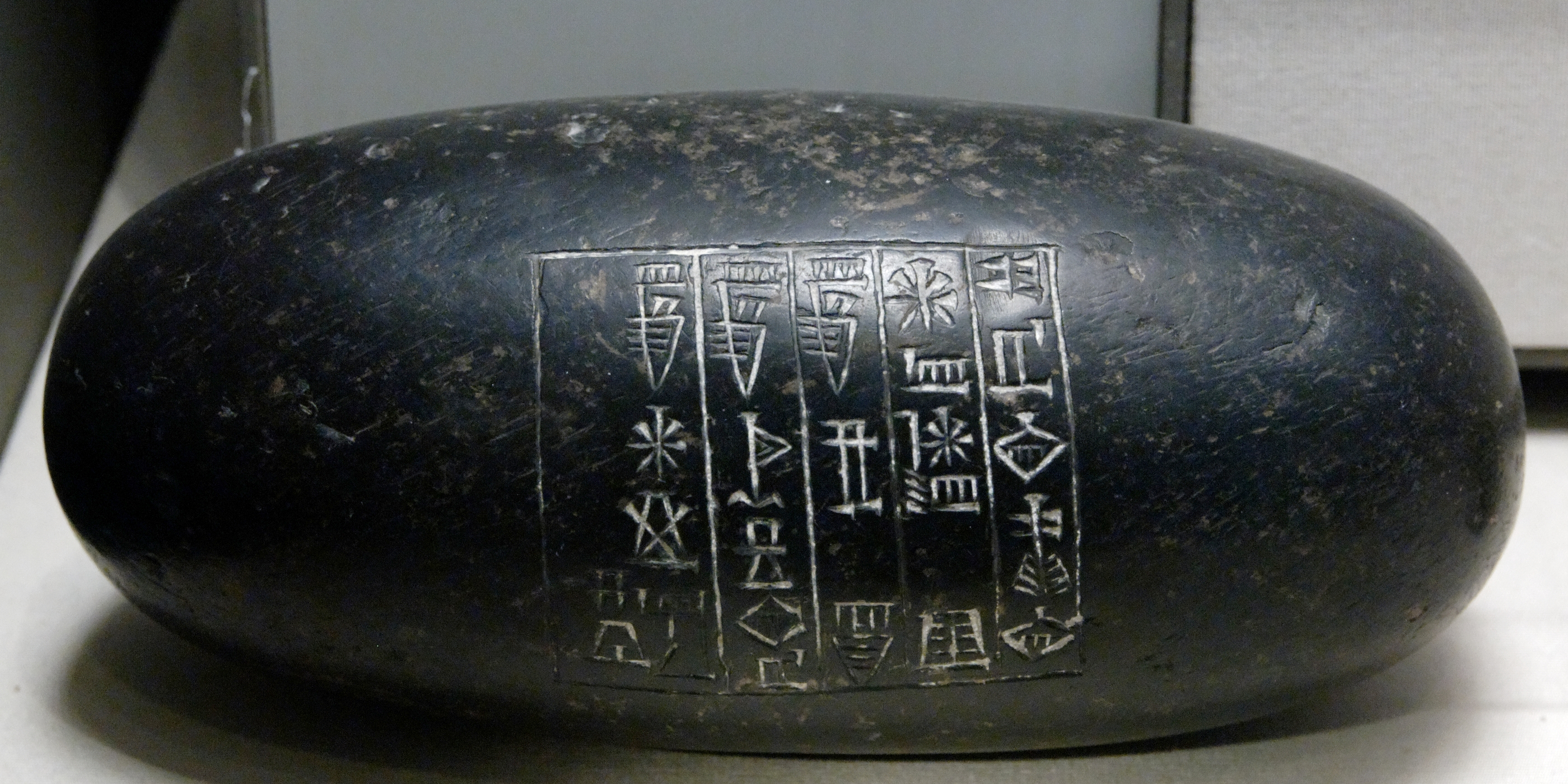
Poids officiel en diorite de 5 mines inscrit au nom de Shu-Sîn de la troisième dynastie d'Ur, musée du Louvre.

Les systèmes de poids et mesures les plus anciens étaient divers et variés, selon les objets que l'on souhaitait quantifier (personnes, animaux, grains, surfaces, volumes, durée, etc.), les systèmes principaux suivant un principe sexagésimal (de base 60). Le problème étant que comme les unités de ces systèmes n'avaient pas de liens entre elles et qu'on emploie pour les quantifier des numérations de bases différentes, les équivalences étaient impossibles à établir. Sous l'empire d'Akkad se développa un principe d'abstraction qui permit de simplifier les systèmes en usage ; notamment on transposa le système de compte des objets discrets à celui de mesure des poids, puis on étendit cela aux mesures de superficie, et à la capacité. La période d'Ur III aboutit à la généralisation de ce système, ce qui permettait par exemple aux scribes de partir des longueurs pour calculer les surfaces et les volumes ; on fixa les valeurs précises des unités (mais des variantes locales devaient encore subsister) et on établit des valeurs relatives entre unités de poids et mesures, avec des équivalences entre les différents systèmes, ainsi l'unité de base des poids était la mine ma.na (environ 500 g), et en mesure de capacité 1 « litre » silà de grain pesait en principe 1 mine.

### Hiérarchie sociale

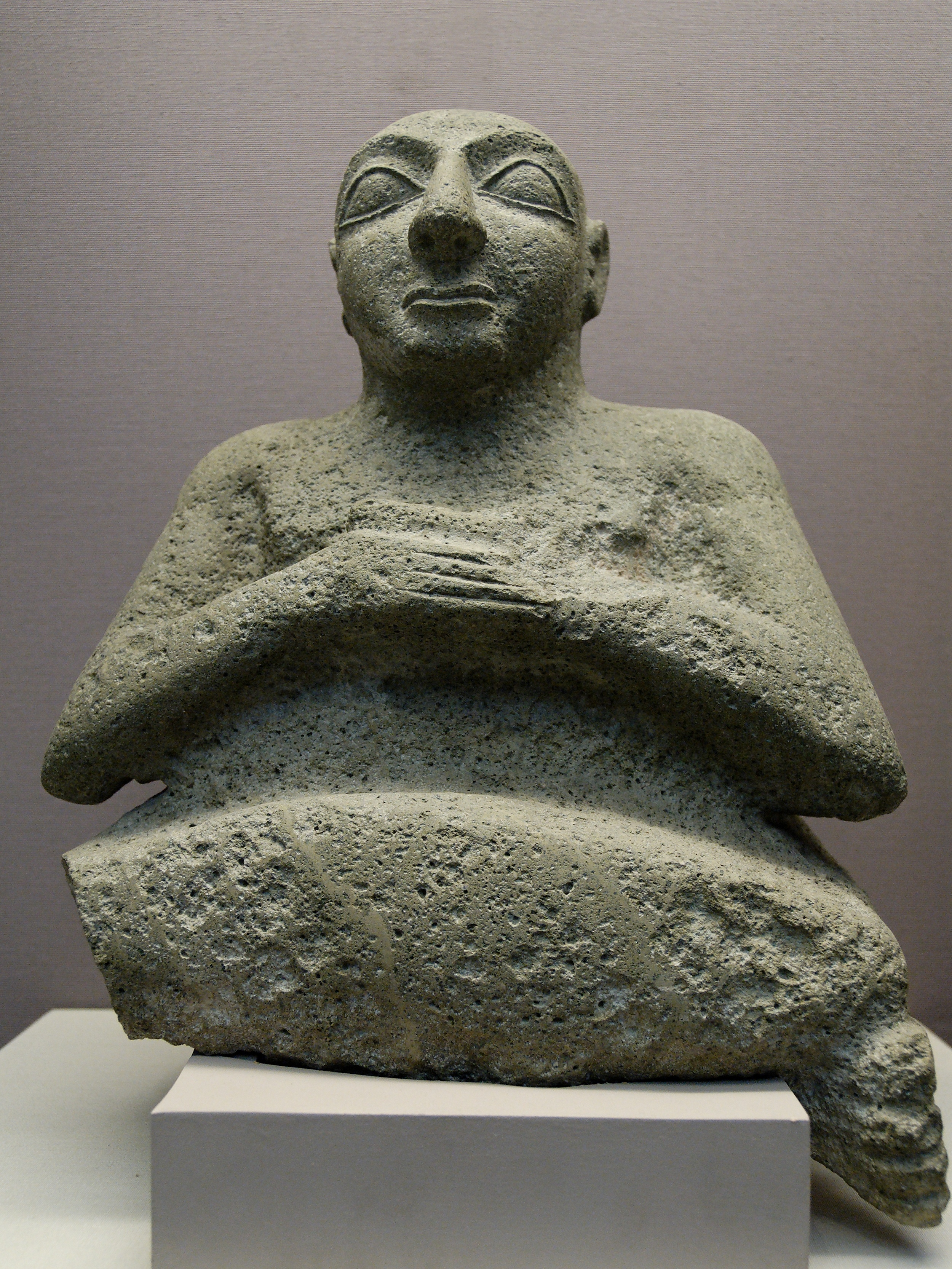
Statue en position d'orant de Kur-lil, dignitaire du royaume d'Uruk vers le milieu du, retrouvée à el-Obeid, British Museum.

Les textes sumériens présentent l'humanité comme un tout, désigné par l'expression « Têtes noires ». Mais ils révèlent aussi les inégalités sociales, pour les dénoncer : c'est ce que fit le premier le souverain Urukagina de Lagash, dont une série d'inscriptions condamne les abus des plus riches sur les plus faibles ; il ne s'agissait pas là d'un phénomène vu comme normal, mais plutôt d'une anomalie qu'il importait de corriger pour restaurer une situation idéale. La documentation textuelle aussi bien qu'archéologique (notamment les sépultures) est pourtant sans ambiguïté sur la présence d'inégalités sociales marquées dans le pays de Sumer. Depuis les débuts de l’État et de l'urbanisation durant la fin de la période d'Uruk, ces inégalités s'étaient même creusées.

#### Les élites sociales
Le souverain occupait assurément la position la plus élevée dans la société, concentrant autour de lui pouvoir et richesses. Sa famille profitait de cela, puisque les reines et les princes et princesses disposaient de domaines importants et de positions privilégiées dans la hiérarchie administrative et religieuse ; il était ainsi courant que des fils et filles de roi deviennent grand-prêtres de sanctuaires majeurs du pays sumérien. La famille royale constituait donc le sommet du monde des élites sumériennes. Venaient ensuite ceux qui occupaient des positions privilégiées dans l'administration des royaumes et des temples, comme les charges de ministres, d'administrateurs de temple. Cela leur donnait accès aux richesses des grands domaines institutionnels, en premier lieu leurs terres qui leur étaient souvent concédées en guise de rémunération pour leur fonction officielle, mais aussi des distributions de divers biens. Ce groupe des élites reposait sur les chefs des familles les plus riches, qui dirigeaient les affaires de leur groupe, et se transmettaient leurs charges de façon héréditaire. Existaient ainsi des dynasties locales se succédant à la tête des fonctions administratives ou cultuelles, comme la « famille d'Ur-Meme » à Nippur à la période d'Ur III, divisée en deux branches dont les membres sont respectivement à la tête du temple d'Inanna et du gouvernement de la province. Les plus privilégiés pouvaient contracter des alliances matrimoniales avec la famille royale, ou à défaut celles des autres grands dignitaires. Les Instructions de Shuruppak, texte de sagesse contenant des conseils destinés à un fils de bonne famille, prescrivaient de bien prendre en charge la maisonnée, de respecter l'autorité des pères tout en prenant soin de toute la famille. Les notables sumériens étaient également actifs dans les affaires religieuses, reproduisant à leur échelle les actions des souverains, et pas seulement quand ils avaient eux-mêmes des charges cléricales ; de nombreuses statues les représentant en position d'orant avaient ainsi été offertes aux dieux dans l'espoir d'attirer des bienfaits aux dédicataires. C'est également à une partie de ce groupe, le milieu des prêtres lettrés, que l'on doit les principales réalisations intellectuelles sumériennes,.

#### Catégories populaires et moyennes
Les catégories populaires du pays sumérien étaient sans doute en majorité employées par les institutions, encadrées par les représentants des couches basses des élites (ou une sorte de « classe moyenne » ; contremaîtres, chefs d'équipes de labours, etc.). Contre ce service, elles recevaient des terres à cultiver dont elles pouvaient conserver une partie de la récolte, ou bien des rations de subsistance. En affinant l'analyse, on peut distinguer plusieurs situations. Un premier groupe se trouvait dans une dépendance économique qui semble totale, puisqu'il travaillait en permanence pour les institutions et recevait uniquement des rations. Un autre groupe semble n'avoir été quant à lui que partiellement dépendant des grands organismes, pour lesquels il ne travaillait que quelques mois durant l'année, devant sans doute disposer à côté de cela de ses propres ressources. D'autres travaux effectués pour le compte des organismes « publics » semblent relever de la corvée (curage de canaux, constructions de bâtiments publics, etc.). De leur vie quotidienne, les sources disponibles n'éclairent en général que les aspects liés au travail, et seulement pour ceux qui étaient employés par les institutions, les autres échappant totalement à la documentation. Les aspects religieux de leur vie, ou même leur possible implication dans la vie politique de leur communauté ne peuvent que faire l'objet d'inférences ou de suppositions,.

#### Les esclaves

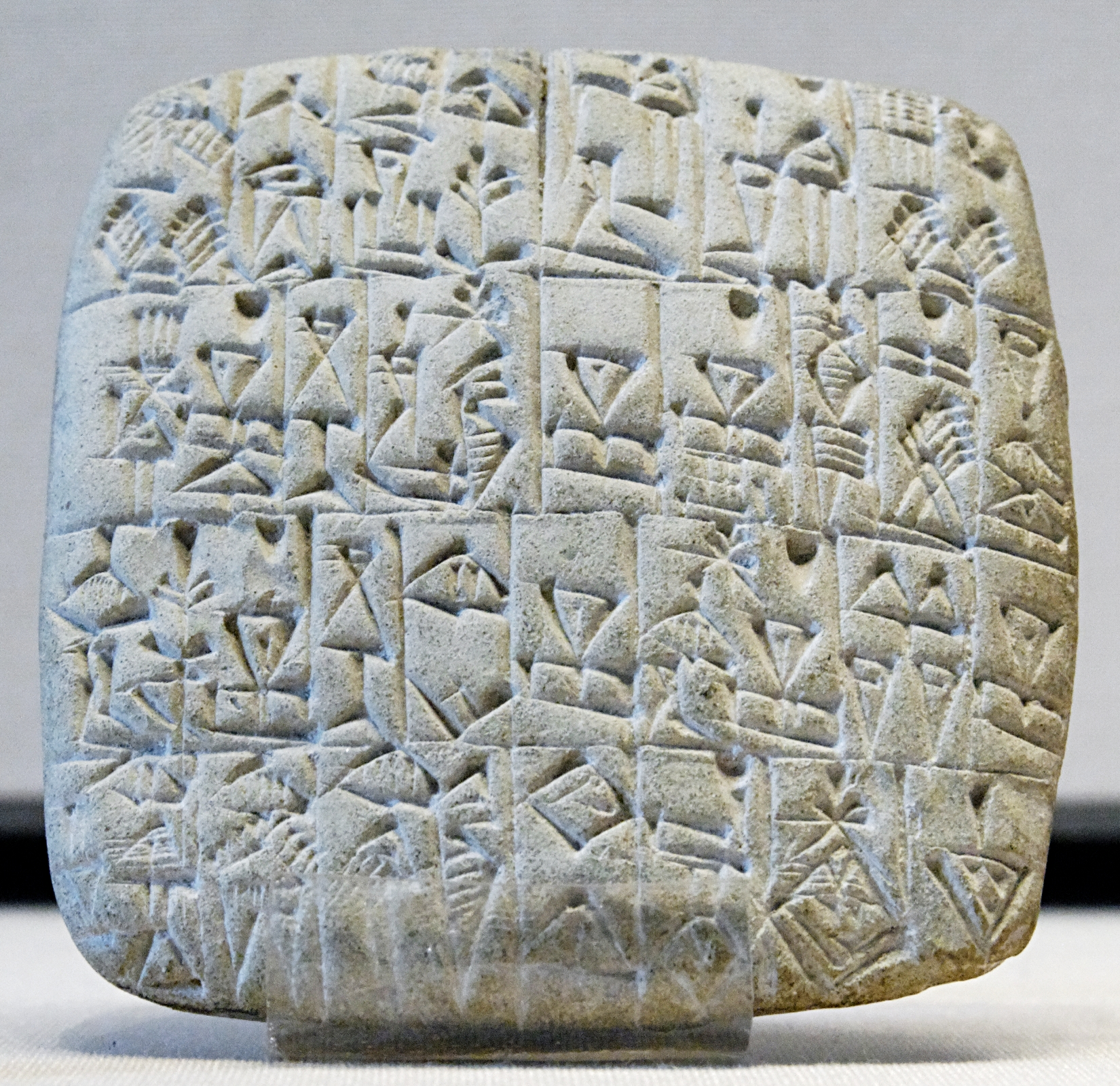
Tablette exhumée à Shuruppak datée de 2600 av. J.-C., sur laquelle est inscrit un contrat de vente d'esclave.

L'esclavage était présent en pays sumérien, mais ne semble pas avoir concerné une population importante en nombre. Les propriétaires des esclaves pouvaient être des particuliers ou bien des institutions. Ceux-ci pouvaient vendre leurs esclaves, les offrir, les louer, les mettre en gage et les transmettre en héritage à leurs successeurs. Plusieurs contrats de vente d'esclaves sont connus et documentent souvent leur « création », qui semblait généralement résulter de l'endettement d'un chef de famille. Ce dernier était alors contraint de vendre un membre de sa famille : son fils, sa fille, son épouse, sa sœur. Les esclaves des institutions pouvaient aussi être des prisonniers de guerre. Le groupe servile disposait de la possibilité de se marier, y compris avec des personnes libres, et d'avoir ses propres biens et terres, qui restaient cependant en dernier lieu la propriété du maître. Un esclave avait la possibilité de racheter sa liberté, mais devait alors quand même rester au service de son ancien propriétaire, et pouvait être affranchi,,.

### Peuplement et urbanisme

Localisation des principales villes de la Basse Mésopotamie durant les derniers siècles du

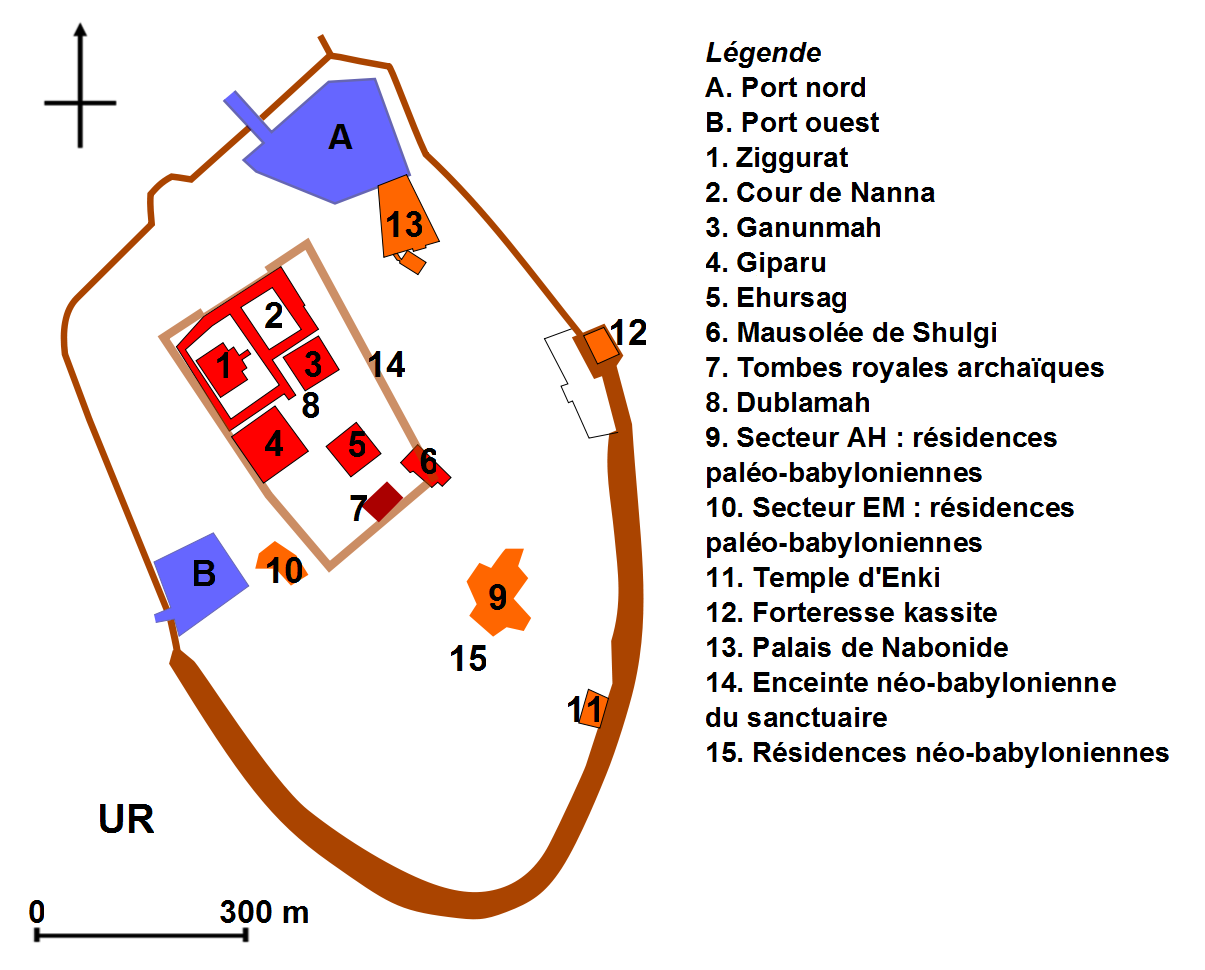
Plan simplifié du site d'Ur. Les bâtiments figurés dans le quartier sacré, en rouge, correspondent à ceux érigés durant la période d' mais surtout connus pour celle d'Isin-Larsa (2000-1800 av. J.-C.). L'enceinte et les ports datent sans doute des mêmes époques, les autres constructions sont plus tardives.

#### Une contrée fortement urbanisée
Le pays de Sumer fut l'une des premières régions du monde à expérimenter le phénomène urbain durant la seconde moitié du IVe millénaire (période d'Uruk finale). Les villes sumériennes sont fondées le long des nombreux cours d'eau du sud mésopotamien, ce cadre géographique étant très favorable aux communications et aux transports, ce qui leur confère généralement un caractère portuaire important. Cet environnement leur procure donc un indéniable avantage ayant favorisé le développement des centres urbains de cette région, qui ne se retrouve pas dans les régions voisines.
La formation des premières villes a été observée avant tout sur le site d'Uruk, qui crût alors considérablement pour atteindre la taille de 250 hectares, soit largement plus que les autres agglomérations connues pour la même époque. Seul son centre a été fouillé, révélant un groupe de monuments qui surpassaient par leur taille ce qui s'était fait auparavant,. Peu d'autres sites contemporains sont connus, et pour mieux connaître l'urbanisme de cette période, il faut se tourner vers les colonies fondées par les habitants de la Mésopotamie méridionale dans la région du moyen Euphrate, en premier lieu Habuba Kabira. L'urbanisme du IIIe millénaire est un peu mieux connu grâce aux fouilles menées sur différents sites, même si, là encore, ceux de Basse Mésopotamie sont surtout connus par leurs grands monuments (Nippur, Ur) et bien moins par leur urbanisme (à l'exception d'Abu Salabikh), et qu'il faut s'intéresser aux régions voisines pour avoir plus d'informations, en particulier la vallée de la Diyala (Khafadje, Tell Asmar). Pour mieux prendre en compte l'ampleur du phénomène urbain à Sumer, il convient également de mobiliser les données issues des prospections au sol réalisées dans plusieurs régions. Elles ont révélé que l'habitat de cette région était dominé par quelques centres urbains de grande taille (plus de 100, voire 200 hectares), commandant des bourgades de taille inférieure (plus de 10 hectares) puis un ensemble de villages et hameaux, quasiment pas explorés par des fouilles régulières (une exception étant le site de Sakheri Sughir près d'Ur). La croissance urbaine durant la fin de la période d'Uruk et celle de Djemdet Nasr (v. 3400-2900) semble s'être faite au détriment des villages. Des sites comme Uruk et Lagash dépassaient alors les 400 hectares. Ces études ont estimé que, durant la première phase de la période des dynasties archaïques (v. 2900-2600), plus de 70 % de la population de la région de Nippur vivait dans des agglomérations de plus de 10 hectares, et il devait en aller de même dans les autres régions de Sumer : la société aurait donc été très urbanisée. La part des villages augmenta légèrement durant la seconde moitié du IIIe millénaire, mais les grandes agglomérations restèrent très importantes, plus de la moitié de la population vivant encore dans des sites urbains durant la période d'Ur III. Mais une étude sur la province d'Umma à cette période a identifié une importante présence des hameaux et des villages.

#### Paysage urbain
À quoi ressemblaient ces premières villes ? Force est de constater que la documentation ne permet pas d'en dresser un panorama complet, et la situation est d'autant plus incertaine qu'il faut rassembler les données venant de plusieurs sites et étalées sur plus d'un millénaire. Les fouilles se sont essentiellement concentrées sur les monuments des plus grandes agglomérations. Il est assez souvent difficile d'identifier la nature des monuments explorés, car il n'y a pas toujours d'éléments permettant de déterminer s'il s'agissait d'un temple ou d'un palais, en particulier pour les monuments d'Uruk datés de la période éponyme. Ce problème concerne essentiellement les palais, moins les temples. Ceux-ci ont été identifiés sur plusieurs sites, notamment parce qu'on y trouve une séquence de constructions étalée sur plusieurs millénaires durant lesquels leur fonction sacrée est préservée. C'est le cas à Eridu, Nippur, Uruk et Ur en particulier. Le sanctuaire principal était dédié à la divinité tutélaire de la ville, et entouré de dépendances. Certains temples étaient érigés sur des terrasses hautes, et ce modèle évolua dès la fin du IIIe millénaire pour donner les ziggurats, temples bâtis sur trois terrasses empilées, innovation des rois de la troisième dynastie d'Ur reprise par les rois mésopotamiens des périodes ultérieures.
Les rois sumériens réalisent d'autres chantiers importants, notamment la construction de grandes murailles pour protéger leurs villes, ainsi que de canaux servant à la fois d'axes de communication et d'infrastructure pour l'irrigation des campagnes. Les ports devaient être des lieux d'activités majeurs des villes sumériennes, notamment des espaces d'échanges, et à l'époque d'Ur III ils étaient gérés par une institution spécifique (mar-sa) ; ils comprenaient des bassins artificiels, tel celui mis au jour à Tell Abu Tbeirah. Dans le reste de l'espace urbain, l'organisation spatiale n'est pas bien établie. Toute la surface située à l'intérieur des murs n'était sans doute pas bâtie, surtout dans les villes des périodes anciennes tandis que celles des périodes tardives sont plus densément occupées : il y avait manifestement des espaces pour parquer le bétail et le faire paître. Il y avait sans doute dans les villes des secteurs occupés en priorité par des activités ou des populations spécifiques, mais cela est souvent impossible à déterminer en raison des limites des connaissances archéologiques,.
Les espaces résidentiels n'ont été identifiés que sur une poignée de sites des époques archaïques, situés en dehors de l'espace sumérien stricto sensu (Habuba Kabira, Abu Salabikh, Khafadje, Tell Asmar), corpus qui peut être complété par les données concernant les premiers siècles du IIe millénaire av. J.-C. recueillies lors des fouilles d'Ur et de Nippur. Certains quartiers d'habitat semblent avoir été planifiés, d'autres résultaient d'un développement spontané. Les îlots d'habitation étaient parcourus par des voies plus ou moins sinueuses et étroites selon le mode de développement du quartier. L'organisation des quartiers ne semble pas répondre à une logique de séparation par la richesse, puisque des habitations de tailles diverses se trouvaient dans un même voisinage : le quartier pouvait alors être organisé autour d'une famille plus riche dont les serviteurs travaillent à côté, ou bien suivant une logique familiale, les voisins appartenant tous à un même lignage, ou bien encore être liés par l'exercice d'une même activité.

### Vie familiale

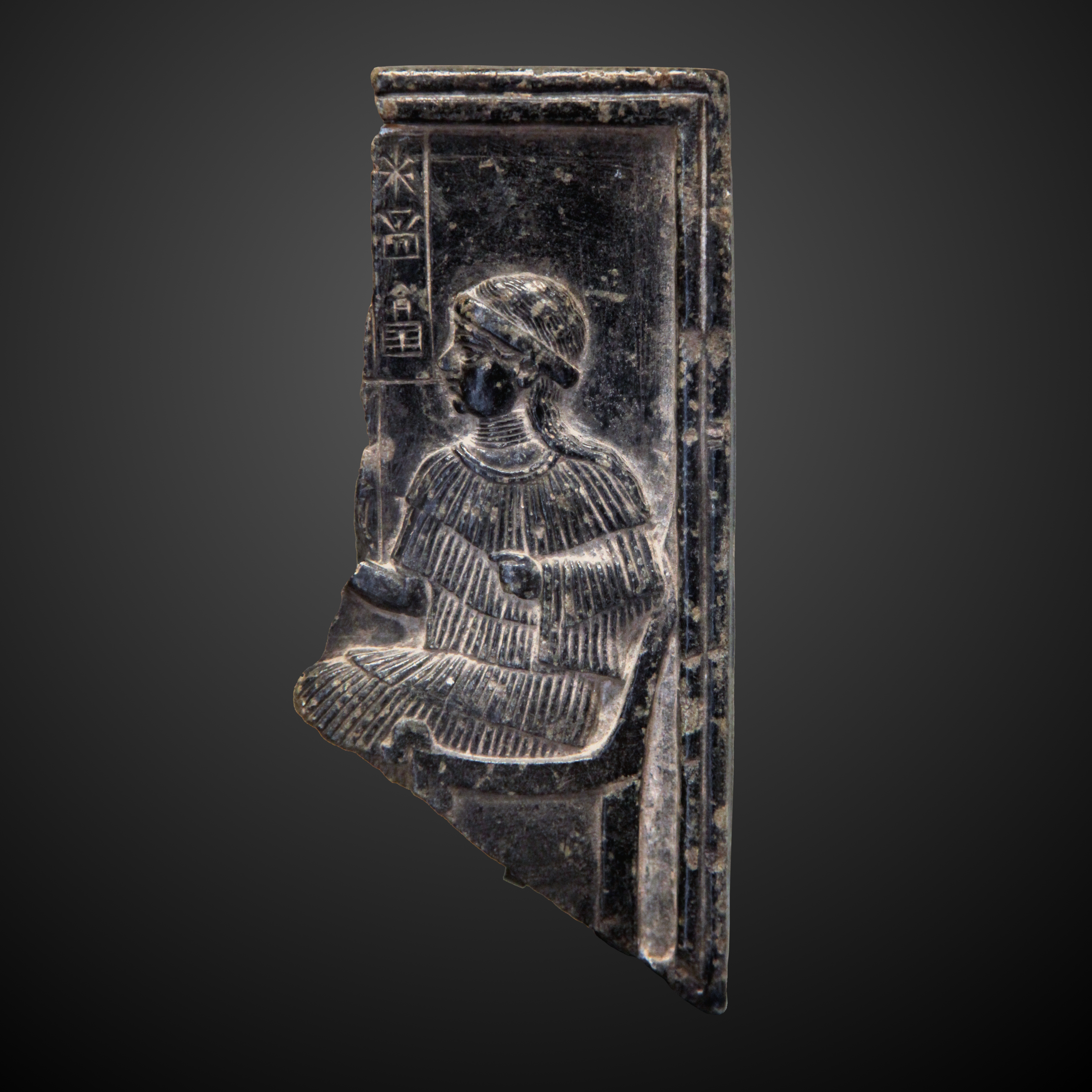
Bas-relief fragmentaire en stéatite dédié à la déesse Ninsun, période néo-sumérienne (2200-2000 av. J.-C., musée du Louvre.

#### Mariage
La famille nucléaire et monogame était l'unité de base de la société sumérienne ; quelques textes mentionnent la présence de groupes plus larges, des « clans » (im-ru-a ou im-ri-a), mais très peu de choses sont connues à leur propos et ils ne semblent pas jouer un rôle important.
La famille prenait forme avec le mariage. Celui-ci était négocié au préalable entre les parents des futurs époux, et l'accord formalisé lors de fiançailles qui donnaient lieu à une prestation de serment. La famille du promis offrait des présents à celle de la promise, sans doute pour servir de garantie au cas où le fiancé ne tiendrait pas sa promesse ; à ce stade, l'union pouvait en effet encore être annulée, mais cela supposait des compensations. Le mariage était prononcé lors d'une cérémonie dont le déroulement est inconnu, durant laquelle les mariés recevaient apparemment des présents, au moins durant les périodes anciennes. En tout état de cause, sa consommation devait le rendre définitif,. La mariée apportait une dot dont son conjoint pouvait disposer, mais cela est mal documenté dans les textes à notre disposition ; il arrivait également que le mari fasse un présent à son épouse lors de leur union.
Le mariage pouvait être annulé à l'initiative de l'époux, contre une compensation financière à sa femme si cette demande était considérée comme sans fondement par le tribunal qui l'avait étudiée. Les motifs de divorce connus sont l'adultère et la non-consommation du mariage. Les familles étaient pour la plupart monogames, mais il était possible pour l'époux de prendre une concubine et plus rarement une épouse secondaire, avec l'approbation de la première femme.

#### La place des femmes

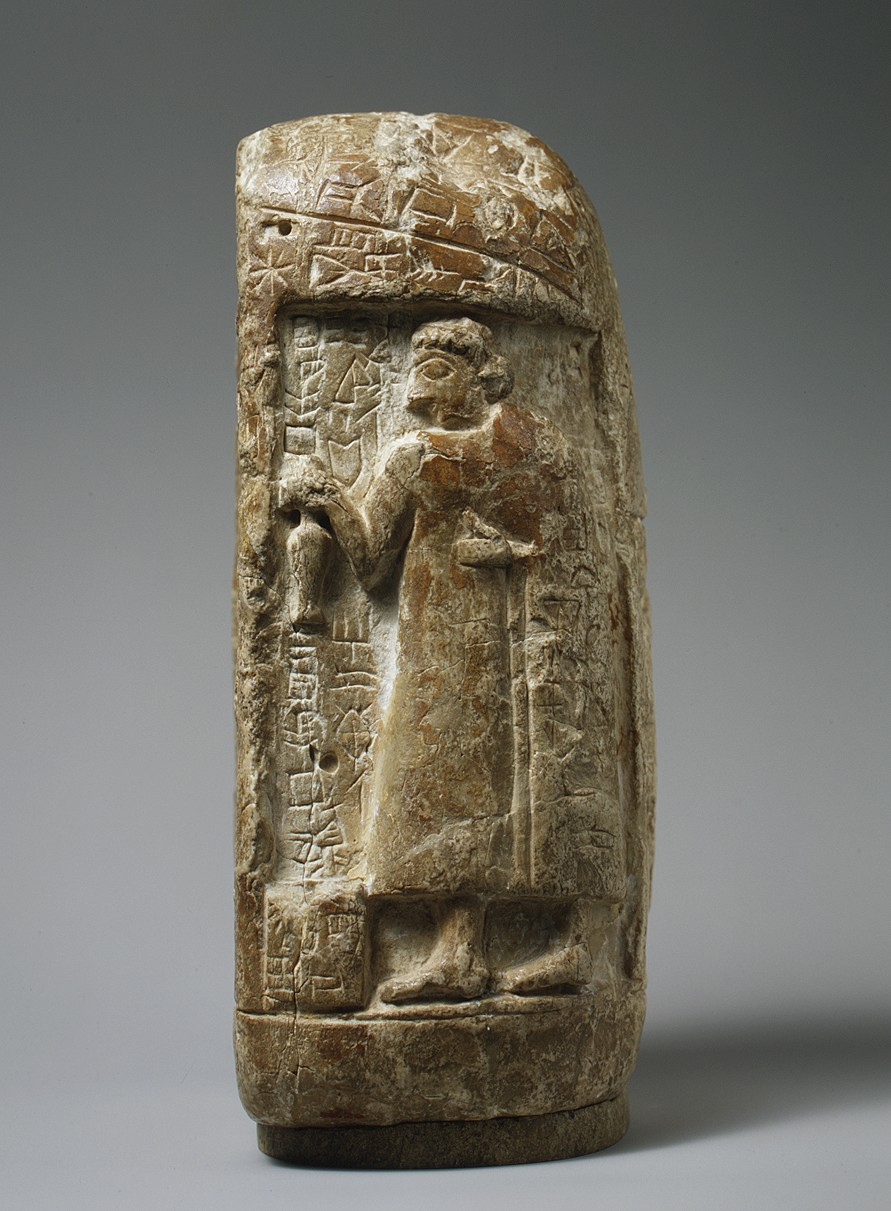
Femme, probablement la fille d'Ushumgal prêtre de Shara, « stèle d'Ushumgal », v. 2900-2700 av. J.-C. Metropolitan Museum of Art.

L'image de la mère de famille (et plus largement de la femme) idéale qui ressort des textes littéraires sumériens (écrits par des hommes) est celle d'une personne humble, qui prend soin de son mari et de ses enfants, est bonne cuisinière et tisserande, gère de façon avisée l'administration de la maisonnée ; échouer dans ses tâches l'expose à des punitions, et à être considérée comme une femme indigne.
Dans le cadre de la famille, le père était le détenteur de l'autorité. Cela n'empêchait pas une femme mariée de conclure des contrats, seule ou en association avec son époux. Les femmes pouvaient ester en justice, témoigner devant un tribunal, disposer de leur propre propriété,. Les veuves devenaient même les chefs des maisonnées tant que leurs enfants étaient mineurs ; mais à moins d'appartenir à une famille riche disposant de propriétés et donc d'une autonomie économique, ces femmes-là étaient dans une situation vulnérable et devaient se mettre sous la dépendance d'une institution pour recevoir de quoi subvenir à leurs besoins. Toutes les femmes n'étaient du reste pas mariées ou veuves : les prostituées constituaient une catégorie à part, mais il semble bien qu'il ait existé d'autres femmes indépendantes d'une maisonnée et devant donc subvenir par elles-mêmes à leurs besoins. Il ne faut de toute manière pas considérer que les femmes sumériennes aient été cantonnées à la sphère domestique, même si cela restait une part majeure de leurs activités, car il était courant d'en trouver travaillant en dehors d'un cadre privé, notamment dans les ateliers des institutions.
S'il est manifeste qu'à toutes les époques de l'histoire mésopotamienne les femmes ont eu une place secondaire par rapport aux hommes, on estime souvent que la condition féminine dans la société sumérienne était plus enviable que celle de leurs descendantes des périodes ultérieures de l'histoire mésopotamienne, qui auraient subi une dégradation de leur condition à partir du début du IIe millénaire av. J.-C.. Pour K. Wright la relégation de la femme à une place secondaire serait plutôt à situer au IVe millénaire av. J.-C., parmi les changements sociaux accompagnant l'apparition des institutions étatiques et urbaines.

#### Les enfants
Les enfants issus du mariage étaient associés aux différentes activités de la famille et avaient tous droit à une part du patrimoine familial. À la mort du père, ses fils se partageaient ses biens, sans doute avec une portion privilégiée pour l'aîné. Ce dernier reprenait en principe le métier de son père et sa position dans la hiérarchie institutionnelle, quelle que soit l'activité concernée — administrative, religieuse, laborieuse, etc. Les cadets adoptaient également le métier de leur père, puisqu'ils avaient été en général formés par celui-ci pour l'exercer. L'héritage était donc comme souvent plus large qu'une simple affaire de patrimoine, car il impliquait la perpétuation des activités, du statut et des relations de la famille. De leur côté, les filles avaient normalement reçu leur part lors de leur mariage avec la dot, mais en l'absence de fils, elles pouvaient être désignées héritières par leur père. Si ce dernier n'avait aucun descendant, c'était son frère qui pouvait prendre son héritage, puis des parents plus lointains,. Il était également possible de recourir à l'adoption pour disposer d'un héritier. L'importance de l'enfantement se voit également dans l'existence de divers rituels destinés à protéger les femmes en couche, soumises à de nombreuses complications pouvant mettre en péril leur vie et celle des enfants à naître et nouveau-nés.

#### Les résidences

Une résidence du pays de Sumer : le « no 1 Old Street » d'Ur, résidence du marchand Ea-nasir au début du Fonctions possibles des salles : 1. vestibules ; 2. espace central ; 3. couloir menant à un escalier permettant d'accéder à l'étage ; 4. pièce d'eau ; 5. salle de réception ; 6. chapelle.

La vie quotidienne des familles sumériennes peut être approchée par l'étude des vestiges des maisons sur quelques sites, essentiellement en milieu urbain, ce qui n'est pas forcément un biais puisqu'il s'agissait apparemment du cadre de vie de la majorité des Sumériens. Un modèle dominant de résidence émerge puis triomphe avec l'urbanisation, celui d'une maison comportant un espace central de forme quadrangulaire, qui organise la circulation et régit les activités domestiques, et dont il n'est pas certain qu'il est à ciel ouvert (auquel cas il s'agissait d'une cour intérieure) ou couvert. La forme et la taille des résidences à partir de ce « modèle » de base étaient diverses, modèle qui par ailleurs n'est pas le seul attesté puisque certaines demeures n'avaient pas cet espace central.
Les fonctions des pièces ne sont pas toujours évidentes, et il est probable que les plus petites habitations, ne disposant que de quelques salles, n'avaient pas connu une spécialisation poussée de l'espace. Dans les plus vastes résidences, on peut reconnaître des espaces de stockage, des pièces de réception, ou des salles à coucher et parfois des salles d'eau. L'espace central devait servir pour les activités principales de la famille. Il est possible que certaines maisons aient eu un étage. Les toits étaient sans doute plats, en terre battue ou couverts de nattes de roseaux. D'autres espaces semblent avoir eu une fonction religieuse, telle une petite chapelle pour accomplir des rites domestiques. Certaines maisons avaient sous leur sol des caveaux abritant les corps des défunts de la famille, entretenant ainsi la proximité entre morts et vivants de la lignée et qui était rappelée lors de l'exécution de rites funéraires pris en charge par le chef de famille.
En matière de mobilier, les fouilles ont souvent mis au jour des installations servant à chauffer les aliments, peut-être aussi à fabriquer de la céramique, ou encore à fournir de la chaleur durant la saison froide : des fours simples, des fours à étages, des foyers, des tannours. Les artisans exerçaient leur métier soit dans leur maison, soit à l'extérieur, dans les ateliers des institutions. Il reste également à déterminer quels étaient les groupes qui occupaient les résidences : il est tentant d'interpréter les plus vastes comme celles des riches, les plus petites comme celles des pauvres ; mais la taille peut aussi renvoyer aux structures familiales, les familles nucléaires occupant des maisons plus petites et les familles étendues les plus vastes.

#### Sentiments familiaux
Il est moins évident d'évoquer les sentiments qui ont pu exister dans le cadre familial, la rigueur des documents administratifs et juridiques mettant rarement en lumière ces aspects susceptibles de rendre plus vivants les anciens Sumériens. Cependant, les textes littéraires offrent, certes du point de vue des élites, quelque éclairage sur leurs sentiments amoureux. Différents poèmes évoquent les relations tumultueuses entre la déesse Inanna et le dieu Dumuzi, parcourant différents aspects des passions amoureuses : désir, amour physique, mais aussi les disputes et la rupture. Des hymnes de la période d'Ur III liés au thème du « mariage sacré » ont une forte teneur érotique, comme ceux dans lesquels une femme évoque le désir qu'éveille en elle la vue du roi Shu-Sîn. D'autres mythes reflètent quant à eux l'amour fraternel, comme celui entre Dumuzi et sa sœur Geshtinanna. Enfin, plusieurs hymnes concernent les relations entre parents et enfants : la crainte des complications liées à l'accouchement, la volonté d'une mère de voir son jeune fils grandir et devenir quelqu'un de beau et d'accompli, l'amour d'un fils adulte envers sa mère dont il est éloigné.

## Activités économiques

### Agriculture et élevage

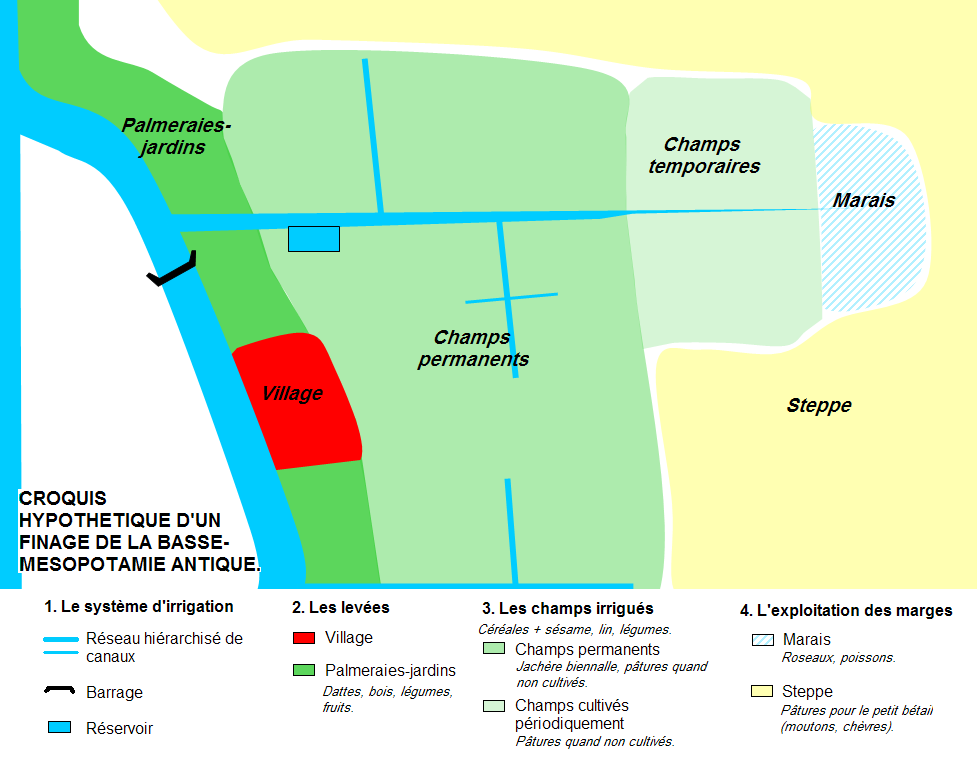
Croquis hypothétique d'un finage de la Basse-Mésopotamie antique montrant l'utilisation des différentes parties de l'environnement local.

#### Une agriculture irriguée
Le milieu naturel du pays sumérien n'était pas vraiment favorable au développement d'une agriculture productive : des sols pauvres avec une teneur élevée en sels néfastes à la croissance des plantes, des températures moyennes très élevées, des précipitations insignifiantes, et des crues des fleuves venant au printemps, au moment des moissons, et non pas à l'automne quand les graines en auraient besoin pour germer, comme c'est le cas en Égypte. Ce sont donc l'ingéniosité et l'incessant labeur des agriculteurs mésopotamiens qui permirent à ce pays de devenir l'un des greniers à céréales du Moyen-Orient antique. Dès le VIe millénaire, les communautés paysannes élaborèrent un système d'irrigation qui progressivement se ramifia jusqu'à couvrir un grand espace, profitant par là de l'avantage que leur offrait le relief extrêmement plat du delta mésopotamien, où il n'y avait aucun obstacle naturel à l'extension des canaux d'irrigation sur des dizaines de kilomètres. En régulant le niveau des eaux dérivées des cours d'eau naturels pour l'adapter aux besoins des cultures, et en mettant au point des techniques visant à limiter la salinisation des sols (lessivage des champs, pratique de la jachère), il fut possible d'obtenir des rendements céréaliers très élevés, sans doute autour de 10/1 en moyenne, voire 20/1 ou plus dans les meilleurs des cas, et constants, car non soumis aux aléas des précipitations.
La lourdeur de l'entretien de ce système, qui mobilisait de nombreuses ressources en hommes, en animaux et en matériel, explique sans doute pourquoi les domaines institutionnels se développèrent à ce point en pays sumérien, afin de coordonner les communautés locales,. Il ne faut en revanche plus chercher à voir dans l'irrigation une cause du développement d’États hydrauliques despotiques (selon les propositions de K. A. Wittfogel), car ce système s'était développé antérieurement aux structures de type étatique, et ne fonctionna jamais de façon centralisée autour du pouvoir royal même si ce dernier participait effectivement à son entretien.

#### Cultures
La culture des céréales était la culture dominante, avec une prédilection pour l'orge plus adaptée aux sols pauvres et au climat aride, le blé étant secondaire car plus exigeant. Les champs pouvaient également être consacrés à la culture du lin, du sésame, ou de diverses légumineuses et cucurbitacées (pois chiches, lentilles, oignons, etc.) ou d'arbres fruitiers (grenadiers, figuiers, pommiers, etc.). Les paysans sumériens plantaient des palmiers-dattiers sur de nombreuses parcelles, car ils en tiraient de forts rendements et ils pouvaient profiter de leurs ombrages bienfaisants pour faire pousser une grande variété de légumes et de fruits à leurs pieds. La base de l'alimentation était donc constituée de produits dérivés des céréales (différentes variétés de pain et galette, bière), de fruits et de légumes.

#### Élevage

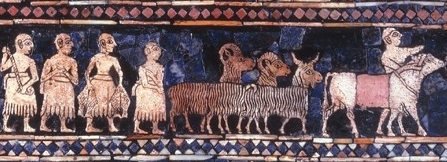
Serviteurs conduisant des bovins et des caprins (sans doute destinés à des sacrifices), détail de l'étendard d'Ur.

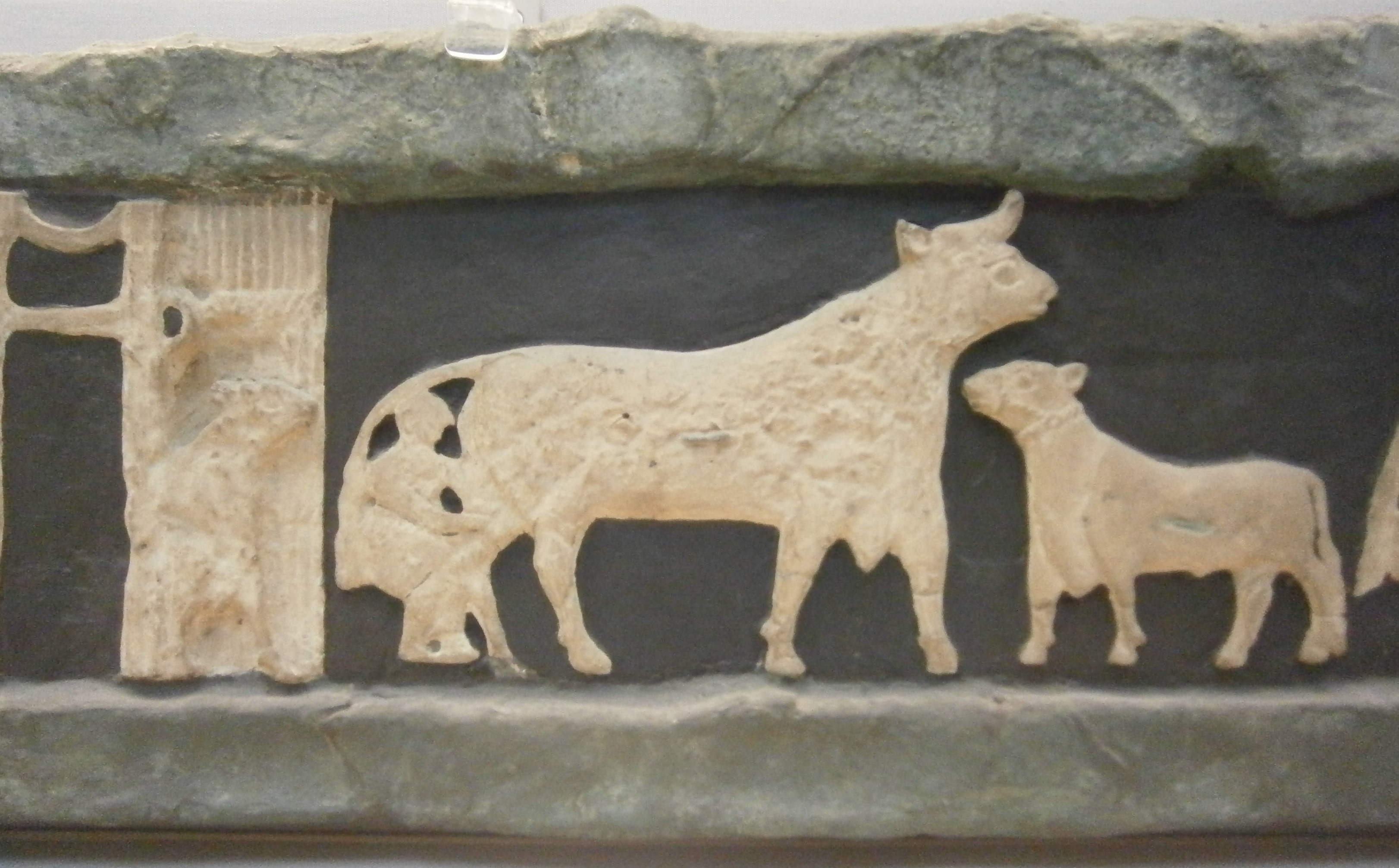
« Frise à la laiterie », détail : un homme trait une vache. DA IIIB, El-Obeid, British Museum.

L'élevage dominant était celui des ovins, qui pouvaient paître sur les champs en jachère ou les espaces de steppe durant les saisons les moins chaudes. Leur laine était une des bases de l'économie du Sud mésopotamien. Les caprins fournissaient du lait, de même que les bovins. Ces derniers étaient élevés avant tout pour leur force de travail, mobilisée pour les travaux des champs et la traction de chars. L'âne était l'animal de bât principal. La viande des animaux d'élevage était destinée avant tout aux élites et aux dieux.

#### Chasse, pêche et exploitation des marais
La chasse et la pêche devaient être des compléments appréciables pour diversifier la nourriture et alimenter les différentes couches de la société. Elles étaient en particulier pratiquées dans les nombreux espaces marécageux du Sud mésopotamien, où on récoltait également des roseaux utiles afin de réaliser un grand nombre d'objets et des constructions.
Il semblerait que le sud mésopotamien ait été plus humide durant les temps préhistoriques, quand le niveau de la mer était plus haut, les marécages occupant alors une grande partie du futur pays de Sumer. Il se pourrait donc que leur exploitation ait joué un rôle majeur durant l'époque d'Obeïd et d'Uruk, avant que l'agriculture irriguée ne prenne le dessus, sans que les ressources des marécages ne cessent pour autant de jouer un rôle important.

### Artisanat
Avec le développement des sociétés urbaines et étatiques de la Basse Mésopotamie, l'artisanat s'était complexifié et diversifié. Sous l'effet d'une demande plus importante et de l'apparition de nouvelles matières à travailler, les artisans se spécialisèrent dans une variété croissante de domaines. Aux côtés de l'artisanat domestique qui resta important, l'artisanat des institutions, qui produisait en plus grande quantité (notamment grâce à la mise en place d'une forme de standardisation dans certains secteurs) et qui était aussi plus exigeant quant à la qualité, stimula largement ce développement. C'est du reste ce secteur-là qui est le mieux documenté tant par les archives que par les objets exhumés.

#### Une diversité de matériaux
Les artisans sumériens avaient à leur disposition une grande variété de matériaux, obtenus dans leur région d'origine ou bien importés. La plus importante ressource du Sud mésopotamien était l'argile, qui pouvait être employée pour diverses réalisations : briques, poteries, outils en argile, statuettes, etc. Les roseaux récoltés dans les espaces humides avaient également des emplois variés, dans la construction (palissades, huttes, bateaux, etc.) ou la vannerie. Les arbres poussant dans la région (palmiers-dattiers, peupliers, tamaris, etc.) étaient également employés dans les constructions, même si les plus grands bâtiments nécessitaient l’importation d'arbres de taille plus importante et d'une plus grande solidité (cèdre, ébène, cyprès, etc.). Les fibres végétales (surtout le lin) étaient travaillées dans le textile. Quelques carrières de calcaire furent exploitées pour la construction d'édifices (à Uruk surtout). Le bitume était une autre ressource appréciable extraite dans le Sud mésopotamien, employée pour étancher des objets ou des murs, ou encore pour servir de colle. Les artisans transformaient enfin ce que fournissaient des animaux élevés localement : os, nacre, laine, poils, peaux, lait, etc. Les produits importés étaient surtout des pierres et des minerais qui ne se trouvaient pas en Mésopotamie, et étaient demandés par les institutions, seules à même de financer leur transport sur de longues distances. Pour les objets d'art, comme des sculptures ou des bijoux, les artisans sumériens se fournissaient en pierres dures et en pierres fines : albâtre, chlorite, diorite, cornaline, agate, lapis-lazuli. Dans le domaine de la métallurgie, le métal le plus courant était le cuivre, aux côtés de l'or, de l'argent, du plomb, de l'arsenic et de l'étain.

#### Exemples d'activités artisanales

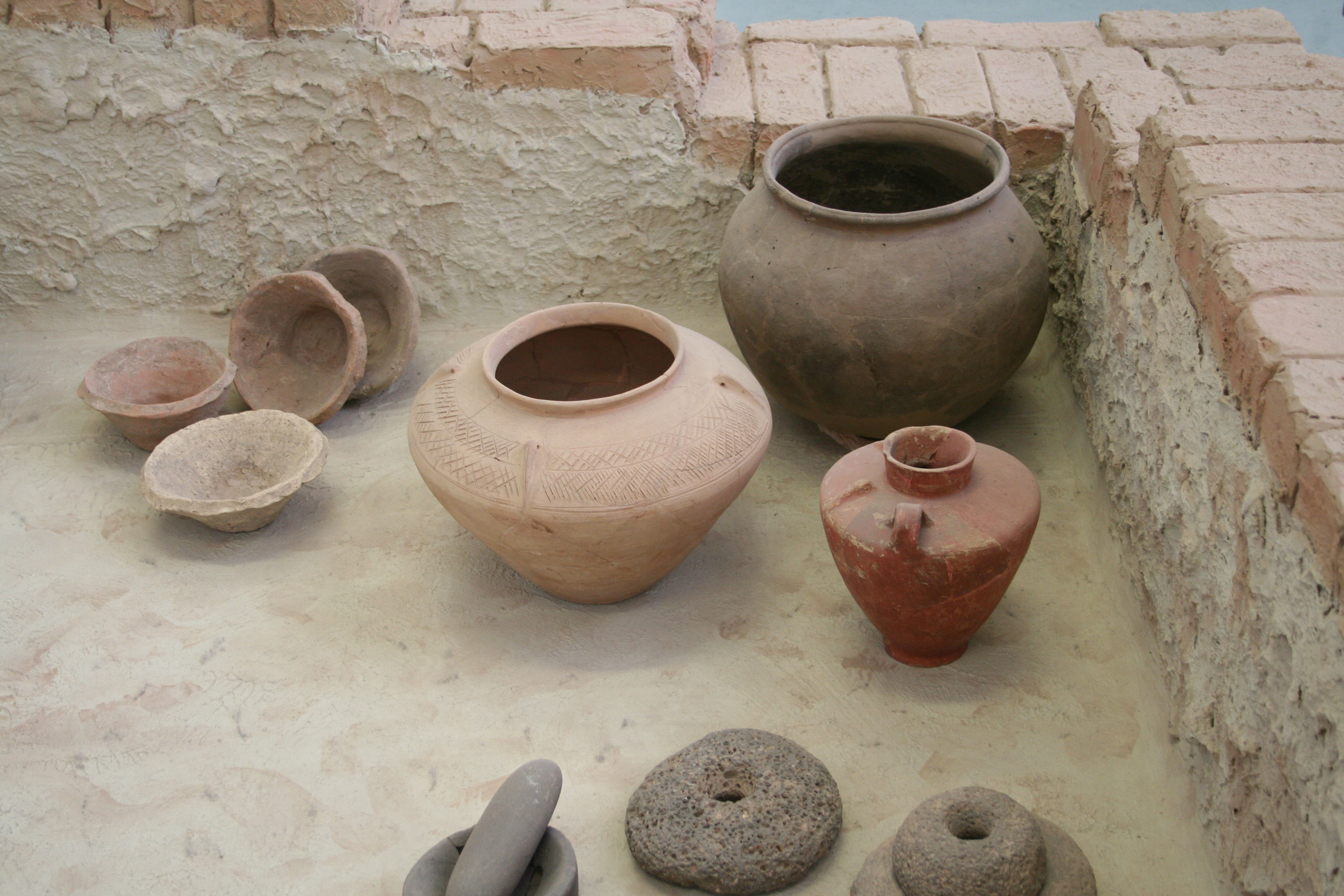
Céramiques de la période d'Uruk récent : poteries réalisées au tour (à droite) et écuelles à bords biseautés moulées à la main (à gauche). Pergamonmuseum.

L'art de la céramique était très pratiqué en pays sumérien, que ce soit dans un cadre domestique ou dans les ateliers institutionnels. Le développement de la tournette puis du tour du potier durant les périodes d'Obeïd et d'Uruk permit la mise en place d'une production plus rapide, plus diversifiée et à plus grande échelle, même si les vases façonnés à la main perdurèrent pendant une certaine période, comme l'attestent les écuelles à bords biseautés caractéristiques de la fin du IVe millénaire av. J.-C. Une fois formées, les céramiques étaient séchées et pouvaient être revêtues d'un engobe ou décorées de diverses manières (peinture, incision, pastillage…) avant la cuisson à l'air libre ou dans un four. Les potiers réalisaient de nombreux objets de vaisselle utilisés couramment dans les différents milieux sociaux : jarres de stockage, cruches, coupes, écuelles, etc. Ils réalisaient également des outils courants comme des faucilles en argile, très répandues durant les périodes archaïques, et des figurines en terre cuite.
L'art de la construction faisait avant tout usage de l'argile et du roseau. Les briques moulées apparurent à la fin de l'époque protohistorique. La période d'Uruk et celle des dynasties archaïques virent se développer des formes standardisées de briques : les briquettes carrées (que les archéologues allemands qui ont fouillé Uruk désignèrent Riemchen), les grandes briques rectangulaires (Patzen), les briques « plano-convexes » à face bombée disposées dans un appareil en arête de poisson. Sous Ur III, les dimensions des briques sont standardisées afin de faciliter leur production de masse pour les besoins des édifices monumentaux. Les maçons se contentaient en général de sécher ces briques au soleil avant de les employer pour monter les murs. Mais il leur arrivait de les faire cuire dans un four pour les rendre extrêmement résistantes et les employer pour les pavages de sols, ou pour le revêtement extérieur de grandes constructions comme les ziggurats de la période d'Ur III. La céramique cuite servait également pour les installations hydrauliques (canalisations, bassins). La pierre, moins disponible à Sumer, était moins employée, à l'exception du calcaire extrait près d'Uruk qui se retrouve dans des constructions de cette ville datées du IVe millénaire av. J.-C. Les roseaux servaient pour la construction des huttes, mais aussi pour renforcer les bâtiments en briques d'argile par des chaînages, cordages, nattes, etc. Le bois était moins employé car les essences locales étaient peu utiles pour la construction.

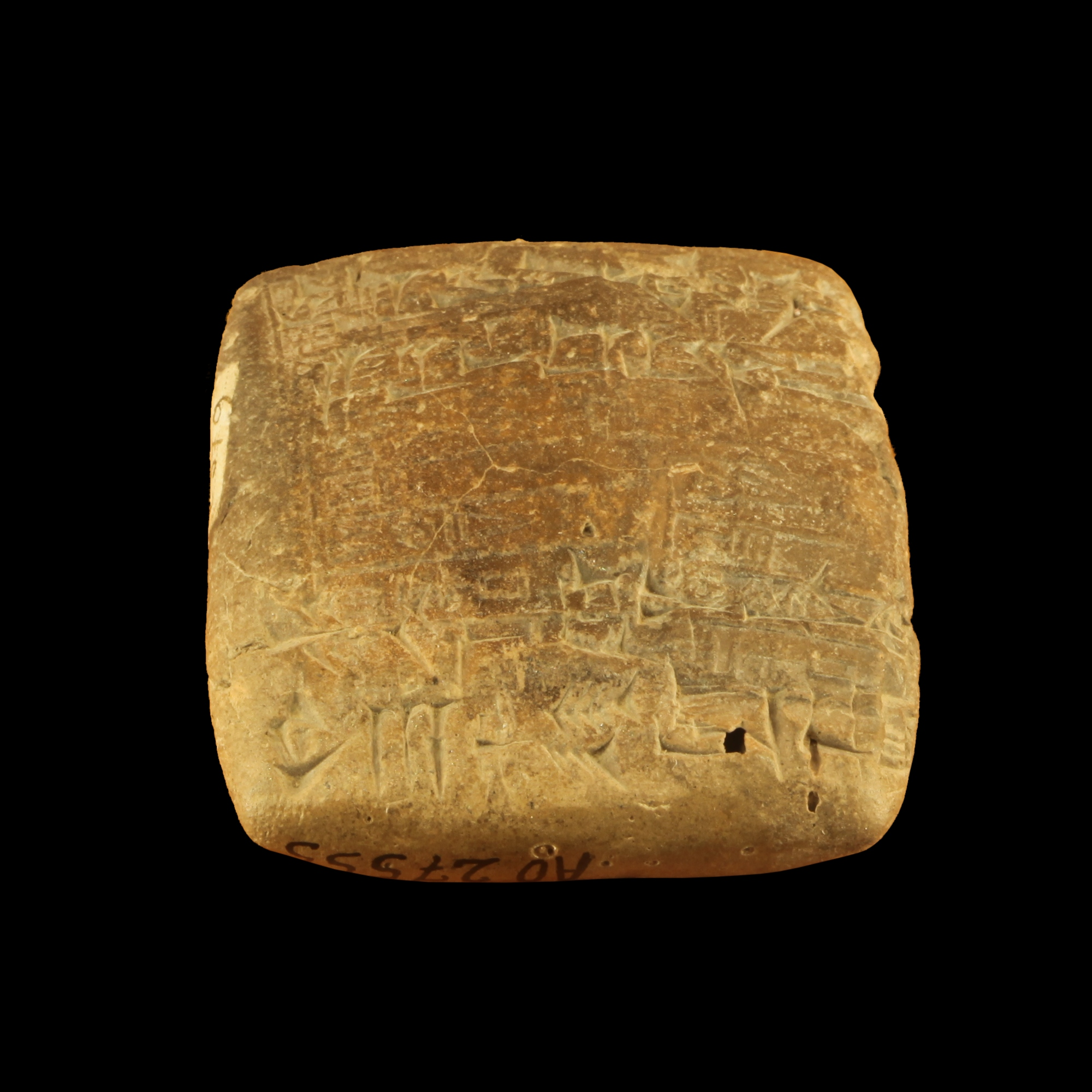
Petite tablette de la période d'Ur III enregistrant la réception de costumes en laine de qualité ordinaire, Girsu, musée des beaux-arts de Lyon.

L'artisanat textile s'était développé durant la protohistoire avec le travail du lin, qui avait finalement été supplanté par celui de la laine des moutons et des chèvres durant la période d'Uruk. Les textes de l'époque d'Ur III, particulièrement diserts sur le tissage de la laine, distinguaient différentes catégories de laines suivant leur qualité,. Les ateliers de tissage des principales villes sumériennes, fermement encadrés par les institutions, employaient alors des milliers de tisserandes. La production d'étoffes de laine était en effet cruciale pour l'économie car elles constituaient une partie des rations distribuées aux travailleurs et agents de l’État et qu'il s'agissait vraisemblablement de la production sumérienne qui s'exportait le plus dans les régions voisines. Faute d'exemplaires ayant subsisté, l'aspect des produits textiles ne peut être que deviné par l'art ou les textes. Il s'agissait en général de pièces d'un seul tenant, qui pouvaient être décorées de franges comme sur les statues de Gudea ou de volants et de mèches, comme les habits courants des représentations des dieux. La teinture n'est pas attestée avant le début du IIe millénaire av. J.-C., ce qui indique que les vêtements antérieurs ne devaient être colorés que par de la peinture,.

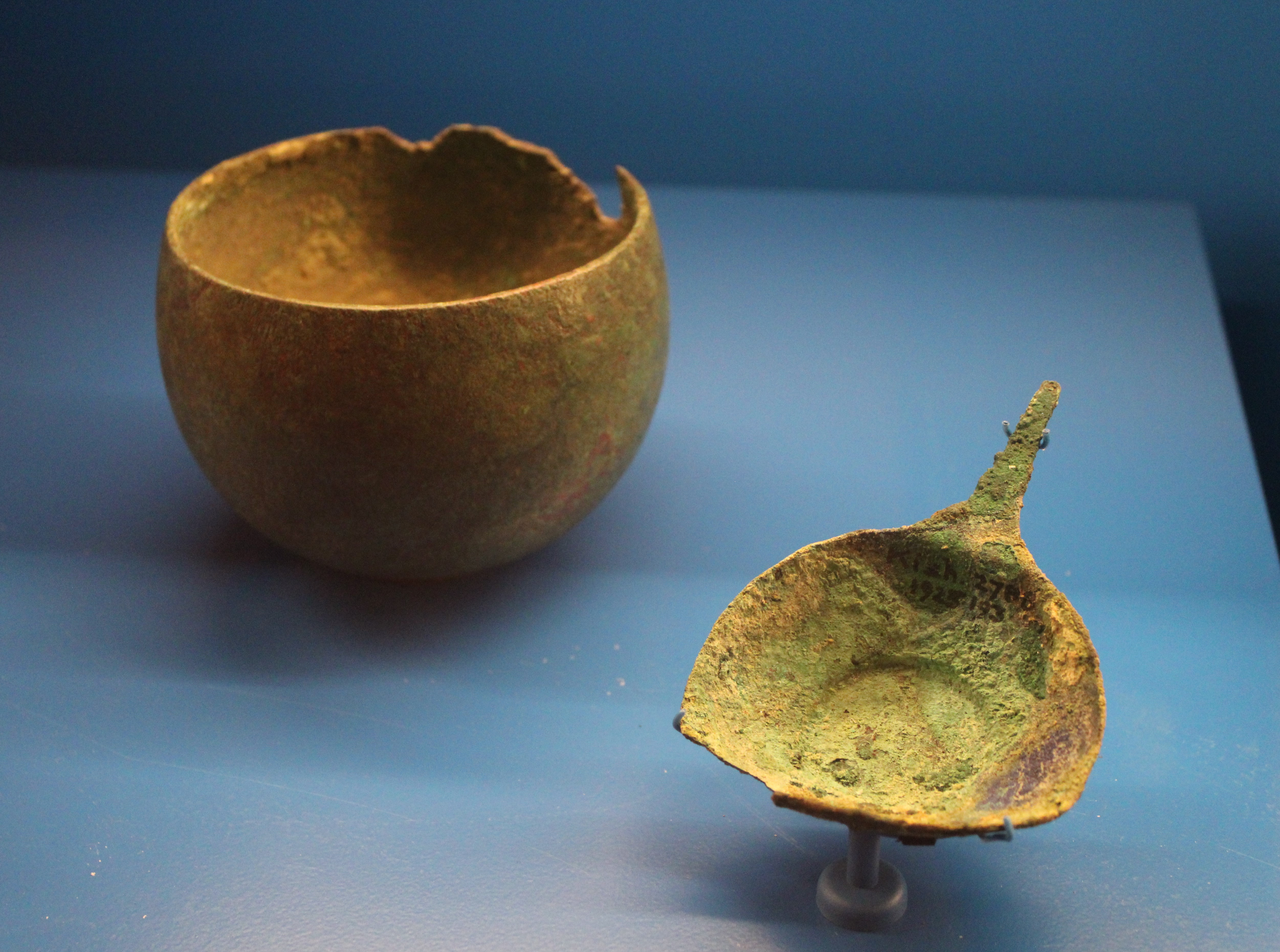
Bol et louche en cuivre, Kish, Dynasties archaïques (v. 2600-2300 av. J.-C.). Ashmolean Museum.

La métallurgie était très développée en pays sumérien, en dépit du fait qu'aucun métal n'était extrait dans cette région et qu'il fallait donc tout importer. Cela a sans doute incité les métallurgistes à mettre au point des techniques plus économes en métal, et explique pourquoi les textes montrent que les outils métalliques usagés étaient systématiquement recyclés. Le travail du cuivre fut le plus courant durant la période sumérienne, servant avant tout à la confection d'outils qui étaient de plus en plus employés en lieu et place des outils traditionnels en argile ou en bois. Les forgerons apprirent vite à mettre au point des alliages renforçant la solidité de ce métal ou facilitant son travail, notamment un alliage binaire cuivre-arsenic (le « bronze arsénié »), puis le bronze (cuivre-étain) qui se diffuse progressivement en Mésopotamie durant le IIIe millénaire av. J.-C. mais est surtout répandu par la suite. La technique du martelage à froid de feuilles de métal semble avoir été plus courante, avec des décors réalisés au repoussé ou gravés. Le moulage atteignit pourtant un haut degré de sophistication, avec l'utilisation de moules mono- et bivalves, ainsi que la pratique de la technique de la cire perdue au IIIe millénaire av. J.-C. L'argent et l'or étaient également travaillés pour des objets luxueux ; les orfèvres réalisaient les décors en employant les techniques du filigrane et de la granulation,.

### Les échanges de biens

#### Modalités et acteurs des échanges

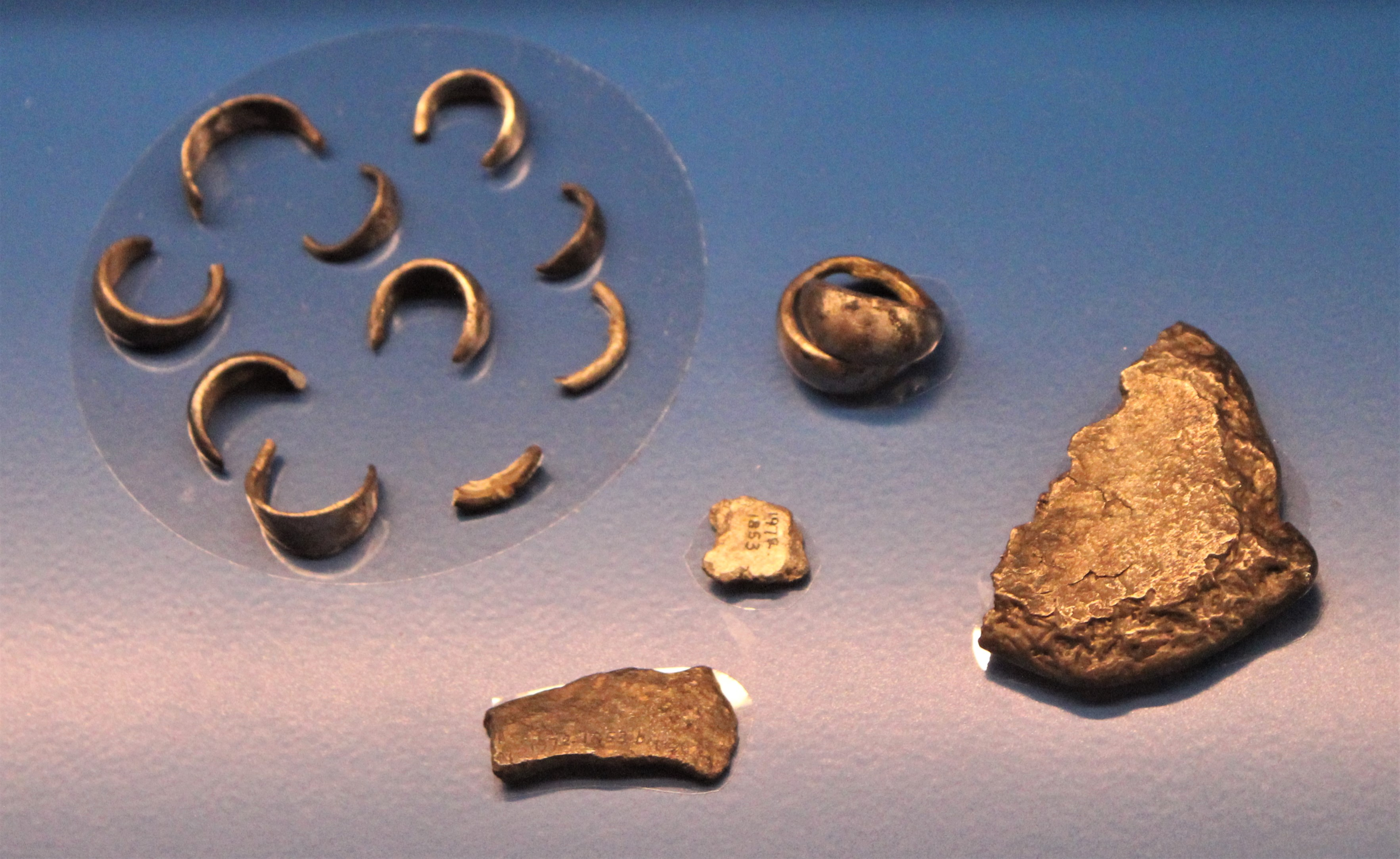
Anneaux et autres pièces en argent servant de moyen de transaction pesés ; ils pouvaient être découpés afin d'ajuster leur poids. Tell Taya (nord de l'Irak), période d'Akkad. Ashmolean Museum.

Les modalités de circulation des biens durant la Haute Antiquité différaient fondamentalement de ce que connaissent les civilisations modernes : les échanges de nature commerciale régis prioritairement par le jeu de l'offre et de la demande étaient limités (mais sans doute pas inexistants), tandis que les échanges gérés par les institutions dominaient largement. Ainsi, les échanges repérés dans les archives de Girsu à l'époque archaïque répondaient pour une grande partie à la logique de redistribution : les institutions centralisaient les productions de leurs dépendants pour ensuite leur restituer collectivement des rations — en grain, laine, huile, et parfois aussi en dattes, bières et autres produits — qui servaient de rémunération ; au niveau étatique le pouvoir central pouvait également prélever des productions des institutions puis les redistribuer à d'autres en fonction de leurs besoins. Par ailleurs, une partie de la production agricole était consommée par ceux qui l'avaient produite (autoconsommation), échappant donc aux circuits d'échanges. Enfin, dans des quantités moins importantes, d'autres échanges étaient de type réciproque, en particulier les présents faits entre cours royales, selon la logique du don et du contre-don.
Dans ce cadre, les « marchands » jouaient bien souvent le rôle d'intermédiaires chargés d'obtenir ou d'écouler des produits pour le compte des institutions. Cela n'exclut pas l'existence d'opérations commerciales privées, tels des prêts. Les échanges de nature commerciale faisaient appel à différents instruments d'échange, qui pouvaient être utilisés comme étalon de valeur des produits. Les plus courants étaient les grains d'orge et surtout l'argent qui prendra progressivement une place de plus en plus importante. Dans les deux cas, ces étalons étaient évalués par leur poids, grâce à l'existence d'unités de mesure officielles et de formes standardisées. L'argent pouvait circuler et être stocké sous la forme d'anneaux d'argent (har) de poids précis (multiples du sicle), dont la fonction en tant que moyen de paiement n'est toutefois pas attestée avec certitude,,,.

#### Échelles des échanges

Localisation des principaux sites et régions de la partie orientale du Moyen-Orient dans la seconde partie du

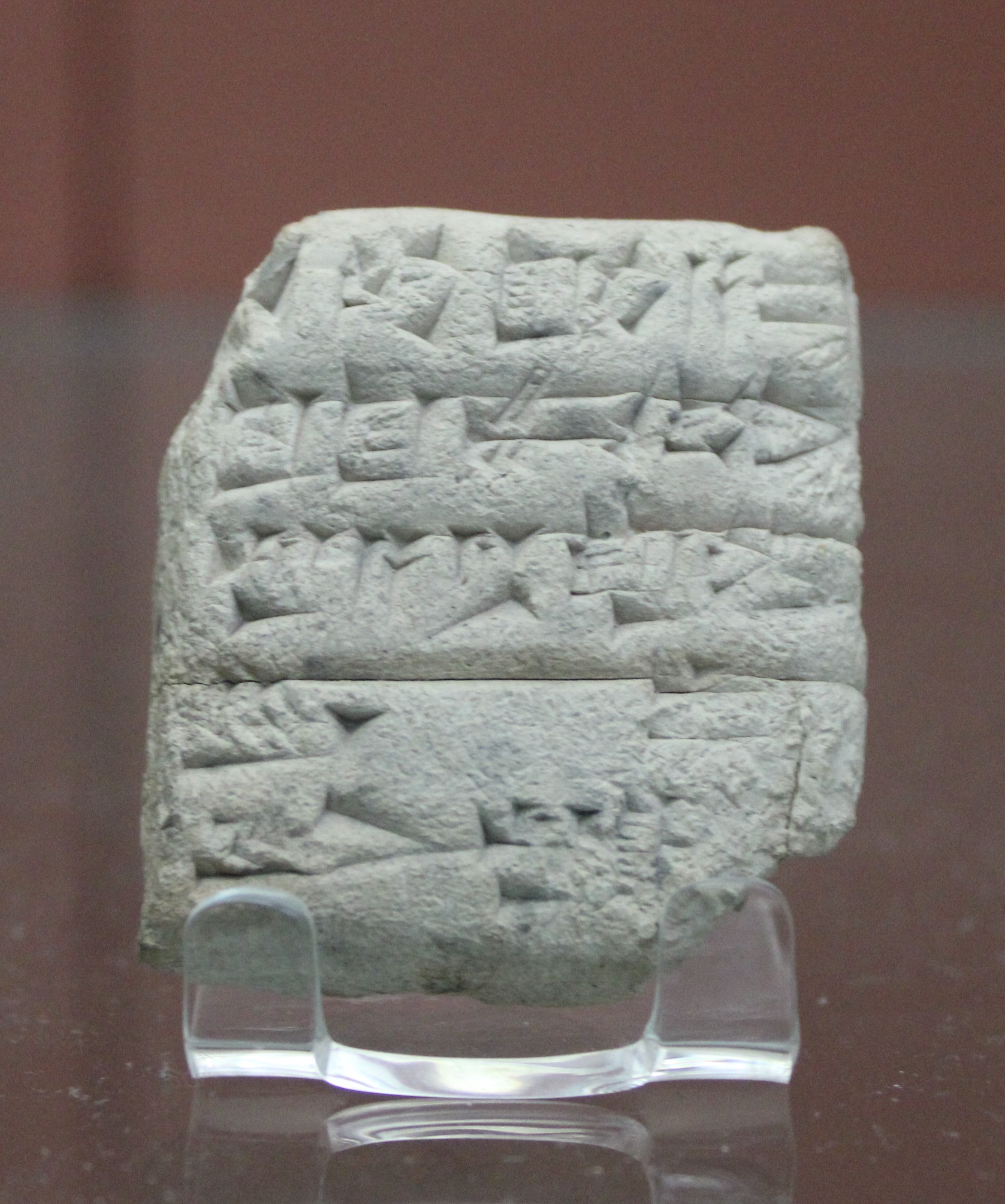
Reçu pour une expédition de vêtements par bateau à Dilmun. Ur III, v. 2028 av. J.-C. British Museum.

Les échanges de biens se déroulaient à différents niveaux. L'échelon local (ville, province ou cité-État) concernait avant tout les produits disponibles couramment, dont ceux issus du pays de Sumer même : les différentes productions agricoles (céréales, dattes, fruits, légumes, laine, lin, lait, viande), les poissons ou le gibier, des textiles finis, mais aussi des résidences ou des esclaves, etc. L'échelon supérieur était celui des échanges entre régions du pays de Sumer, qui mobilisaient sensiblement les mêmes produits que l'échelon local, en l'absence de spécialisation commerciale. Le dernier niveau, celui des échanges à longue distance, était quant à lui bien différent. Il s'était développé depuis l'époque d'Uruk quand les gens du Sud mésopotamien mirent en place des colonies et comptoirs hors de leur région d'origine, au moins en partie pour maîtriser des routes commerciales importantes, et cela ne s'était pas tari par la suite. Ce commerce visait à approvisionner le pays sumérien, avant tout ses élites et ses artisans, en produits de valeur, parce que rares et prestigieux, qui ne s'y trouvaient pas à l'état naturel. Il s'agissait surtout de pierres et de métal : cuivre d'Oman (l'antique pays de Magan), étain et lapis-lazuli d'Iran et d'Afghanistan, etc. Ces échanges se faisaient par voie terrestre ou maritime. Le golfe Persique devint un espace d'échanges majeur au IIIe millénaire, avec le développement du pays de Dilmun (Bahreïn), qui servait de port de transit, et celui de la civilisation de l'Indus (le pays de Meluhha dans les textes en sumérien), à l'extrémité orientale du réseau. On ne sait en revanche pas vraiment ce qu'exportaient les Sumériens contre ces biens : leur agriculture et leur élevage semblent leurs seuls atouts à ce niveau, leur permettant notamment de produire des textiles qui pouvaient se vendre dans les régions voisines,,.

#### Moyens de transport

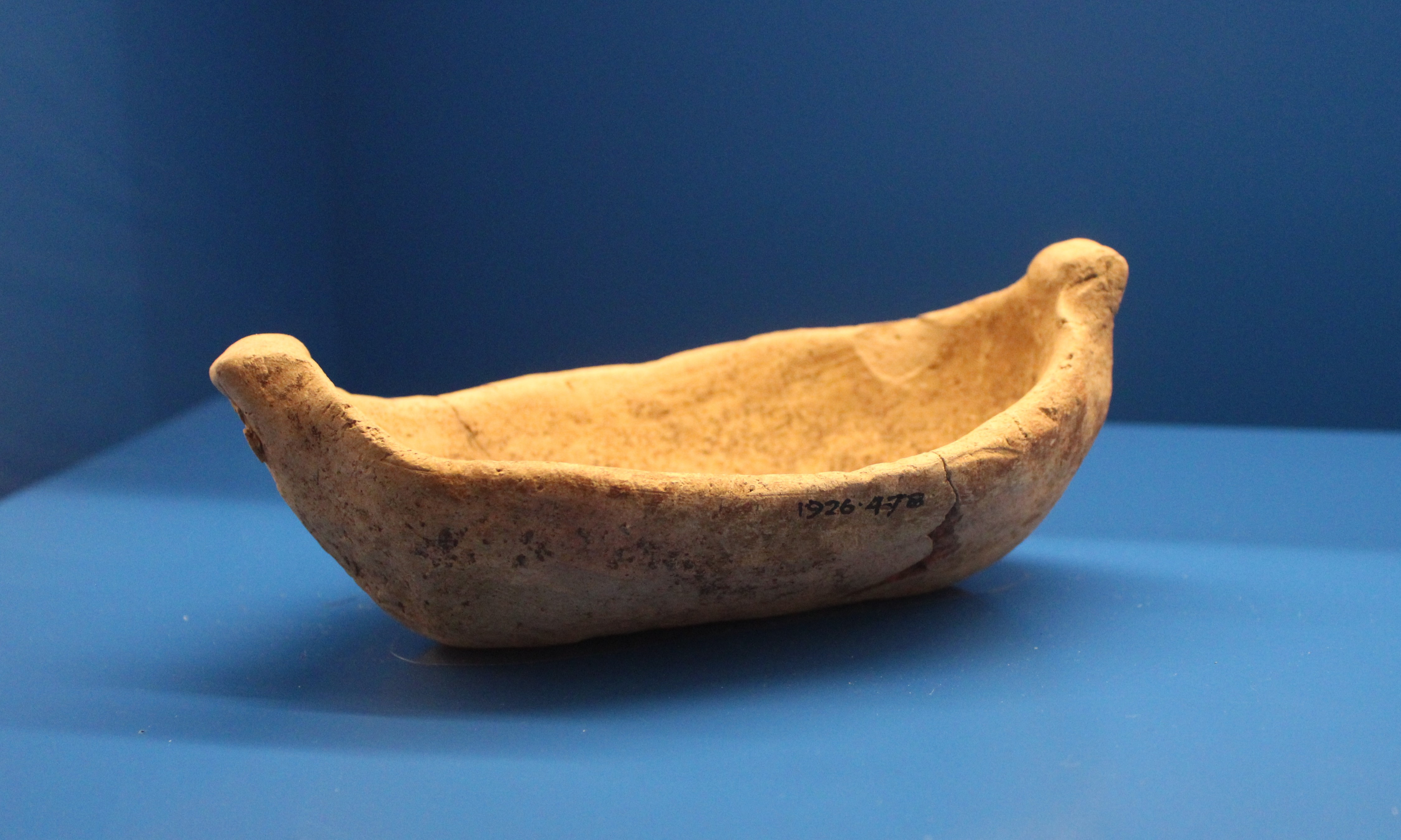
Maquette de bateau un terre cuite, type d'embarcation utilisée pour le transport ou la pêche sur les fleuves et canaux. Djemdet-Nasr, période d'Uruk finale ou période de Djemdet-Nasr (v. 3000 av. J.-C.). Ashmolean Museum.

Il convient également d'évoquer les modes de transports employés par les Sumériens. Si ce peuple est couramment crédité de l'invention de la roue, en réalité des véhicules à roue sont déjà attestés à une époque plus ancienne en Europe centrale et dans le Caucase. Ce n'est qu'au début du IIIe millénaire que la roue apparut assurément en Basse Mésopotamie, le seul véhicule de trait attesté antérieurement étant une sorte de traineau. Son introduction a certainement facilité le développement des transports terrestres, avec l'apparition du char tiré par des bovins ou des ânes. Ce dernier animal fut d'ailleurs domestiqué durant la période d'Uruk, ouvrant de nouvelles perspectives pour le transport des marchandises et devenant l'animal de bât privilégié de la Mésopotamie antique. Les bateaux, utilisés pour les déplacements fluviaux ou maritimes, étaient en bois ou en roseau. Selon les données de certains textes, certains navires marchands ont pu atteindre une capacité de 100 tonnes, même si les plus courants ne dépassaient sans doute pas la vingtaine de tonnes de cargaison.

## Religion
Les Sumériens vénèrent une foule de divinités, desquelles ressortent un groupe de grands dieux associés aux aspects les plus importants de leur société (la royauté, les forces de la nature, les astres, le savoir et les techniques, etc.). Ils les considèrent comme leurs créateurs, présidant à leur destinée, qui leur ont confié le monde terrestre pour en tirer des richesses qu'ils mobilisent pour leur rendre un culte dans des temples. L'important personnel chargé du culte est à l'origine de nombreux textes qui permettent de reconstituer la civilisation de Sumer.
Il est relativement difficile de distinguer une religion proprement « sumérienne » qui serait différente d'une religion « mésopotamienne » à laquelle participent aussi bien les Sumériens que les Sémites avec qui ils vivent depuis les débuts de la période historique, et avec qui ils partagent croyances et pratiques religieuses. Il est difficile d'estimer quelles sont les populations à l'origine de celles-ci, même s'il est largement admis que les éléments sumériens y jouent un grand rôle. Il n'y a pas consensus chez les chercheurs quant à la nature et à la postérité de cette religion. Deux des plus grands spécialistes de celle-ci, Samuel Noah Kramer et Thorkild Jacobsen, ont sur ces questions des vues divergentes : selon le premier, la religion des périodes les plus anciennes de la Mésopotamie révélerait les origines des croyances occidentales ultérieures, tandis que le second la voit plutôt comme exotique, appartenant à un monde disparu et difficile à saisir, développant une interprétation naturaliste des mythes.

### Conceptions sur le monde et les dieux

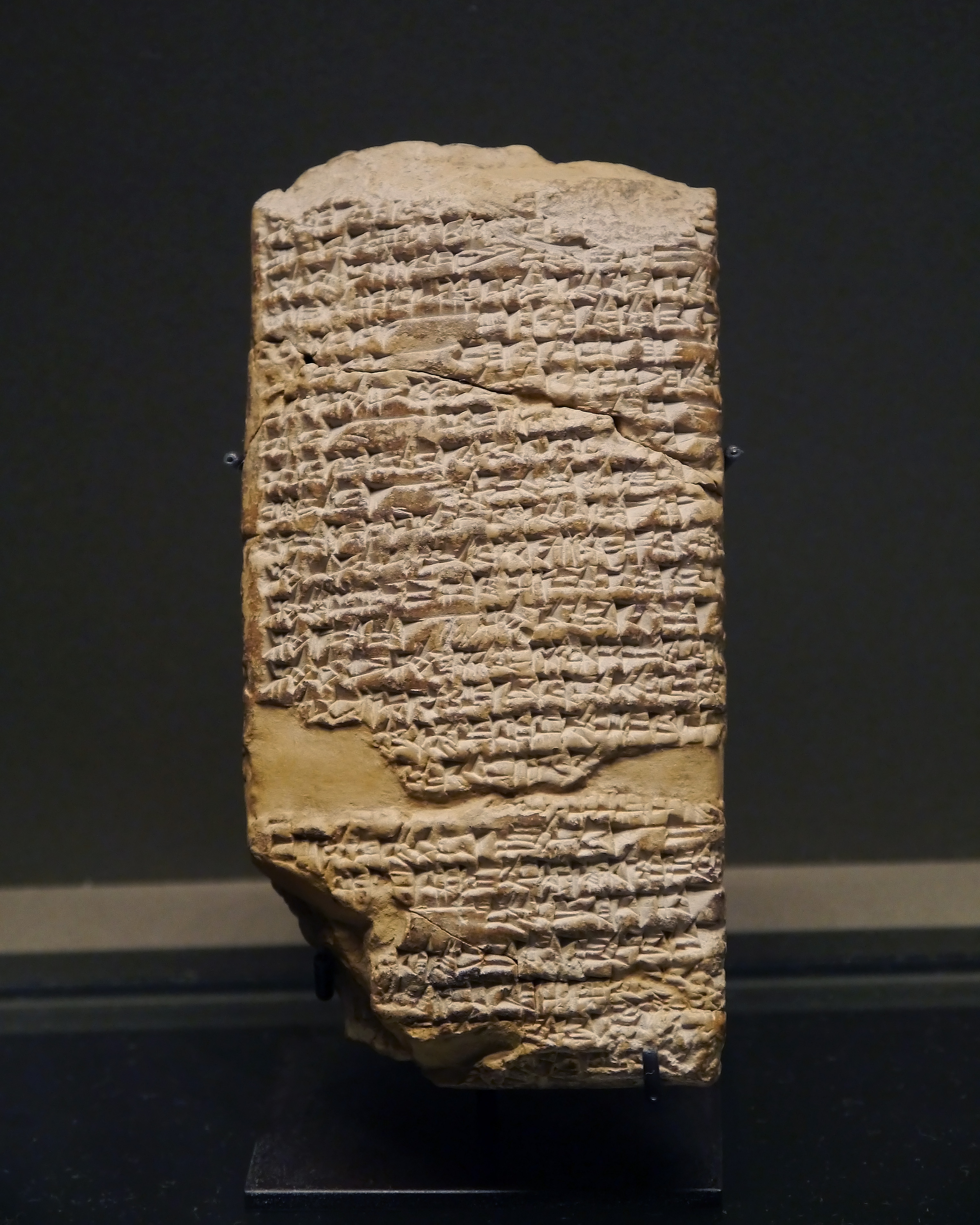
Tablette comprenant un mythe sumérien sur les origines du monde, dans l'introduction du tenson Arbre et roseau, musée du Louvre.

#### Sources
Les croyances des Sumériens apparaissent dans des textes de nature diverse, qu'il faut donc recouper pour reconstituer les grandes idées qu'ils se faisaient sur l'origine du monde, la nature des dieux, la création de l'homme et ses rapports avec le monde divin. Cette mythologie est selon les termes de J. Bottéro l'« idéologie religieuse », visant à répondre à des questions relatives aux mystères du monde des habitants de la Mésopotamie antique. Il n'y avait pas de tradition mythologique unifiée, mais plutôt diverses traditions présentant des récits plus ou moins similaires,,. Cela semble dû au fait qu'il existait différents lieux de culte ayant produit leur propre corpus théologique à l'origine, bien que dans le courant de la seconde moitié du IIIe millénaire av. J.-C. la tradition de Nippur devint la plus importante, avec l'élévation du dieu Enlil au rang de roi des dieux. Même s'ils reflétaient sans doute un fonds mythologique ancestral, les mythes furent à plusieurs reprises repensés et réécrits en fonction de la région et de l'époque, ainsi que des questions que se posaient leurs rédacteurs, sous l'impact des changements politiques. L'iconographie, en particulier celle des sceaux-cylindres, semble également faire référence à des mythes, mais il est souvent difficile d'interpréter ceux-ci car les recoupements avec les textes ne sont pas évidents ; cela tient au fait qu'une grande partie des mythes était transmise oralement sans avoir été couchée sur des tablettes, laissant une grande partie des croyances sumériennes entourées d'incertitudes.

#### Origines du monde et des hommes
Les différents textes sur les origines du monde, étudiés notamment par S. N. Kramer, présentent des logiques identiques. Le monde se présentait aux yeux des prêtres sumériens comme constitué du Ciel (an) et de la Terre (ki), unis à l'origine puis séparés. La Terre, vue comme une sorte de disque plat, reposait sur l'abzu, l'« Abîme », domaine des eaux souterraines dominé par le dieu Enki. La partie inférieure du Monde était occupée par les Enfers.
À un certain moment, les dieux décidèrent de créer l'être humain, ainsi que le raconte le mythe Enki et Ninmah : il s'agissait d'alléger le travail de la catégorie inférieure des dieux en créant une catégorie de serviteurs qui leur soient entièrement dévoués. Les dieux façonnèrent les hommes avec de l'argile dans laquelle ils insufflèrent la vie. Ils transmirent aux hommes un ensemble de savoirs et de techniques afin qu'ils soient à même d'accomplir leurs devoirs religieux envers eux, fixèrent leur destinée et distinguèrent des personnages qu'ils élevèrent au rang de rois, chargés de les diriger. Le monde était organisé de telle façon que le pays de Sumer soit au centre de celui-ci, profitant des richesses de ses régions voisines, comme l'expose le mythe Enki et l'ordre du monde.

#### Les dieux et leur nature

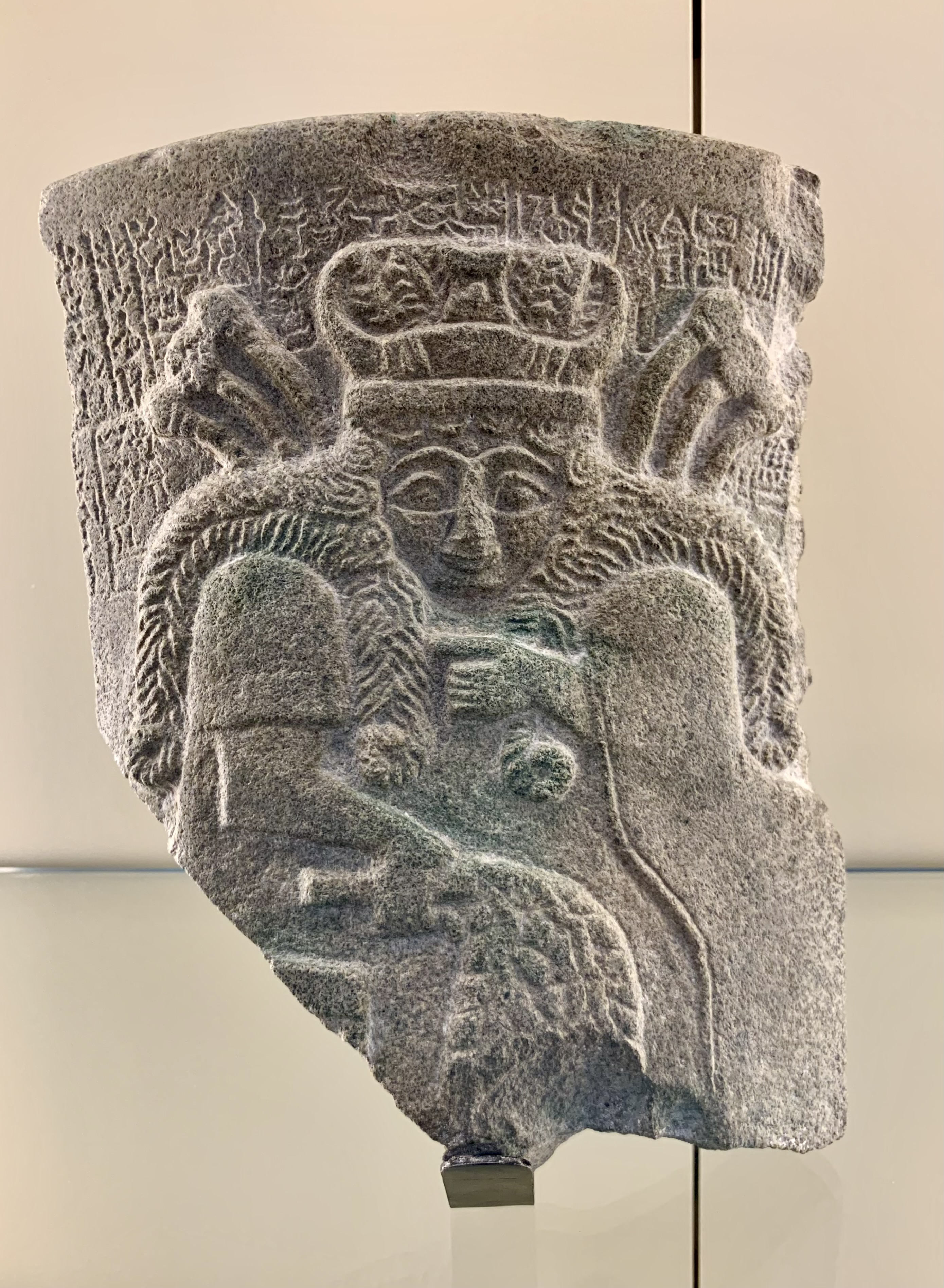
Fragment de vase en chlorite représentant la déesse Nisaba, Girsu, Pergamon Museum, 2450 av. J.-C.

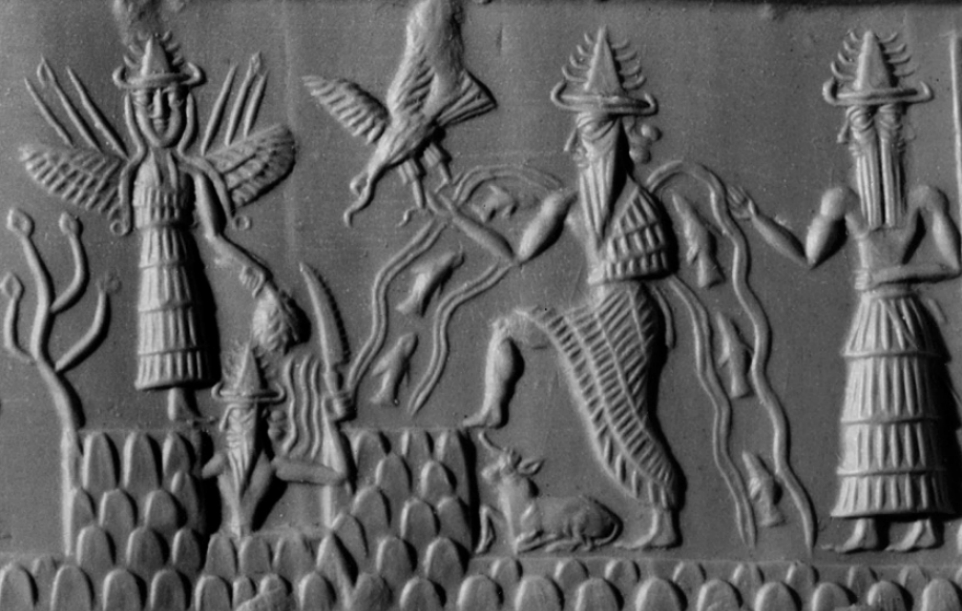
Empreinte de sceau-cylindre de la période d'Akkad représentant un groupe de divinités identifiables par leur tiare à corne et leurs attributs : de gauche à droite, Inanna ailée, Utu surgissant d'une montagne, Enki avec les flots jaillissant par-dessus ses épaules, et son vizir le dieu aux deux visages Isimud.

Les dieux étaient donc vus par les Sumériens comme des êtres surpuissants, dotés d'un charisme, d'une splendeur, de pouvoirs et d'une sagesse qui les plaçaient au-dessus de toute autre forme de vie. Ils présidaient aux destinées des hommes, tantôt en étant bienveillants envers eux, leur prodiguant toutes sortes de bienfaits (savoir, réussite, procréation, santé, etc.) ou bien à l'inverse en les châtiant par la maladie, la défaite ou la mort en cas de manquement à leurs obligations religieuses. Les dieux étaient cependant conçus à l'image des hommes, l'iconographie les représentant de façon anthropomorphique, avec certains attributs distinctifs comme la tiare à cornes. Les mythes poussaient plus loin l'« humanité » des dieux, en les décrivant comme des êtres soumis à diverses passions, telles la colère, l'envie, etc.,.
Pris individuellement, chaque dieu avait des caractéristiques qui le différenciaient des autres, comme dans tout système polythéiste. Les uns étaient des incarnations d'éléments naturels (les astres, les fleuves, les végétaux, l'orage, etc.), d'activités ou de productions humaines telles l'agriculture, l'écriture, la pêche, la fabrication de bière, ou de briques, etc. Nombre d'entre eux avaient un aspect local, étant liés à un lieu et à un sanctuaire précis ; les villes de Sumer avaient généralement une divinité tutélaire à laquelle s'identifiaient en particulier ses habitants. Cet aspect localiste était parfois poussé très loin, un royaume comme celui de Lagash ayant un panthéon organisé de façon familiale, le grand dieu local Ningirsu étant entouré de sa famille qui patronne plusieurs centres de culte (son épouse Ba'u, sa sœur Nanshe, ses fils, etc.). Mais les sources textuelles indiquent qu'au moins à partir de 2600 av. J.-C. il existait une tendance à l'élaboration d'un panthéon commun aux cités sumériennes, plaçant en tête le grand dieu Enlil, dont l'affirmation accompagna l'élévation de la ville de Nippur au rang de grande cité sainte de Sumer, où les rois d'Ur III choisirent de se faire sacrer. Le syncrétisme joua également assez tôt dans l'histoire sumérienne, puisqu'il était courant de voir des divinités partager des fonctions similaires au point que l'une finissait par supplanter l'autre dans le culte ; ainsi le dieu Ningirsu finit par se fondre dans la figure de Ninurta, et une déesse comme Inanna disposait de plusieurs lieux de cultes dans tout Sumer, où elle avait sans doute supplanté d'anciennes divinités aux fonctions voisines de la sienne. Les panthéons sumériens faisaient par ailleurs une place importante aux divinités féminines, qui ont pour la plupart été remplacées par des divinités masculines à une époque ultérieure,.

#### Les grands dieux de Sumer
« Sans Enlil la Grande-Montagne, aucune ville n'aurait été construite, aucun habitat n'aurait été érigé ; aucun enclos à bétail n'aurait été construit, aucune bergerie n'aurait été établie ; aucun roi n'aurait été élevé, aucun seigneur ne serait né ; aucun grand-prêtre ou grande-prêtresse n'accomplirait l'extispicine ; les soldats n'auraient pas de généraux ou capitaines. »

— Enlil, garant de la stabilité du monde des humains, extrait de l'hymne Enlil dans l'Ekur.
Quelles étaient les principales divinités sumériennes ? Le grand dieu Enlil était peut-être à l'origine lié au vent, mais il apparaît avant tout comme le dieu de la royauté, qui sacrait les souverains dominant le pays de Sumer, et présidait plus largement aux destinées des hommes. Son frère Enki, dieu de l'Abîme, dont le grand temple était situé dans la vieille cité sainte d'Eridu, est l'incarnation de la sagesse: il est le dieu qui a donné vie aux hommes et leur a transmis de nombreux savoirs techniques et magiques. L'autre grande figure de la triade dominant le panthéon sumérien est le dieu An, le « Ciel », vénéré à Uruk, une figure patriarcale, présenté couramment comme le père de tous les dieux, mais sans toutefois exercer une fonction de commandement sur eux. Les deux grands dieux astraux sont Utu le soleil, dieu de la justice, et Nanna la lune, déesse de la fertilité. Les centres de culte majeurs du soleil étaient situés à Larsa et Sippar, tandis que la lune était surtout vénérée à Ur. Le dieu Ninurta, fils d'Enlil et honoré comme lui à Nippur, était une divinité à la fois agricole et guerrière. La déesse la plus vénérée était Inanna, dont le sanctuaire majeur était à Uruk; elle avait un aspect astral puisqu'elle personnifiait la planète Vénus. Tout en étant la déesse de l'amour, elle avait également un aspect guerrier, peut-être plus particulièrement dans sa version akkadienne, Ishtar, et un aspect souverain puisqu'elle est souvent présentée comme octroyant la royauté. Une autre grande déesse était sa sœur Ereshkigal, reine des Enfers. Ninhursag et Ninmah étaient quant à elles des figures matriarcales. Venaient ensuite une foule de divinités diverses : Ishkur le dieu de l'Orage, Nisaba la déesse des scribes, Ninkasi la déesse de la bière, Zababa une divinité guerrière, et plusieurs autres,,.

### Le culte divin

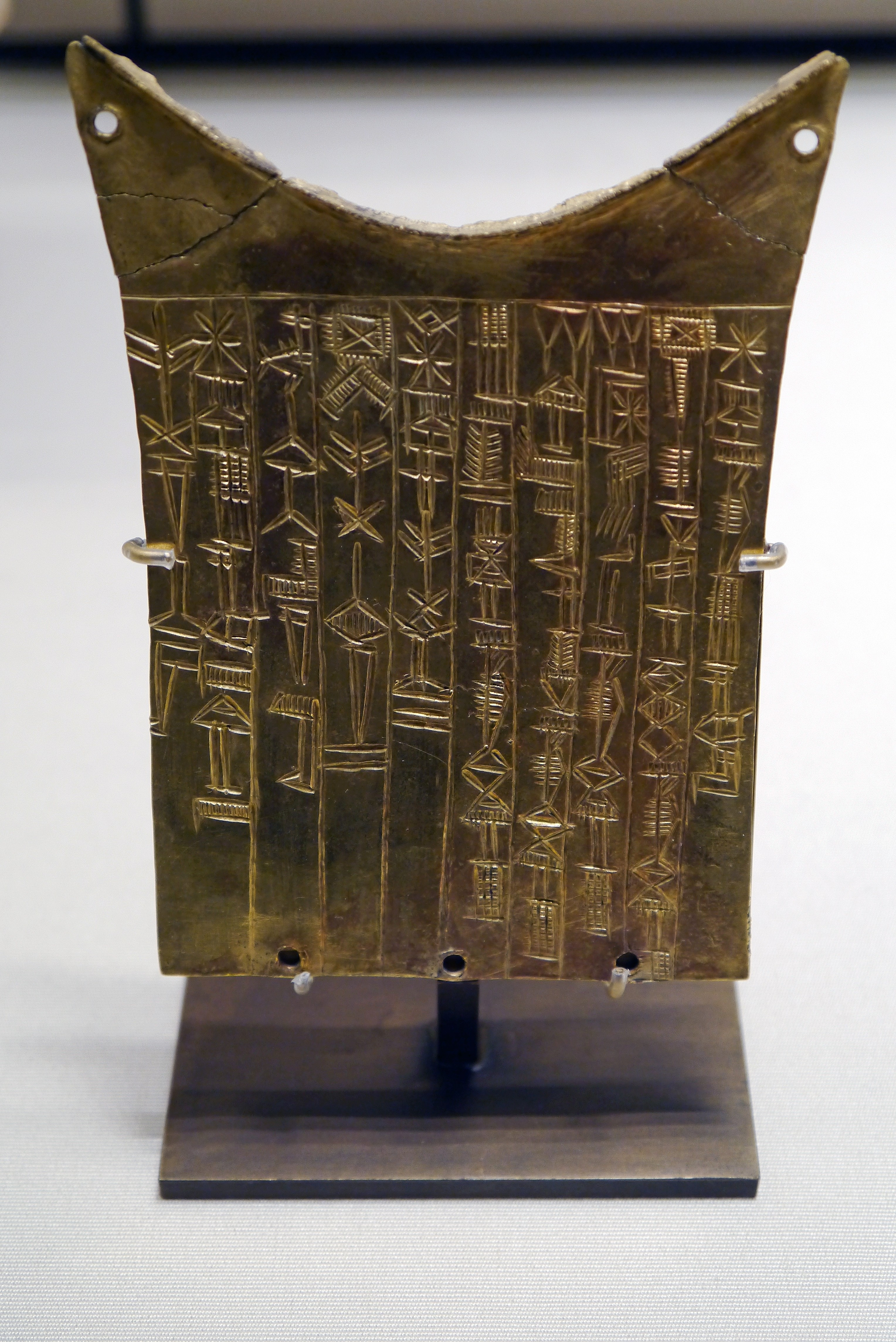
Plaque votive en or célébrant la construction d'une estrade pour le dieu Shara par la reine Bara-irnun d'Umma, musée du Louvre.

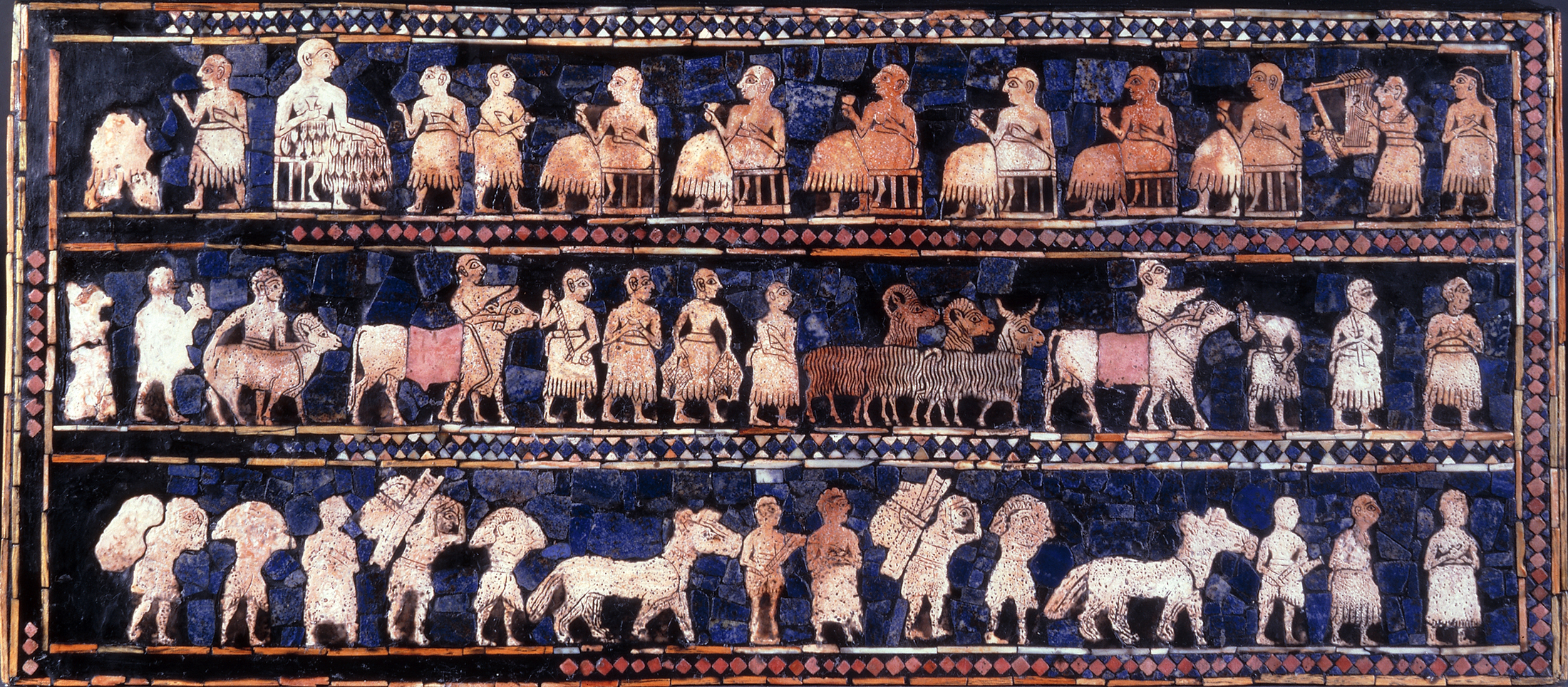
La « face de la paix » de l'Étendard d'Ur, représentant une scène de banquet cultuel, c. 2500 av. J.-C.

Le culte rendu aux divinités du pays de Sumer est connu par la documentation concernant le culte officiel : inscriptions royales, tablettes administratives sur la livraison d'offrandes, divers autres textes religieux, et les fouilles des grands sanctuaires. La religion « populaire » est plus difficile à appréhender car très pauvrement documentée.

#### Sacrifices et offrandes
Les pratiques cultuelles les plus courantes consistaient en des offrandes aux divinités. Il s'agit de les pourvoir en tout ce qui pouvait servir à leur entretien quotidien : de la nourriture avant tout (viande d'animaux, céréales, bière, lait, etc.), mais aussi du mobilier (trônes, lits), des vêtements, des parures, des objets sacrés (armes), des véhicules (chars et bateaux sacrés),,,. En dehors du culte ordinaire, des fêtes religieuses avaient lieu à des intervalles réguliers, suivant les différents calendriers liturgiques des villes sumériennes, au cours desquelles les offrandes et célébrations se devaient d'être fastueuses. Plusieurs de ces fêtes étaient marquées par des pèlerinages attirant les fidèles et des processions au cours desquelles étaient tirés des véhicules sacrés portant les statues des dieux et des déesses. Le culte était généralement pris en charge par les institutions, en premier lieu les temples eux-mêmes, et supervisé par les autorités politiques, rois et gouverneurs. Tout cela servait à accomplir le devoir collectif des hommes envers leurs créateurs et maîtres. D'autres offrandes, attestées par de nombreux objets votifs exhumés dans les temples, avaient une finalité plus individuelle, visant à attirer les bons auspices des dieux pour les dédicataires. La piété personnelle est également attestée par les différentes prières adressées aux dieux connues par des textes. Les membres des élites étaient les plus actifs dans le culte, comme l'indiquent les dédicaces des offrandes votives, ainsi que les redistributions des offrandes accomplies après leur présentation aux dieux, dont ils étaient les premiers bénéficiaires.

#### Les temples

Plan de l'Ekur, le grand temple du dieu Enlil à Nippur, à partir de la période d' : 1. Ziggurat 2. « Temple cuisine » 3. Chapelle de la cour sud-est.

Les Sumériens honoraient leurs dieux dans des temples, édifices considérés comme étant les résidences divines et désignés de ce fait par le terme générique signifiant « maison » (é) et non par un terme spécifique. Leur aspect sacré était indiqué par leurs noms cérémoniels : le grand temple d'Enlil à Nippur était la « Maison-montagne » (é-kur), celui d'Inanna à Uruk la « Maison du Ciel » (é-anna), celui de Nanna à Ur la « Maison de la grande lumière » (é-kiš-nu-gal), etc. Les autres parties des sanctuaires (chapelles, portes, cuisines, ziggurats, etc.) pouvaient également se voir parées d'un nom sacré,. Les souverains mettaient un point d'honneur à construire et à entretenir ces édifices, qui étaient célébrés par des hymnes vantant leur magnificence.
Du point de vue architectural, il n'y avait pas de plan-type de temple sumérien, ce qui rend leur identification difficile en l'absence d'inscription ou de matériel cultuel (autels, bassins à ablutions, objets votifs, etc.). Dans leur plan type, les temples suivaient du reste les principes présidant à l'organisation des résidences humaines : ils étaient organisés autour de cours ouvrant sur diverses pièces. Une ou plusieurs pièces servaient de cella, lieu de culte principal, sorte de chambre de la divinité. Dans le culte mésopotamien « classique », la présence du dieu dans sa résidence était matérialisée par une statue de culte représentant le dieu de façon anthropomorphe ; l'absence de mention explicite d'un tel objet avant la période d'Ur III a suscité l'hypothèse qu'il n'en existait pas avant cette période. Parmi les plans trouvés sur plusieurs sites, l'organisation tripartite était courante aux périodes protohistoriques, le temple étant érigé sur une ou deux terrasses hautes (« Temple blanc » d'Uruk, « Temple peint » de Tell Uqair). Un autre plan également fréquent est celui du « temple ovale » attesté pour la période des dynasties archaïques à Khafadje, Lagash et el-Obeid, dans lequel le temple était protégé par une enceinte ovoïde et érigé sur une plate-forme. Les rois d'Ur III effectuèrent une refonte des lieux de culte majeur de Sumer (Nippur, Eridu, Ur, Uruk), refonte marquée notamment par l'apparition de la ziggurat, édifice à degré doté d'un temple à son sommet, manifestement inspiré des temples sur terrasse. Les besoins du culte nécessitaient la présence de nombreuses dépendances servant pour le logement du clergé, les activités administratives, la préparation et le stockage des offrandes, comme le montre l'édifice contenant une brasserie exhumé à Lagash.

#### Le clergé

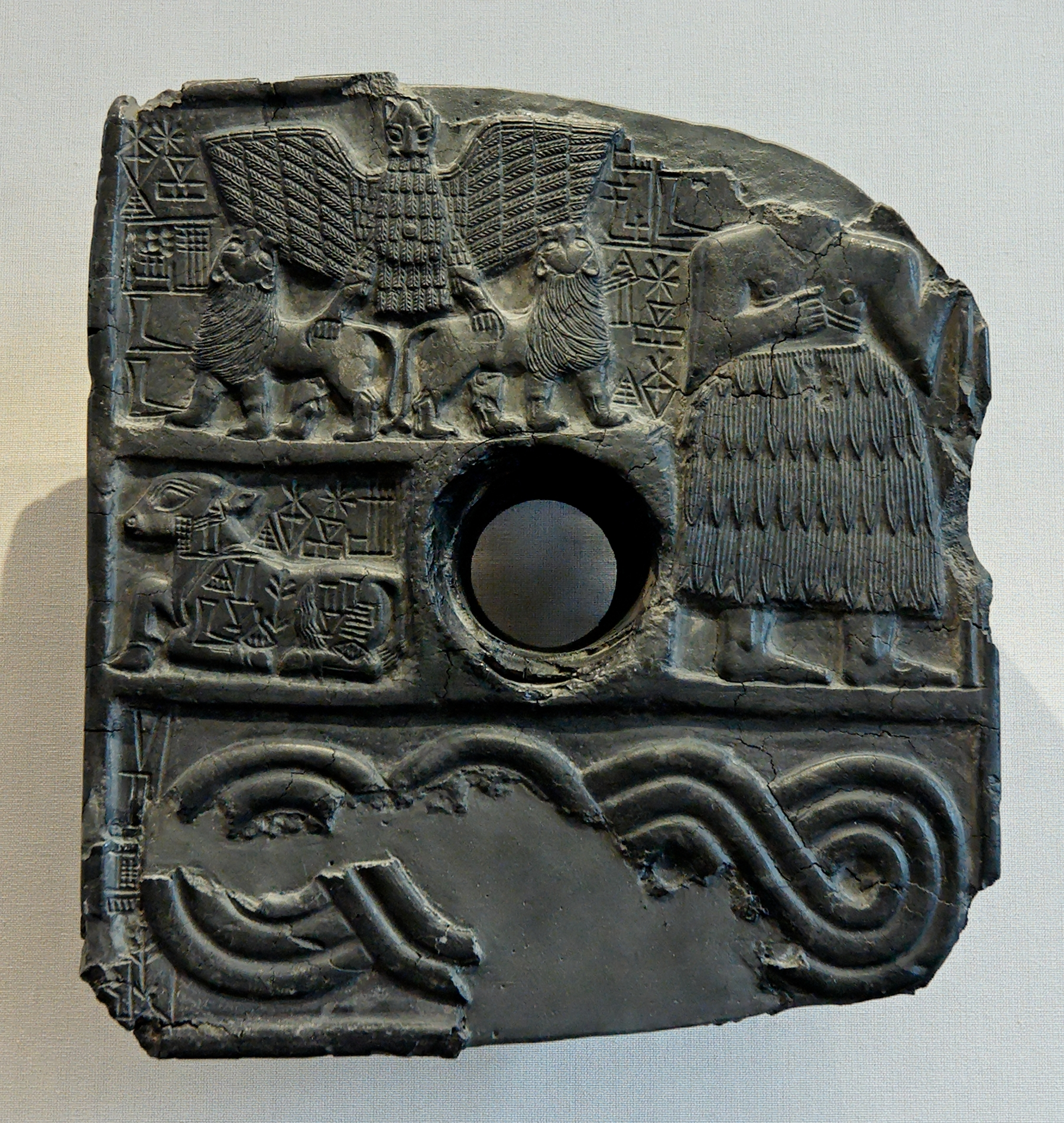
Relief perforé votif de Dudu (représenté en haut à droite), grand prêtre du dieu Ningirsu à Girsu, vers 2450 av. J.-C. Musée du Louvre.

Le personnel cultuel sumérien était très hiérarchisé et structuré, et ce dès les origines, car différentes catégories de prêtres sont mentionnées dans la Liste des métiers datant de la fin de la période d'Uruk, et les versions plus tardives de cette Liste sont encore plus détaillées. Il n'est toutefois pas possible de déterminer précisément les fonctions respectives des prêtres nommés dans ces textes, d'autant plus qu'il semble que certains grands sanctuaires avaient un clergé spécifique qui ne se retrouvait pas ailleurs. Les sanctuaires les plus importants avaient généralement à leur tête un grand prêtre ou une grande prêtresse, couramment issu d'une lignée royale, comme la princesse Enheduanna, fille de Sargon d'Akkad, à Ur.
Les spécialistes des rituels accomplis dans les temples étaient nombreux : des purificateurs chargés de l'entretien des objets et lieux de culte, des lamentateurs, chantres et musiciens qui intervenaient dans de nombreux rites pour réciter des hymnes et les accompagner en musique. Une autre catégorie de personnel impliquée dans le culte s'occupait de la préparation des offrandes : cuisiniers, boulangers, brasseurs, menuisiers, orfèvres, etc. Un clergé féminin existait également. Ces desservants étaient rémunérés de la même manière que les autres personnes employées par les institutions, à savoir par la distribution de rations (notamment celles issues des offrandes comme vu plus haut) et de terres de service,,.
D'autres spécialistes étaient chargés de rituels d'exorcisme et de magie qui pouvaient être accomplis en dehors des temples ; plusieurs textes documentent cette activité, durant laquelle des incantations et divers actes magiques étaient exécutés pour guérir des maladies, repousser des démons dont on s'imaginait alors qu'ils accablaient de maux les vivants. En revanche la divination ne semble pas avoir été répandue dans le monde sumérien ancien ; il s'agirait plutôt d'une pratique introduite tardivement en Mésopotamie méridionale, à partir du monde sémitique.

### Croyances et pratiques funéraires

#### Les Enfers des Sumériens
D'après ce qui ressort de divers mythes et hymnes sumériens (surtout la Descente d'Inanna aux Enfers), les Enfers étaient vus comme un monde souterrain dans lequel les défunts ne connaissaient pas de réconfort,. La mort est décrite comme une fatalité, en des termes très noirs, même dans le cas de défunts de haut rang comme dans le récit de la Mort d'Ur-Namma, roi d'Ur, qui comporte de longues lamentations sur son sort même si celui-ci parvient pourtant à connaître un sort moins misérable que les autres trépassés grâce aux nombreuses offrandes qu'il apporte aux divinités des Enfers, parmi lesquelles figurent la déesse Ereshkigal et son conjoint le dieu Nergal, couple dirigeant le monde infernal, ainsi que les dieux Gilgamesh, Dumuzi, Ninazu et Ningishzida. L'existence de rites funéraires semble impliquer qu'il existait bien une croyance en la possibilité d'améliorer le sort des morts dans le monde infernal, donc que la vision de leur existence n'est pas forcément aussi sombre que ce que les textes littéraires précités laissent supposer.

#### Sépultures

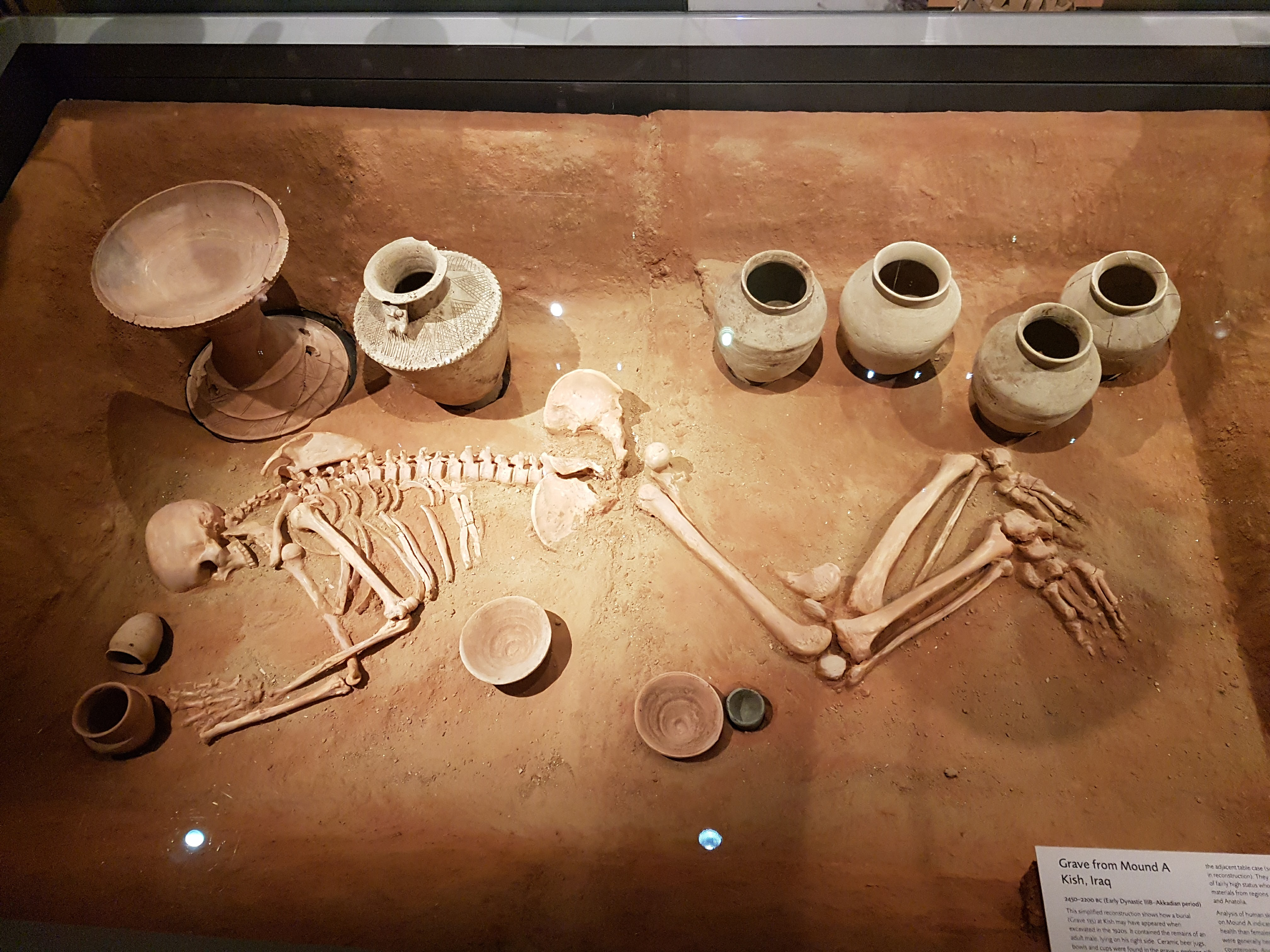
Reconstitution d'une tombe de la fin des Dynasties archaïques ou de l'époque d'Akkad (v. 2450-2200) exhumée à Kish. Ashmolean Museum.

Les quelques sites funéraires fouillés, avant tout le « cimetière royal » d'Ur contenant plus de 1 800 tombes de différentes périodes du IIIe millénaire, mais aussi Khafadje, Abu Salabikh, également Kish, indiquent que les morts étaient inhumés. Diverses formes d’ensevelissement sont attestées. Les morts pouvaient être enterrés sous leurs résidences dans quelques cas, mais la plupart l'étaient dans des nécropoles situés à l'extérieur des murailles des villes. Les tombes sont généralement des fosses simples, plus rarement doubles ou triples voire plus, parfois dans des tombeaux voûtés. Les cadavres sont enveloppés dans des nattes ou parfois placés dans des cercueils,. Les textes de Girsu font référence à d'autres types d'inhumations, dans des marécages, ainsi qu'à des tumuli qui ont pu servir de tombeaux collectifs. Il y a des cas de manipulation des cadavres après leur inhumation, notamment le retrait du crâne. Le matériel funéraire des tombes fouillées est surtout constitué de céramiques, servant sans doute à des repas rituels ayant lieu lors des funérailles, et pour contenir des victuailles accompagnant les défunts dans leur mort, peut-être pour les offrir aux dieux infernaux et ainsi améliorer leur sort dans l'Au-delà. Les plus riches ont un matériel funéraire plus fourni que les pauvres.
Le matériel le plus spectaculaire est celui des tombes royales d'Ur, datées des alentours de 2600-2500, dans lesquelles un groupe d'une dizaine de défunts ont été inhumés, avec à leurs côtés de nombreux objets et bijoux en or, argent, lapis-lazuli et diverses autres pierres précieuses. En même temps, un grand nombre de leurs serviteurs (danseuses, musiciens, soldats, etc.) avaient été mis à mort pour les accompagner dans l'au-delà. En l'absence d'autres sépultures similaires ailleurs, il est impossible de déterminer s'il s'agit d'une pratique courante à l'époque ou exceptionnelle. L'interprétation de cette découverte est en tout cas très difficile.

#### Cultes aux ancêtres
Les anciens Sumériens se devaient d'honorer leurs morts par le biais d'un culte des ancêtres, constitué de rituels d'offrandes, comme ceux se déroulant dans le lieu appelé ki-a-nag (qui fait référence à l'eau versée lors des rituels funéraires), bien connus pour l'époque d'Ur III. Ils concernaient en premier lieu les défunts les plus prestigieux, membres de la famille royale, mais aussi des élites comme les gouverneurs, dont le culte était pourvu par les institutions. Mais plus largement tous les membres de la société étaient tenus de sacrifier à leurs ancêtres, et en premier lieu les fils envers leurs pères défunts. Le récit Gilgamesh, Enkidu et les Enfers, décrivant le sort des morts, dit que ceux qui ont beaucoup de fils ont un meilleur sort car ils reçoivent de nombreux présents, tandis que ceux qui sont morts sans héritier vivent dans un grand désespoir. Par ailleurs, les calendriers cultuels des villes de Sumer comprenaient des fêtes dédiées aux esprits des ancêtres, ayant lieu en été, période vue comme propice à la rencontre des mondes des vivants et des morts ; un de ces rituels collectifs connu pour Nippur (la « fête des spectres »), voyait l'allumage de torches censées guider les défunts vers les demeures de leurs descendants où ils restaient le temps de la célébration.

## Le milieu intellectuel sumérien

### L'écriture cunéiforme et ses développements
Les scribes sumériens employaient un système d'écriture qualifié de « cunéiforme » parce que ses signes étaient composés de traits en forme de coins ou de clous, dus à l'incision d'un calame à tête triangulaire biseautée sur une tablette d'argile. C'est un système d'écriture composite, dont les signes peuvent avoir plusieurs fonctions. Beaucoup de ces signes ont une valeur logographique ou idéographique, donc un sens, désignant directement des réalités matérielles et visibles (un homme, un animal, une partie d'un corps, un végétal, une maison, une étoile, etc.) ou des idées (la parole, la vie, etc.). D'autres signes, appelés phonogrammes, ont une fonction uniquement phonétique et signifient une syllabe. Certains signes ont une valeur numérique.

#### Des signes idéographiques et phonétiques
Ce système composé de signes renvoyant à un sens ou à un son est le produit d'une histoire complexe, manifestement liée à la langue sumérienne. Les idéogrammes étaient les plus nombreux dans les textes en sumérien, parce que cette langue comprenait de nombreux termes prononcés de la même manière (des homophones) et qu'une écriture strictement phonétique aurait été complexe à manier en ne permettant pas de les différencier. À l'origine, dans le premier système d'écriture (couramment désigné comme « proto-cunéiforme »), les signes sont souvent des pictogrammes, dessins simplifiés représentant tout ou partie de la chose qu'ils signifiaient (une main, un vase, une plante), mais la forme de la plupart d'entre eux n'a aucun lien évident avec leur signification. De toute manière l'aspect pictographique des signes se perd rapidement : pour faciliter l'écriture par incision d'un calame sur des tablettes d'argile, les scribes préfèrent rapidement constituer des signes de plusieurs traits en forme de coins/clous, plutôt que de continuer à tracer des lignes continues et courbes, et les dessins sont de plus en plus stylisés et s'écartent fortement du modèle original au point de devenir méconnaissables. Parce qu'il avait fallu constituer de nombreux signes pour désigner tout ce qui devait apparaître dans les textes, on avait puisé dans le stock de signes initial pour figurer de nouveaux sens. L'élaboration de nouveaux signes se fit parfois par association d'idées : le signe de la bouche était lui-même un dérivé du signe de la « tête », dont on avait hachuré le bas, et il put désigner la « parole », ou le verbe « parler ». Les signes employés dans les textes pour leur seule valeur phonétique sont quant à eux des dérivés de logogrammes, suivant le principe du rébus : la bouche se prononçant [ka], le signe la désignant fut utilisé pour composer des mots comprenant cette syllabe, perdant dans ce contexte son sens originel. Cette évolution fut facilitée par le grand nombre de mots monosyllabiques du vocabulaire sumérien. Comme ces innovations se cumulèrent, il en résulta qu'un même signe pouvait être employé tantôt pour sa valeur idéographique d'origine et d'autres fois être utilisé uniquement pour une valeur phonétique, en sachant que certains signes pouvaient cumuler plusieurs valeurs idéographiques ou phonétiques. Les plus anciens textes avaient une syntaxe simple, ne faisant pas figurer les éléments grammaticaux, et ressemblent donc plus à une sorte d'aide-mémoire, ne comportant pas ou très peu de signes utilisés avec une valeur seulement phonétique. La phonétisation de l'écriture fut progressive durant tout le IIIe millénaire av. J.-C., notamment pour transcrire l'akkadien, et au moment où le sumérien était de moins en moins parlé et que les textes devaient donc être plus détaillés pour être compréhensibles à ceux qui n'avaient pas l'habitude de s'exprimer dans cette langue,.

Évolutions de l'écriture cunéiforme.
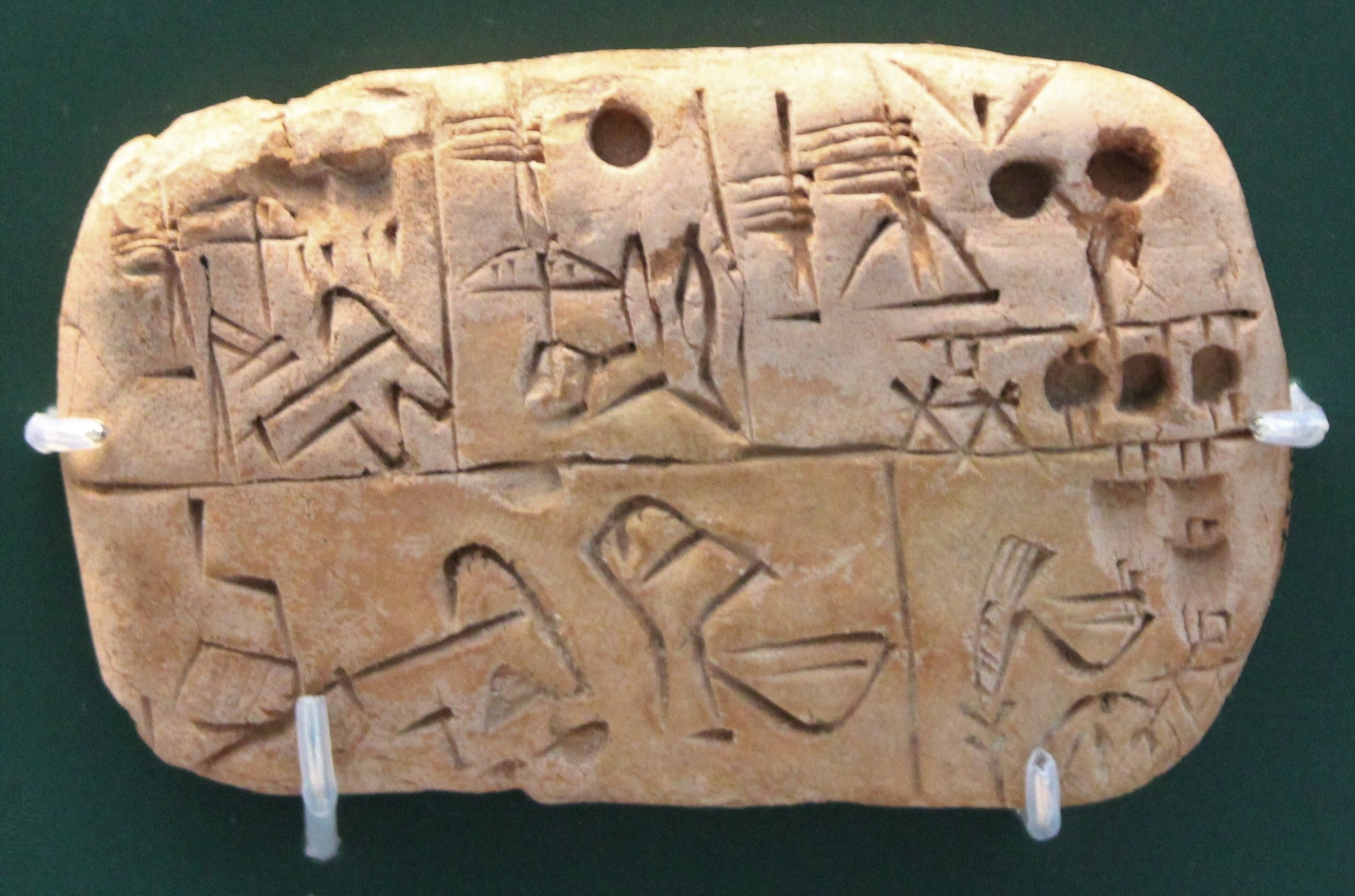
Tablette administrative, distribution de rations, provenant d'Uruk (v. 3300-3100 av. J.-C.), avec des signes pictographiques et numériques disposés dans des cases, British Museum.
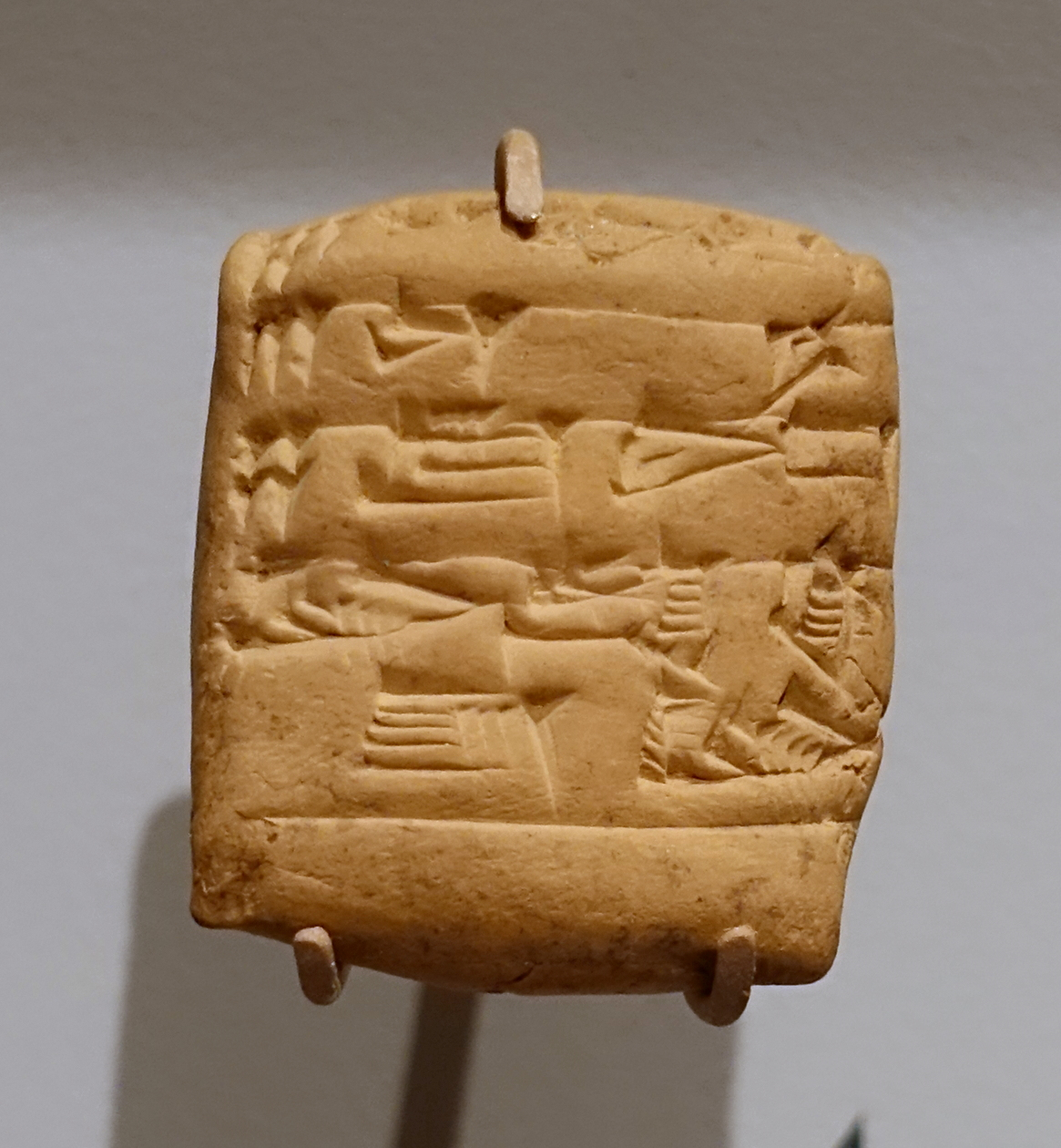
Tablette administrative de la période d'Ur III (XXIe siècle av. J.-C.) avec des signes cunéiformes disposés en lignes. Harvard Semitic Museum
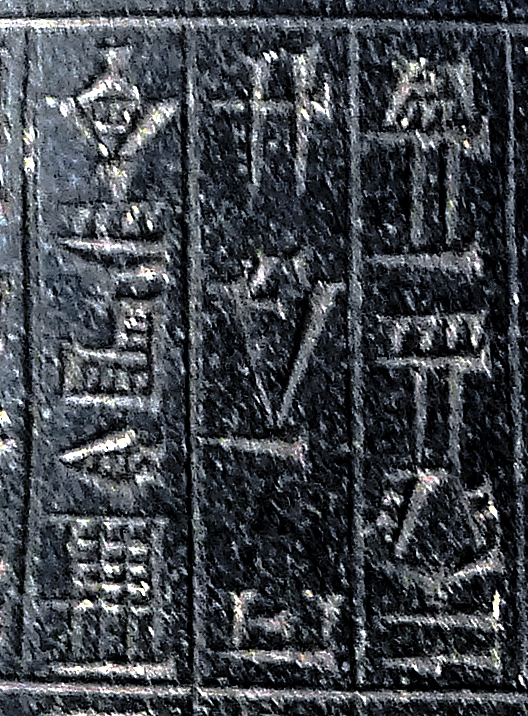
Détail d'une inscription sur une statue du roi Gudea de Lagash en signes cunéiformes archaïsants, v. 2120 av. J.-C., musée du Louvre.

#### Les origines: pourquoi et par qui?
Les origines de l'écriture cunéiforme ont fait l'objet de nombreuses études qui n'ont pas éclairci tous les mystères qui les entourent. Les plus anciens textes, retrouvés à Uruk et datés des alentours de 3300-3100, sont pour la plupart de nature administrative, composés de signes numériques et de pictogrammes associés, donc répertoriant des choses que l'on comptabilisait. Le système proto-cunéiforme n'a donc pas pour but de transcrire des phrases, et il a pu être écrit qu'il s'apparentait plus au tableur moderne qu'à une écriture moderne. Son apparition est généralement liée à celle de l’État et des institutions, et de la nécessité de créer des outils de gestion de plus en plus élaborés pour enregistrer des événements sur une longue durée. Leur lien avec des outils de comptabilité plus anciens, des jetons ayant apparemment pour fonction de symboliser des produits stockés ou échangés, n'est cependant pas clair, car les signes écrits ne semblent pas dérivés de ces premières formes de comptabilité, ou alors seulement un nombre limité. Mais ces outils de comptabilité peuvent au moins être vus comme des sortes de précurseurs de l'écriture, préparant le terrain par l'élaboration de procédés plus complexes d'enregistrement et de transmission d'informations,,.
Une dernière question sur les origines de l'écriture qui n'a pas trouvé de réponse faisant consensus est de savoir si ce sont bien des Sumériens, ou plus exactement des gens parlant le sumérien, qui en ont été les inventeurs. Puisqu'il est généralement estimé que les plus anciens textes ne comprennent pas ou très peu de signes phonétiques, il est dès lors impossible de déterminer s'ils renvoient à une langue spécifique. Les premiers signes phonétiques comprenant des éléments grammaticaux apparaissent au plus tard au début du IIIe millénaire av. J.-C. et renvoient sans équivoque au sumérien. Il est donc tentant de considérer que les locuteurs de cette langue ont élaboré l'écriture, ce qui est l'opinion dominante. Étant donné que le contexte ethnique et linguistique de la fin du IVe millénaire av. J.-C. nous échappe, mais était probablement varié, il reste la possibilité qu'un autre peuple disparu au début du millénaire précédent ait élaboré ou participé à l'élaboration de l'écriture. Dans les siècles qui suivent son apparition, l'écriture se rapproche progressivement de la langue parlée, avec l'intégration de plus d'éléments phonétiques, d'abord pour transcrire le sumérien. L'invention donne donc sa pleine mesure durant le IIIe millénaire av. J.-C. Le développement des signes phonétiques permet de l'adapter à d'autres langues très différentes du sumérien : l'akkadien, l'élamite, l'éblaïte, et bien d'autres par la suite, qui conservèrent toujours des logogrammes sumériens aux côtés de mots rédigés phonétiquement dans la langue de leurs rédacteurs, réminiscence des probables inventeurs de ce précieux outil de communication.

### Les scribes et leur formation

#### Les scribes de Sumer
Les scribes (dub-sar) sont une catégorie de personnes qui apparaît couramment dans les textes administratifs, signe de leur importance dans le fonctionnement des institutions sumériennes. Cette dénomination cache en fait des statuts variés : certains scribes se contentaient de tâches administratives de base, d'autres étaient de véritables cadres administratifs, d'autres encore avaient des positions élevées dans les cours royales, comme le « grand scribe » qui était sans doute une sorte de secrétaire royal. Le groupe des scribes n'avait du reste pas le monopole de l'écriture, puisque celle-ci devait être maîtrisée par la catégorie des lettrés, en général des membres du clergé, et sans doute aussi des dignitaires de la cour royale, ainsi que par des personnes faisant partie du groupe des élites, ayant souvent recours à l'écrit pour leurs activités. On ne sait pas vraiment si les rois savaient écrire, mais Shulgi s'en vanta dans deux hymnes à sa gloire. La connaissance de l'écriture n'excluait pas totalement les femmes : quelques femmes scribes sont attestées dans des textes et certaines prêtresses savaient manifestement écrire ; un des seuls auteurs de textes littéraires dont la tradition sumérienne ait retenu le nom est d'ailleurs une auteure, la princesse et grande-prêtresse d'Ur Enheduanna, fille de Sargon d'Akkad.

#### Les écoles et l'éducation des scribes

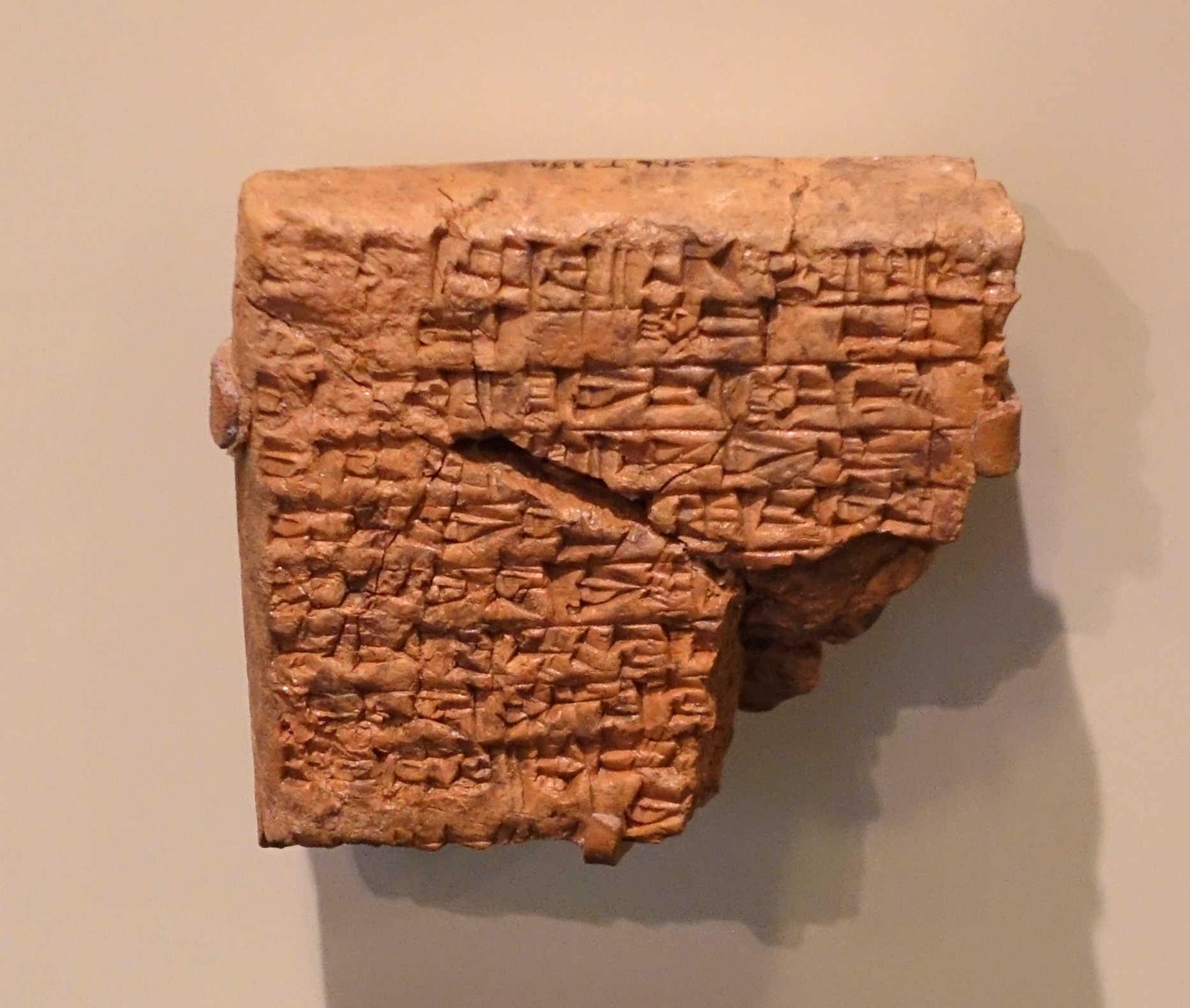
Fragment de tablette d'un récit relatif à la vie des scribes (« School Days »). Musée de l'Oriental Institute de Chicago.

L'éducation des scribes est évoquée par plusieurs textes sumériens, datés essentiellement des débuts du IIe millénaire av. J.-C.. C'est également à cette époque que remontent les plus anciens bâtiments fouillés, qui peuvent être assurément qualifiés de lieux d'enseignement, repérés à Nippur et Ur. Ces « écoles » semblent en fait plutôt être des institutions familiales : elles étaient situées au domicile d'un formateur, membre du clergé, qui enseignait à des apprentis scribes. Les textes littéraires sur l'école, nommée « maison de la tablette » (é-dubba), parlent d'un maître qualifié d'« expert » ou de « père de l'école », assisté par le « grand frère », qui joue un rôle de moniteur et l'« homme de la cour », sans doute un surveillant. La formation des scribes débutait manifestement par un cycle d'apprentissage, dans lequel étaient dispensées les bases de l'écriture et du calcul et sans doute aussi celles de la rédaction de textes administratifs et juridiques simples, à partir d'exercices de copies, notamment des listes lexicales qui étaient le socle de l'enseignement mésopotamien. Un approfondissement pouvait ensuite aboutir à la maîtrise de textes plus complexes. On ne sait pas vraiment si celui-ci était destiné à tous les apprentis scribes ou seulement à ceux qui devaient occuper de plus hautes fonctions. Les scribes accomplissant les tâches les plus simples n'avaient pas forcément besoin d'un apprentissage prolongé. Quant à ceux qui devenaient de véritables lettrés servant dans les temples et la haute administration du palais, on ne sait pas vraiment en quoi consistaient leurs « études supérieures ». Le rôle du pouvoir royal dans l'enseignement n'est pas bien compris : un texte de Shulgi raconte qu'il avait entrepris de développer les écoles, mais les seuls lieux d'enseignement connus sont de type « privé ».

### La littérature sumérienne
Les scribes sumériens ont couché par écrit une des plus anciennes littératures connues. Les premiers textes que l'on qualifie de « littéraires » suivant les critères modernes apparurent vers 2600 av. J.-C. dans les tablettes de Fara et Abu Salabikh. La rédaction de ces œuvres fut poursuivie durant les périodes suivantes, jusqu'aux premiers siècles du IIe millénaire av. J.-C. C'est de cette époque que date d'ailleurs la majorité des textes littéraires en sumérien, exhumés en premier lieu parmi les lots de textes scolaires de la « Colline aux tablettes » de Nippur et les résidences de prêtres d'Ur. Les scribes sumériens avaient mis par écrit des listes d'ouvrages, ce qui montre que le corpus littéraire de cette période était largement plus fourni que ce qui nous est parvenu. Il est donc impossible de reconstituer un tableau complet de la littérature sumérienne telle qu'elle se présentait pour les savants qui l'ont fait vivre. Les historiens ont dû procéder à la reconstitution et à la traduction des textes découverts, dont l'état souvent fragmentaire empêche de connaître l'intégralité de certaines œuvres, leur donner un titre qu'ils n'avaient pas dans l'Antiquité puisqu'on les qualifiait alors par leurs premiers mots (leur incipit), puis tenter de les classer dans des genres qui sont généralement empruntés aux textes bibliques (sagesses, lamentations) ou à la littérature de l'Antiquité classique (épopées, mythes, hymnes). On redécouvre ainsi des pans majeurs de la civilisation sumérienne, éclairant l'idéologie politique, les croyances religieuses, ou la morale.

#### Listes lexicales
Le plus ancien genre de texte non administratif qui soit connu est celui des listes lexicales, caractéristiques du milieu lettré mésopotamien depuis ses débuts. Il s'agit de longues listes classant des signes et des termes par thèmes, souvent employées dans un but pédagogique : listes de signes pour apprendre à écrire le cunéiforme, listes thématiques regroupant des termes d'un même domaine, par exemple une liste des métiers ou une autre regroupant les objets de la vie quotidienne, animaux, végétaux, etc. Ces classifications reflètent la façon dont les savants sumériens concevaient le monde et tentaient de le mettre en ordre par écrit pour mieux le comprendre.

#### Inscriptions royales

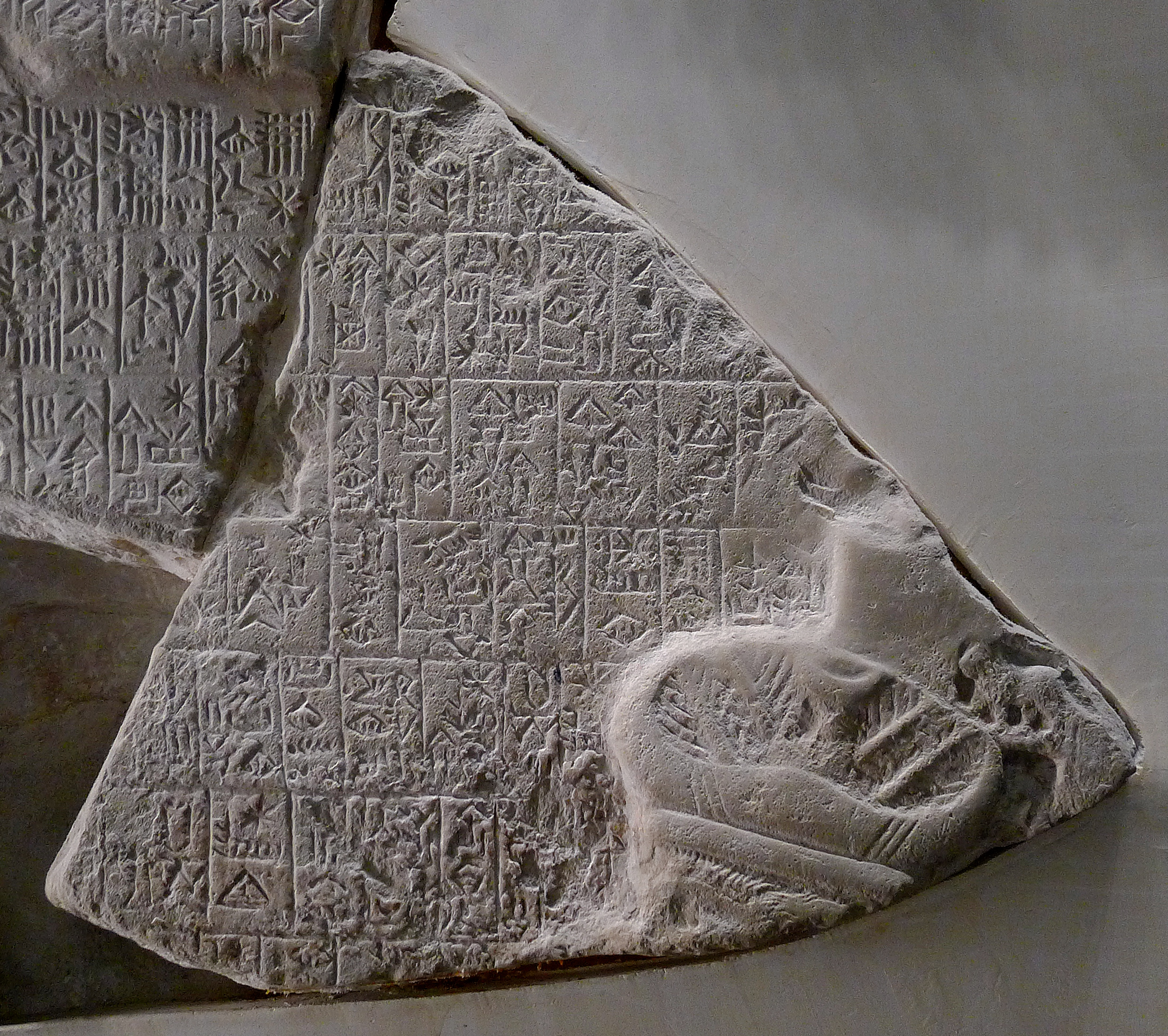
Fragment de l'inscription commémorative de la Stèle des vautours, Girsu, musée du Louvre.

Les inscriptions à but commémoratif écrites à l'initiative des souverains ou de membres de la cour et destinées avant tout à un auditoire divin constituent un corpus très important du point de vue quantitatif. Il s'agissait souvent de dédicaces simples inscrites sur de petits objets, comportant simplement l'identité du dédicant (avec sa fonction, souvent le nom d'un ou deux ancêtres), du dieu invoqué et de l'acte accompli et commémoré (offrande, construction de temple, victoire militaire). Avec le temps, ces textes s'allongèrent et devinrent de plus en plus détaillés sur le contexte des actions commémorées. Ils concernent surtout des actes pieux comme des offrandes, des restaurations de temples parfois présentées très longuement comme sur les deux cylindres de Gudea détaillant comment le dieu Ningirsu était apparu en rêve à Gudea pour lui ordonner de construire son grand temple, puis décrivant la construction du temple et les festivités d'accueil des divinités du royaume dans le sanctuaire. Les actes militaires étaient également rapportés, par exemple sur le texte de la Stèle des vautours d'E-anatum et le Cône d'En-metena relatant les conflits entre Lagash et Umma. Plus rarement, c'était le rôle du roi en tant que garant de la justice qui était célébré : les textes des « réformes » d'Urukagina dans lesquels ce roi dit avoir restauré la justice sociale et l'ordre voulu par les dieux dans son royaume, et les deux « codes de lois » sumériens, le Code d'Ur-Nammu d'Ur et le Code de Lipit-Ishtar d'Isin, qui sont en fait des textes à la gloire du souverain dans lesquels sont détaillées les décisions de justice qu'il a prises (les « lois »). Ces textes visaient à faire passer à la postérité les accomplissements dont les souverains étaient les plus fiers, suivant l'idéologie politique de l'époque.

#### Historiographie
« Enlil fit sortir des montagnes ceux qui ne ressemblent à aucun autre peuple, qui ne font pas partie du Pays (de Sumer), les Gutis, un peuple qui n'a pas de morale, qui a un esprit humain mais des instincts canins et des traits simiesques. Comme des oiseaux ils ont fondu sur le sol en grandes nuées. À cause d'Enlil, ils ont étendu leurs bras sur la plaine comme un filet pour animaux. Rien n'échappait à leur étreinte, nul ne quittait leur prise. »

— La chute d'Akkad, d'après la Malédiction d'Akkad.

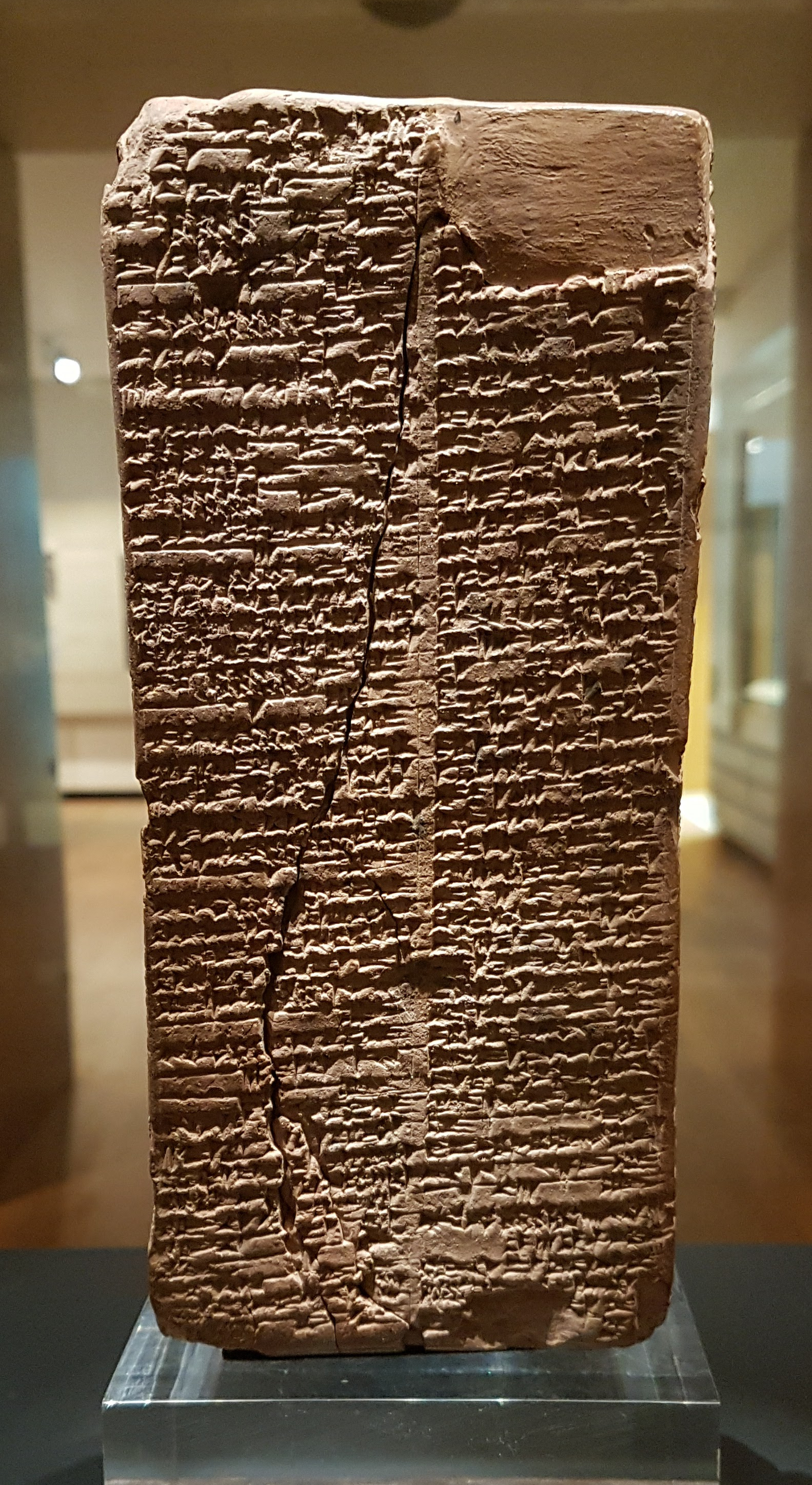
Copie de la Liste royale sumérienne (« prisme Weld-Blundell ») provenant de Larsa, Ashmolean Museum.

Les scribes sumériens sont allés plus loin en développant des textes de nature historiographique revenant sur des événements antérieurs et les réinterprétant suivant leur vision de l'histoire. C'est le cas de la Liste royale sumérienne, dont la première version date au moins de la période d'Ur III et dont la version ultime, de celle d'Isin-Larsa, qui présentait l'histoire de la royauté en Mésopotamie depuis que celle-ci a été transmise aux hommes par les dieux : elle passe successivement à plusieurs dynasties choisies par les dieux qui exercent la royauté jusqu'à ce que les faveurs divines passent à un rival, pour des raisons qui ne sont pas développées. Ce texte met ainsi de côté le fait que durant une large partie de son histoire le pays de Sumer avait été divisé politiquement, et laisse dans l'ombre des royaumes importants comme celui de Lagash. Le passage du pouvoir d'une dynastie à une autre a fait l'objet de réflexions plus poussées, qui ont abouti à la rédaction de textes détaillés. La Malédiction d'Akkad revient sur la chute de l'empire d'Akkad, et en donne sans doute la version officielle des rois d'Ur III, au moment où ceux-ci ont repris le flambeau de la royauté et cherchent à légitimer leur position : le roi Naram-Sin d'Akkad aurait perdu les faveurs du grand dieu Enlil avant de l'outrager en détruisant son temple, ce qui aurait déchaîné sur lui et son empire la vengeance divine par le biais des Gutis, peuple barbare qui saccagea alors la Mésopotamie. Ce genre d'explication fut reprise par les successeurs des rois d'Ur, notamment les rois d'Isin, pour expliquer leur chute, évoquée dans plusieurs textes dits de Lamentations, qui racontent comme les dieux, en premier lieu Enlil, avaient cessé de soutenir Ur et laissé des ennemis étrangers dévaster les grandes villes sumériennes.

#### Épopées
Les textes de glorification des souverains renvoient à des textes qualifiés d'« épiques » par les spécialistes modernes, en premier lieu le cycle des rois semi-légendaires d'Uruk, qui fut sans doute couché par écrit à partir de sources plus anciennes durant l'époque des rois d'Ur III, eux-mêmes originaires d'Uruk et présentés comme appartenant à la même lignée que les anciens rois glorieux de cette cité. Le premier groupe de textes concerne la rivalité entre les rois d'Uruk Enmerkar et Lugalbanda et la cité d'Aratta, située quelque part dans les montagnes iraniennes, et contre laquelle ils triomphent toujours grâce à leur intelligence ; un de ces récits donne d'ailleurs une version sumérienne de l'invention de l'écriture. L'autre roi d'Uruk célébré par plusieurs textes épiques est Gilgamesh. La tradition le concernant est plus complexe, car ce personnage est également vu comme un dieu des Enfers. Les textes le concernant en tant que roi d'Uruk évoquent sa rivalité avec les rois de Kish ou encore les combats épiques dans lesquels il triomphe du monstre Huwawa et du Taureau céleste avec l'aide de son acolyte Enkidu, récits qui ont par la suite été repris par les scribes akkadiens pour composer l’Épopée de Gilgamesh.

#### Hymnes et prières

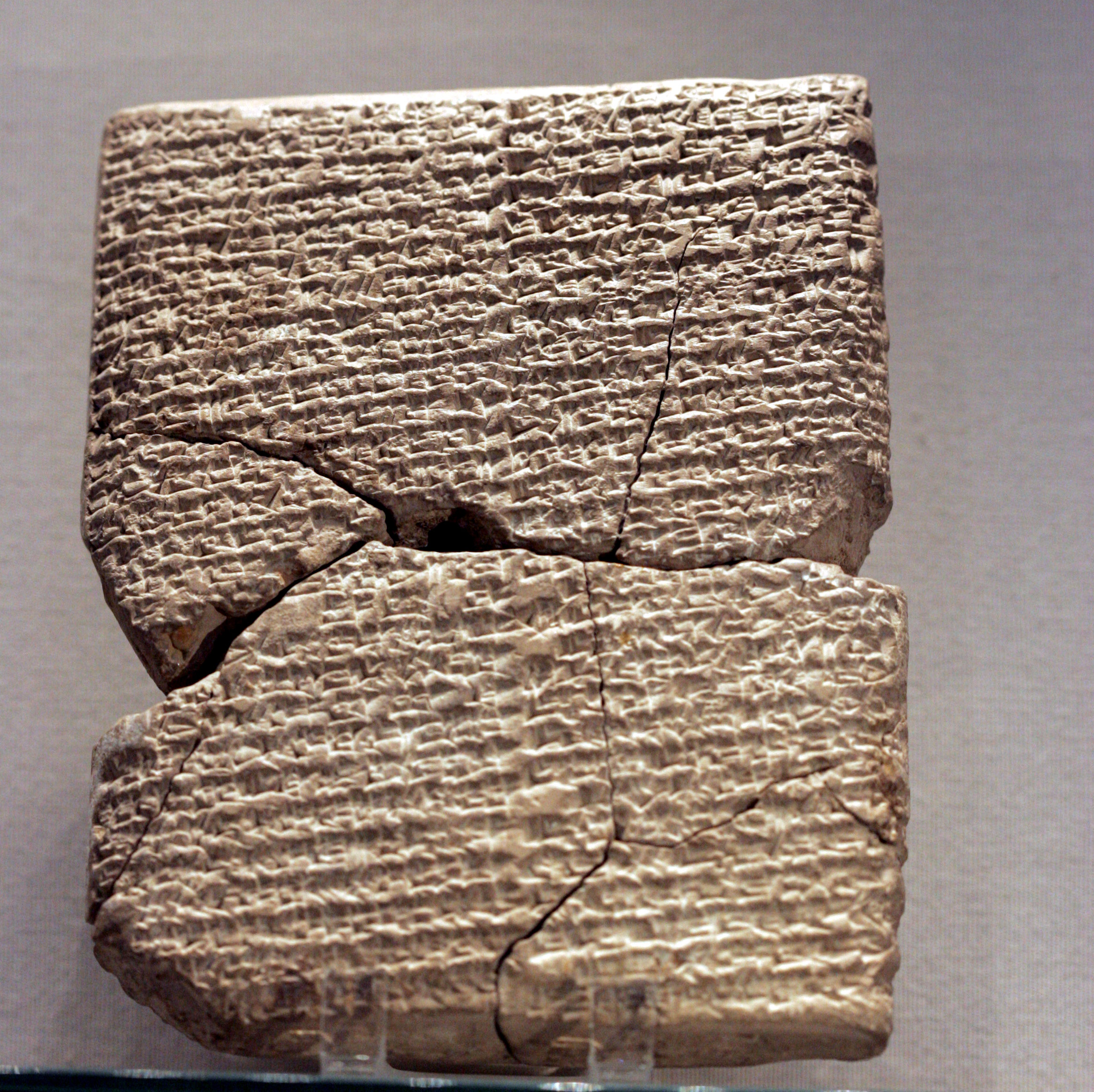
Tablette d'un hymne dédié au roi Ur-Nammu, 2100 av. J.-C., musée du Louvre.

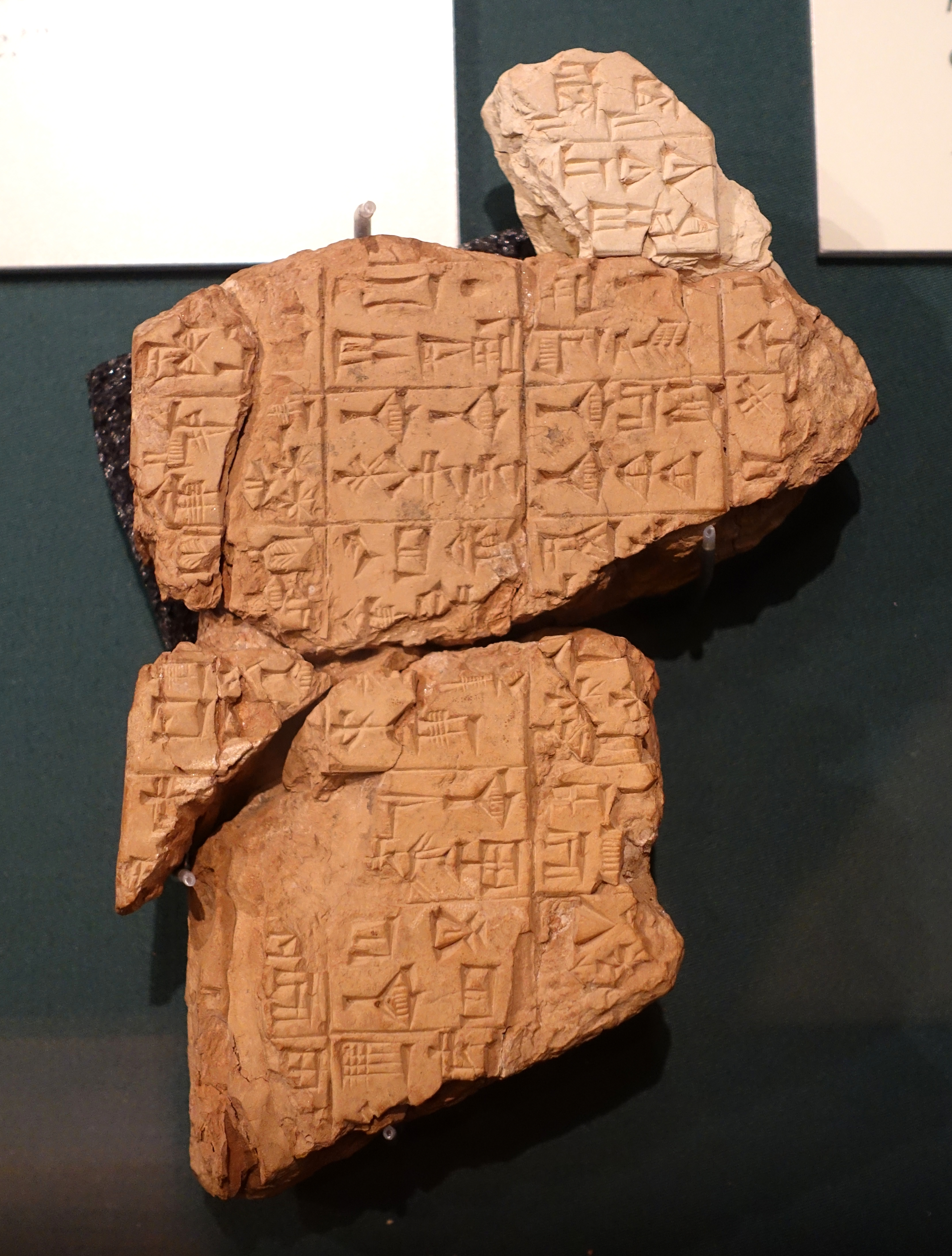
Fragment des Instructions de Shuruppak mis au jour à Adab (Bismaya). Vers 2600-2500 av. J.-C. Musée de l'Oriental Institute de Chicago.

Un dernier type de texte de glorification des rois et des dieux est celui des « hymnes », compositions de nature poétique sans doute destinées à être chantées avec un accompagnement musical impossible à restituer. Les plus anciens hymnes connus ne sont pas destinés aux dieux, mais à leurs temples dont la majesté est célébrée. Les hymnes divins sont nombreux et variés, vantant la splendeur des grands dieux et leurs qualités. Les souverains firent également l'objet de telles célébrations, en particulier quand ils ont commencé à vouloir accéder à la divinité : les rois d'Ur III ont fait l'objet de nombreux hymnes chantant leur charisme, leur beauté, leurs accomplissements ; ceux destinés à Shu-Sîn ont la particularité d'avoir une tonalité érotique, sans doute en lien avec le rituel du mariage sacré. Le genre des prières royales, cherchant à attirer les bonnes grâces des dieux sur les monarques, est apparenté à celui des hymnes. Certains des textes des hymnes et des lamentations sont écrits dans une variante spécifique du sumérien appelée eme-sal sorte de « langue raffinée » apparue au début du IIe millénaire et pratiquée jusqu'à la fin du Ier millénaire, ce qui en fait la forme de littérature sumérienne attestée le plus tardivement.

#### Mythes
Les textes de nature mythologique sont centrés sur les dieux. Ils visent à expliquer l'organisation du monde telle que la concevaient les prêtres sumériens. Ils sont aussi bien consacrés aux origines du monde qu'à celles de l'homme, et à la mise en ordre de celui-ci, la transmission des techniques aux hommes par les divinités, au premier rang desquels se trouve le dieu sage Enki (Enki et Ninmah, Enki et l'ordre du monde). Certains s'intéressent aux relations entre les divinités, comme les récits sur les amours tumultueuses de la déesse Inanna et du dieu Dumuzi (en particulier la Descente d'Inanna aux Enfers). Un autre, le Lugal-e, relate le combat du dieu guerrier Ninurta contre le démon Asag. Le célèbre mythe du Déluge mésopotamien est quant à lui attesté d'abord dans un récit en akkadien (Atrahasis, v. XVIIIe siècle av. J.-C.), puis repris plus tard (au XVIe siècle av. J.-C.) dans un texte en sumérien (la Genèse d'Eridu).

#### Sagesses
« Un lion avait capturé une chèvre. Elle lui dit : « Relâche-moi ; je te donnerai une brebis, une mienne compagne, bien grasse ! » Le lion dit : « Si je dois te relâcher, dis-moi d'abord ton nom ! » La chèvre répond au lion : « Tu ne connais pas mon nom ? Mon nom est « Je me montre avisée envers toi » (unum-mu-e-da-ak-e) ». Lorsque le lion, plus tard, parvient à l'enclos, il rugit : « Je t'ai relâchée ! » Elle lui répond de là et lui dit : « Tu m'as relâchée ; tu t'es montré avisé, parce que les moutons ne sont pas ici ! »

— Une fable sumérienne : Le lion et la chèvre,.

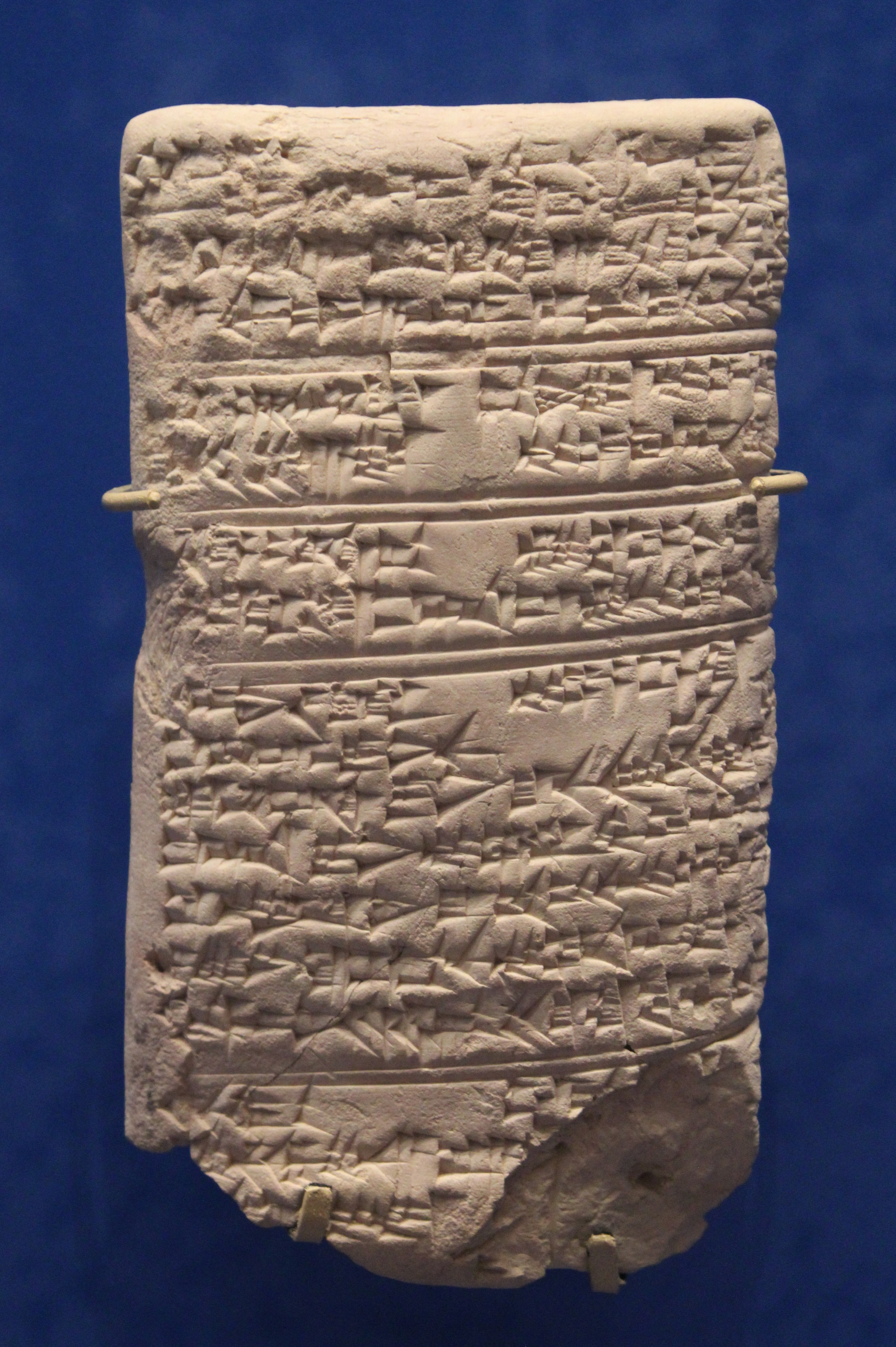
Recueil de proverbes en sumérien. Période paléo-babylonienne (v. 1900-1600 av. J.-C.). Ashmolean Museum.

Enfin, il convient d'évoquer ici le genre des textes de « sagesses ». Cette appellation regroupe un ensemble hétéroclite de textes à but moralisant, présentant généralement une vision conservatrice et prudente de l'action humaine : respect des dieux, des aînés, de la famille, modération dans les actes, etc. Il s'agit de conseils d'un père à son fils (Instructions de Shuruppak), de collections de proverbes et de fables courtes, de satires, de contes moraux et de tensons, joutes verbales opposant deux entités (Houe et Charrue, Argent et Cuivre, Brebis et Grain), l'une étant déclarée vainqueur à la fin.

### Les sciences

#### La nature des «sciences» sumériennes
Les savants sumériens ont laissé peu de textes que l'on qualifierait de « scientifiques » au regard des critères modernes, les savoirs techniques se transmettant alors surtout oralement. L'étude des sources disponibles montre pourtant que les sumériens disposaient de connaissances dans divers domaines qui avaient dû nécessiter des observations, des réflexions puis des mises en pratique élaborées, et qu'ils en savaient donc sans doute plus qu'on ne pourra le découvrir. Leurs accomplissements dans des domaines comme la métallurgie, la teinture, l'artisanat du parfum, ou encore l'architecture et l'irrigation démontrent qu'ils avaient des savoirs avancés dans le domaine de la chimie ou des sciences physiques. Les listes lexicales indiquent pour leur part que les lettrés avaient observé et analysé des éléments de zoologie, de botanique et de minéralogie, en cherchant à regrouper leurs observations par catégories. Mais ils n'ont pas développé de savoir théorique écrit dans ces matières, la finalité de ces connaissances étant pratique. Du reste, ils ont privilégié des réflexions de type « scientifique » reposant sur la tentative de tirer des leçons de ce qu'ils observaient dans leur monde pour des domaines qui nous paraissent irrationnels comme la divination, plus importants dans les conceptions des savants de l'époque, qui étaient avant tout des membres du clergé (devins, exorcistes).

#### Remèdes médicaux
Un premier domaine documenté par un texte technique est celui de la pharmacologie. Un long traité de pharmacopée en sumérien fut couché par écrit durant la période d'Ur III. Il comprend une liste de remèdes élaborés à partir de substances végétales, animales et minérales : onguents, remèdes obtenus par décoction, potions à ingérer souvent obtenues par une poudre médicinale dissoute dans de la bière. Mais il n'y a pas de tablette de la même époque documentant les maladies pour lesquelles étaient prescrits les remèdes dont la recette était fournie, laissant ainsi tout un pan de la médecine sumérienne en dehors du champ de nos connaissances.

#### Numération et mathématiques
Le domaine des mathématiques est bien mieux documenté, par le biais de ses applications pratiques et non pas par ses aspects théoriques. La documentation sur cette discipline étant abondante pour la première moitié du IIe millénaire, on a longtemps vu cette période comme celle de l'essor des mathématiques mésopotamiennes, la période sumérienne étant vue comme relativement pauvre de ce point de vue. Les analyses récentes ont réévalué la dette que les mathématiques antiques devaient aux Sumériens. Les systèmes numériques et métrologiques, bien documentés depuis les débuts de l'écriture, ont fait l'objet de nombreuses études. Comme vu précédemment les systèmes de mesures n'étaient pas unifiés : les poids, superficies, longueurs, capacités, etc. avaient leurs propres unités avec des rapports entre elles qui ne correspondaient pas à ceux employés dans les autres systèmes de mesure. Nombreux à l'origine, ils furent peu à peu simplifiés, sans jamais être uniformisés pour autant. Pour les convertir, les scribes avaient élaboré un système de conversion de type sexagésimal (de base 60) qui devint la caractéristique du système numérique mésopotamien. La notation positionnelle se développa à partir de la fin de la période d'Uruk pour triompher à la période d'Ur III. De cette dernière période date également la plus ancienne table d’inverses de base 60 connue, servant à faciliter les calculs. Les tablettes d'exercices mathématiques connues pour le IIIe millénaire confirment que ces connaissances avaient un but pratique : il s'agit d'exercices de calcul de surfaces de champs, de constructions, etc. Ces connaissances sont souvent présentées comme essentiellement algébriques, mais en fait leur finalité est souvent géométrique. Il importait en effet aux gestionnaires des domaines des institutions de pouvoir évaluer les capacités de production des terres agricoles en mesurant les surfaces de différentes formes (carrés, rectangles, quadrilatères irréguliers, etc.), la quantité de grain à ensemencer et la récolte attendue, les besoins en matières premières pour la transformation alimentaire (les quantités de malt et d'orge nécessaires pour produire une quantité désirée de bière) ou les constructions, etc. C'est sur ces bases que l'essor des mathématiques mésopotamiennes put s'accomplir au début du IIe millénaire,.

## Arts

### Glyptique
Les sceaux-cylindres, développés à partir du milieu du IVe millénaire, sont caractéristiques de la civilisation mésopotamienne. Il s'agit, comme leur nom l'indique, de petits cylindres ayant pour fonction d'identifier leur détenteur sur des documents, en les déroulant sur une surface d'argile afin de prendre l'empreinte du texte. Ils sont généralement taillés dans de la pierre. Bien que leur fonction soit avant tout juridique et administrative, leur apparition participant au développement des outils de comptabilité durant la période d'Uruk, ils servirent également de support à l'expression iconographique sumérienne. Leur déroulement offrait aux graveurs la possibilité de représenter des scènes complexes, parfois sur deux registres, qui pouvaient être reproduites à l'infini. De nombreux sceaux-cylindres nous sont parvenus parce qu'ils étaient enterrés avec leurs détenteurs qui leur attribuaient sans doute une fonction symbolique ou bien les voyaient comme une sorte d'amulette protectrice. Le décor d'un plus grand nombre encore nous est parvenu par le biais des tablettes sur lesquelles ils avaient été imprimés, même si l'objet a disparu.
Les spécialistes de la glyptique mésopotamienne (l'art de graver les sceaux) distinguent plusieurs phases d'évolution du répertoire iconographique des sceaux-cylindres, depuis leur origine jusqu'à la fin de la période sumérienne. Les sceaux de la période d'Uruk, les plus anciens, sont marqués par l'esprit « humaniste » de l'époque : ils représentent des scènes de la vie quotidienne des hommes (travaux agricoles, artisanat), le roi dans l'aspect symbolique de sa fonction (notamment en train de nourrir des animaux) ; des animaux, réels ou imaginaires (hybrides) sont souvent aussi mis en scène. Au IIIe millénaire av. J.-C., les thèmes mythologiques et cultuels prennent le devant. Durant la période des dynasties archaïques, le thème du héros maîtrisant des animaux sauvages ou hybrides est très diffusé ; les représentations de dieux, caractérisés par leur tiare à cornes se multiplient ; les scènes de banquet cultuel sont également très courantes. Durant la période d'Akkad, les divinités sont très couramment représentées dans des scènes mythologiques relativement homogènes mais dont le sens exact nous échappe car elles n'ont pas de parallèle dans la documentation écrite. Cette époque et surtout celle d'Ur III voient également le développement des « scènes de présentation », représentant un homme introduit par sa divinité protectrice devant une divinité ou un souverain: ces scènes devinrent très populaires durant les siècles suivants.

Exemples de la glyptique sumérienne
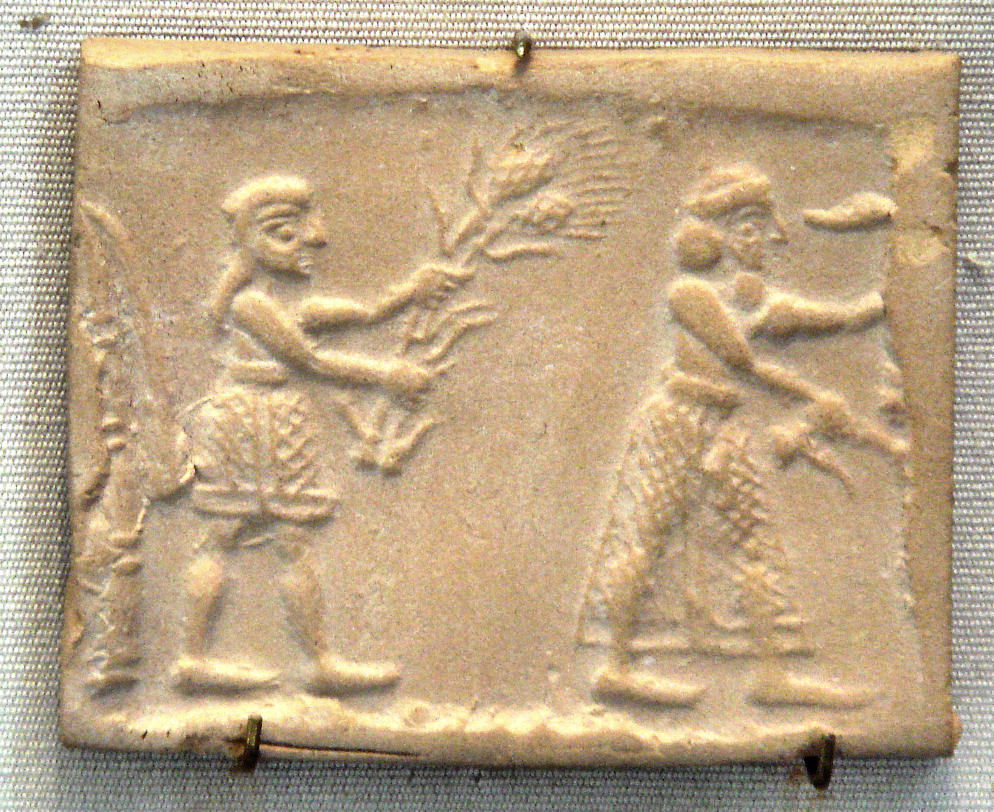
Le roi-nourricier sur un sceau de la fin de la période d'Uruk.
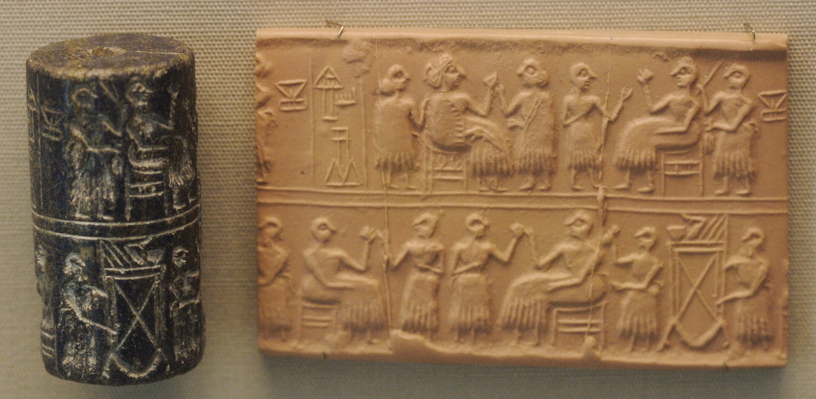
Scène de banquet de la période des dynasties archaïques (sceau de la Dame Pu-abi d'Ur).
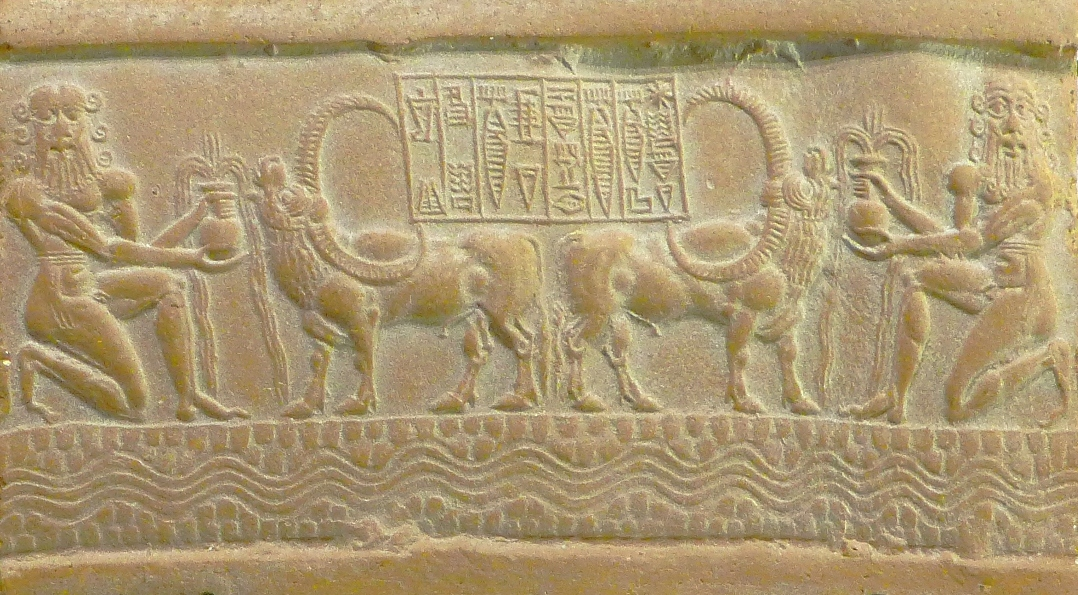
Empreinte du sceau-cylindre d'Ibni-sharrum, scribe du roi Shar-kali-sharri, période d'Akkad, Musée du Louvre.
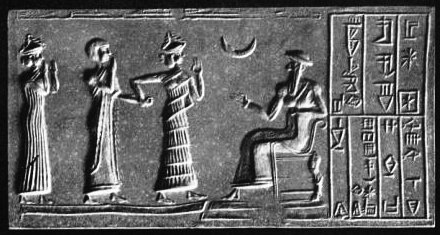
Scène « de présentation » de la période d'Ur III.

### Sculpture
De nombreuses statues ont été exhumées sur des sites sumériens. Malgré l'état fragmentaire de bon nombre d'entre elles, il est possible de dégager quelques grandes tendances d'évolution. Les sculpteurs sumériens réalisaient aussi bien des œuvres en ronde-bosse que des bas-reliefs. Ils privilégiaient comme sujets la glorification de leurs souverains et de leurs dieux.
Des périodes d'Uruk et de Djemdet Nasr datent plusieurs statues en ronde-bosse exhumées à Uruk, dont la tête en calcaire de la « Dame de Warka », ainsi que des sculptures sur bas-reliefs, comme la « stèle de la chasse » représentant un souverain en train de chasser des animaux, et le grand vase sculpté, figurant sur plusieurs registres une procession portant des offrandes à une déesse, sans doute Inanna.

Sculptures des périodes d'Uruk et de Djemdet Nasr
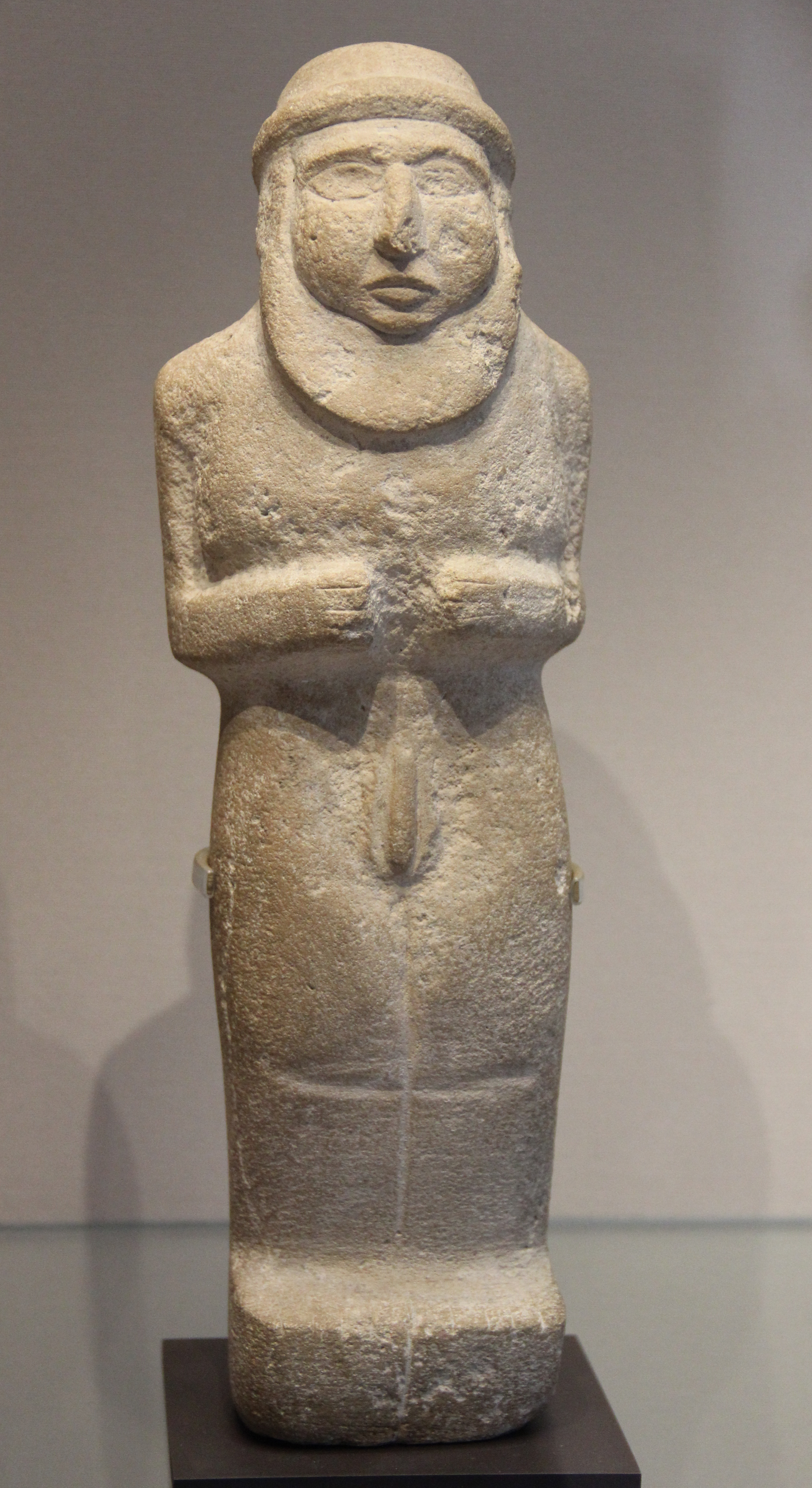
Statuette de « roi-prêtre ». Musée du Louvre.
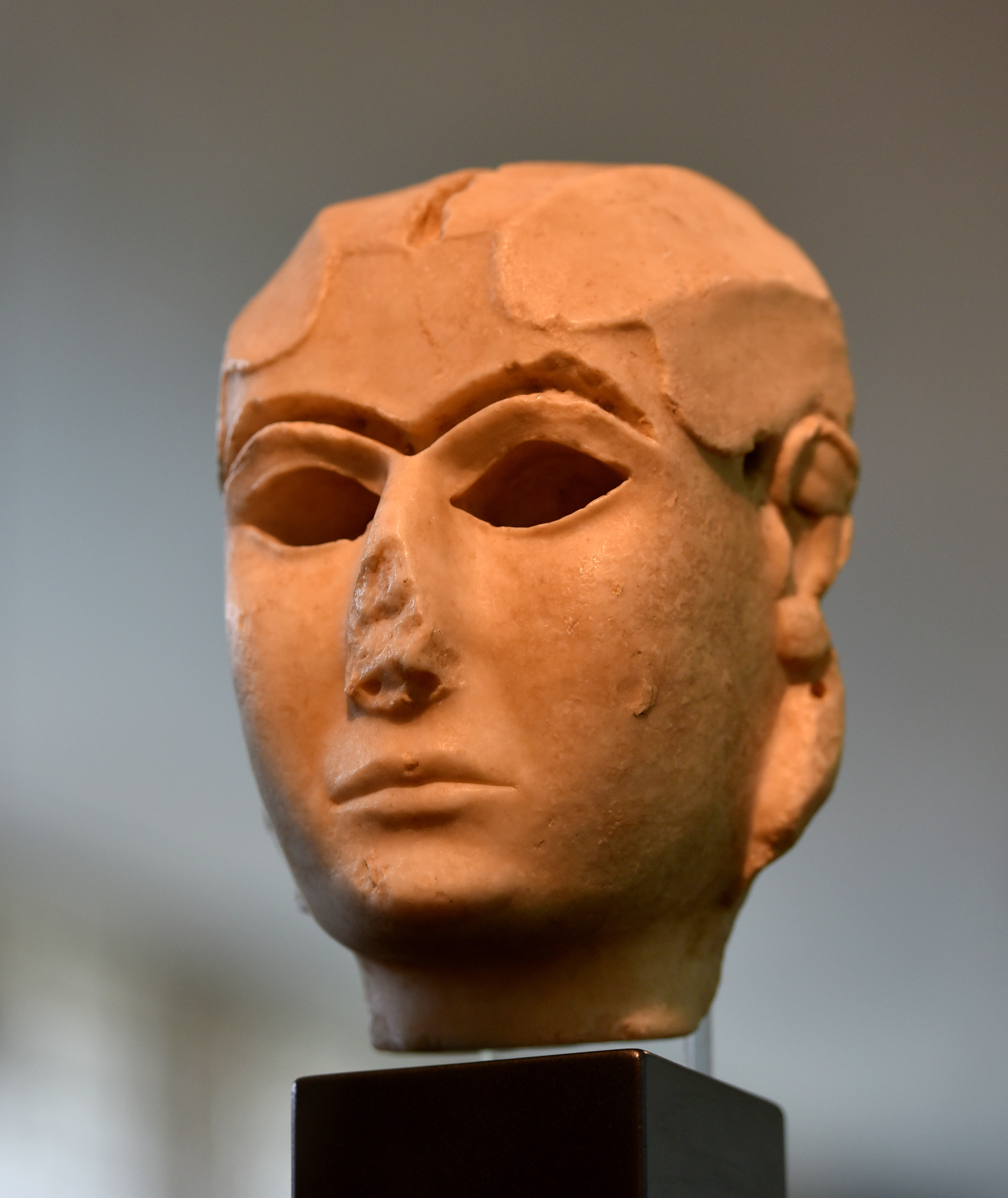
Tête de femme retrouvée à Uruk, ou « Dame de Warka ». Musée national d'Irak.
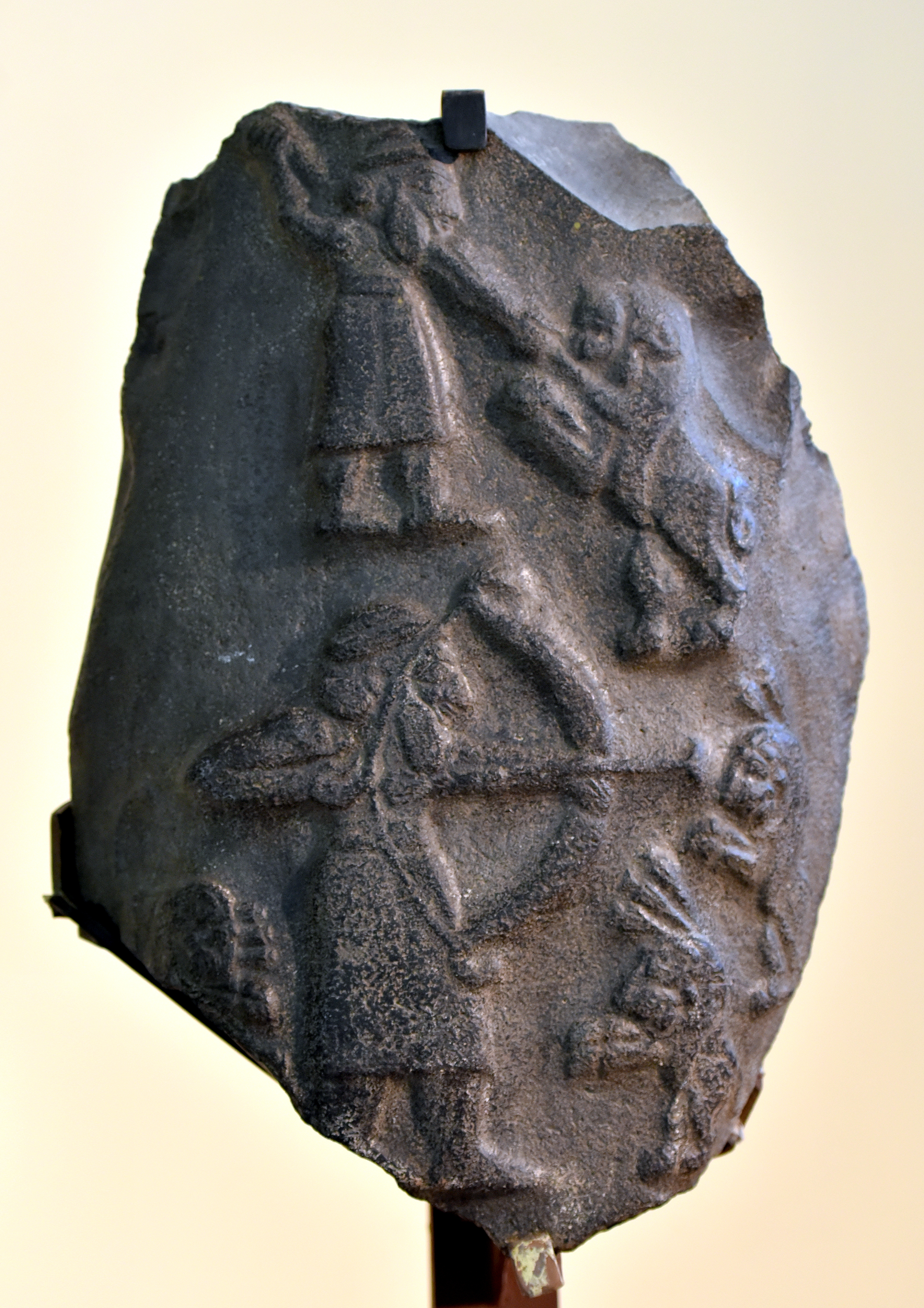
Stèle de la chasse d'Uruk. Musée national d'Irak.
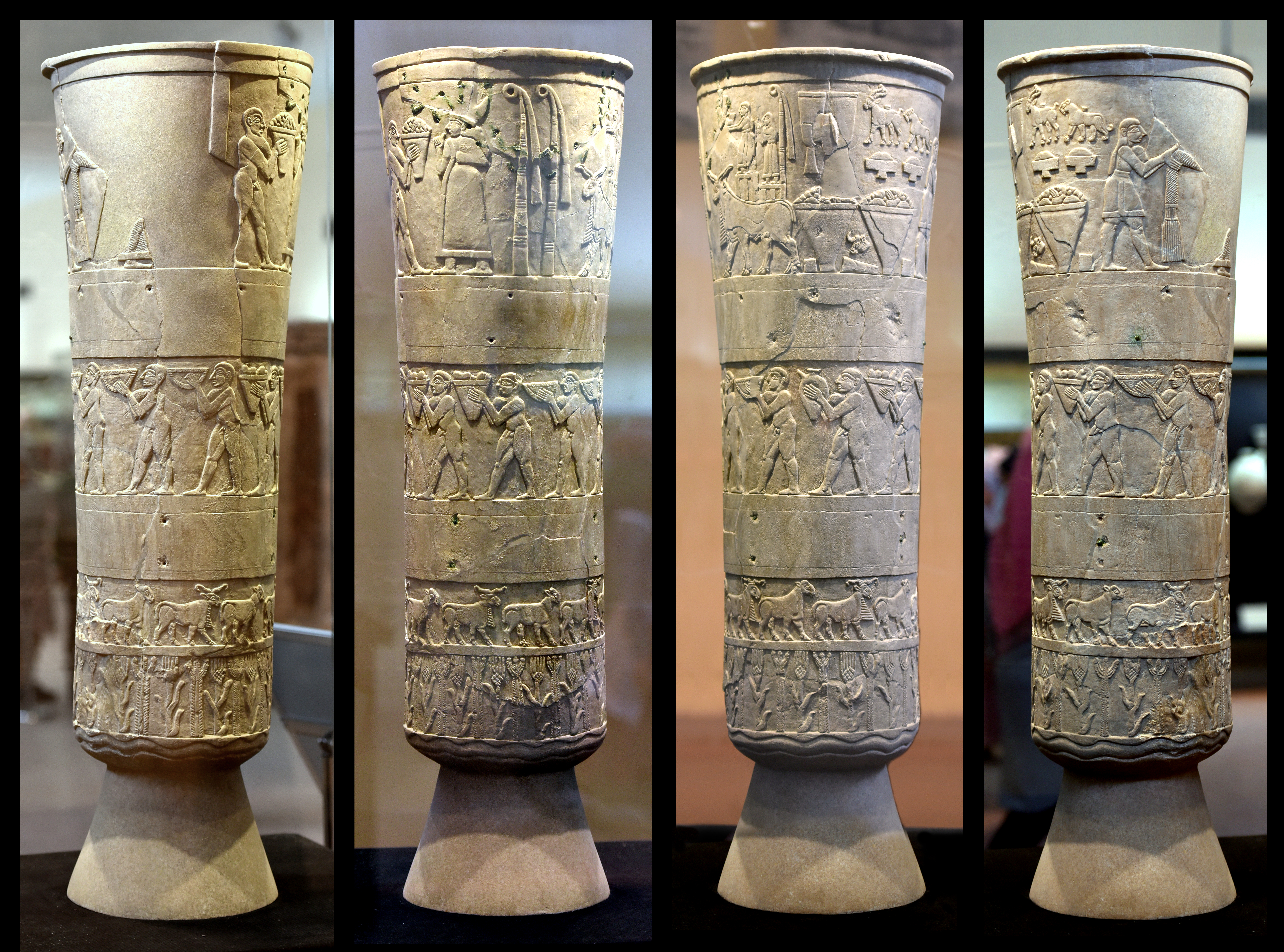
Le vase d'Uruk, sur ses différentes faces. Musée national d'Irak.

Pour la période des dynasties archaïques, les sites du pays de Sumer (et ceux aussi de la Diyala et de la Syrie) ont livré des statues d'humains en position d'orants ou de prière, qui avaient été déposées dans des temples pour obtenir des faveurs de la part des dieux. Les personnages masculins portent souvent une jupe désignée par le terme grec kaunakès, qui peut être unie ou avec des franges. Le matériau privilégié pour ces sculptures est l'albâtre,,. De la même période datent des bas-reliefs remarquables. La « stèle des vautours » retrouvée à Girsu, sculptée sur deux faces de plusieurs registres, commémorait la victoire de Lagash sur sa voisine et rivale Umma, mais elle est dans un état très fragmentaire qui ne permet que d'en imaginer la qualité originelle ; un des aspects les plus remarquables de cette œuvre est l'association qu'elle fait entre les images et le texte qui l'accompagne, une première dans l'histoire de l'art sumérien, montrant le développement de la narration historiographique. Le site de Girsu a également livré plusieurs bas-reliefs exécutés sur des plaques quadrangulaires perforées en leur centre, qui devaient avoir une fonction votive ; les thèmes des scènes représentées renvoient à celles de la glyptique et des autres formes d'art contemporaines : scènes de culte à des divinités, animaux mythiques comme l'aigle léontocéphale, célébration du souverain,,.

Sculptures de la période des dynasties archaïques
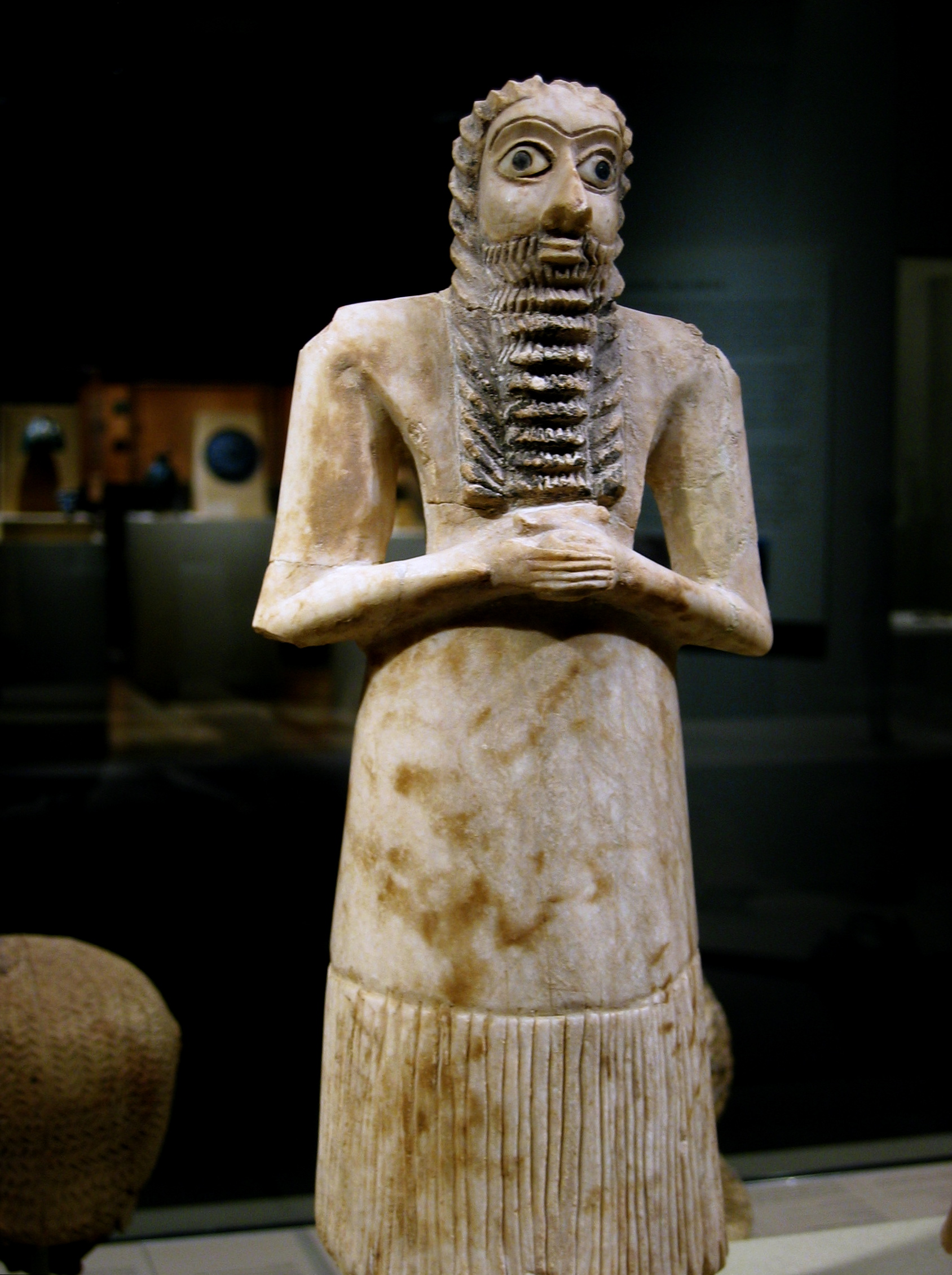
Statue en albâtre représentant un personnage masculin en posture d'orant, Tell Asmar, Metropolitan Museum of Art.
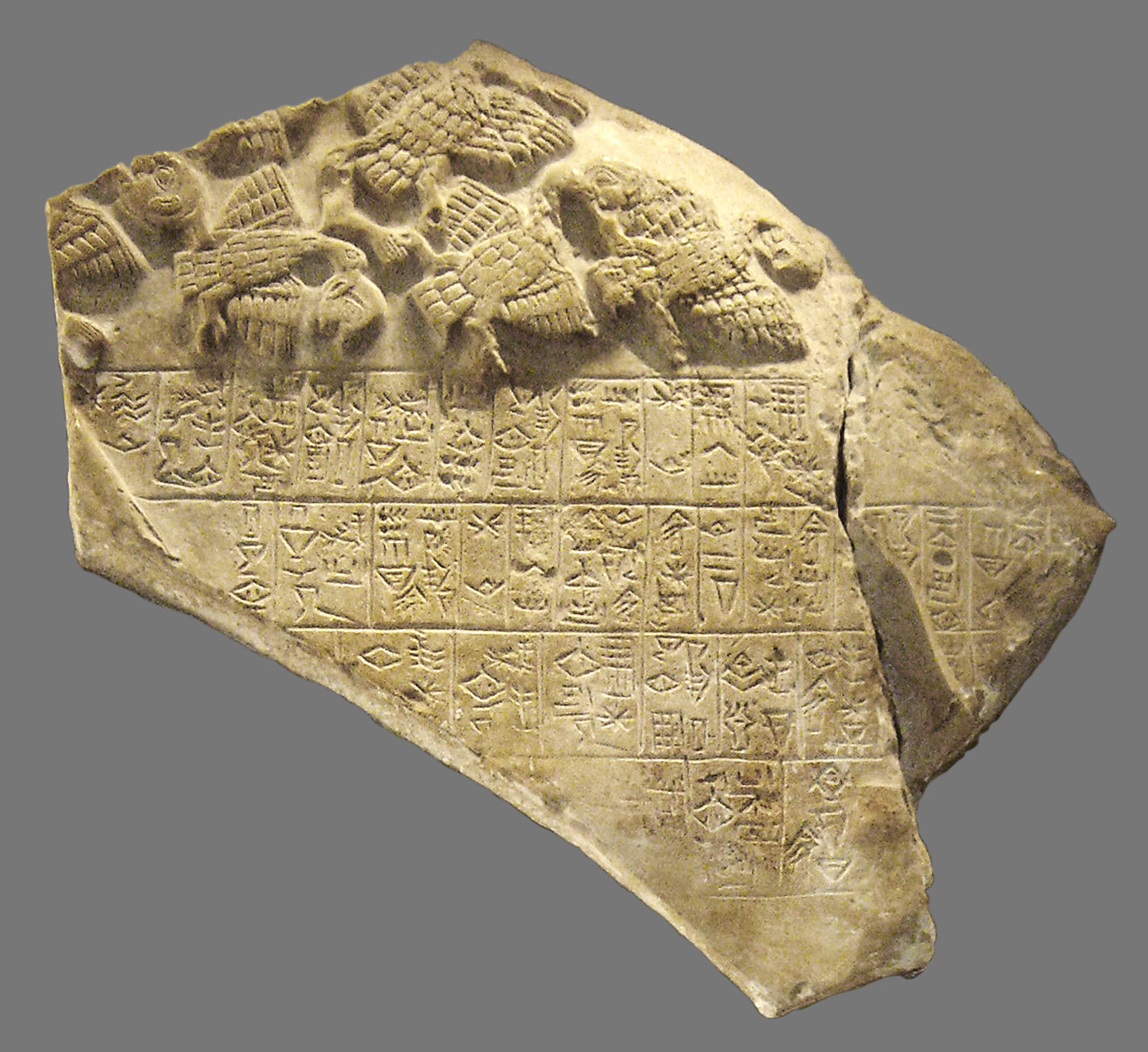
Stèle des vautours du roi En-metena de Lagash, musée du Louvre.
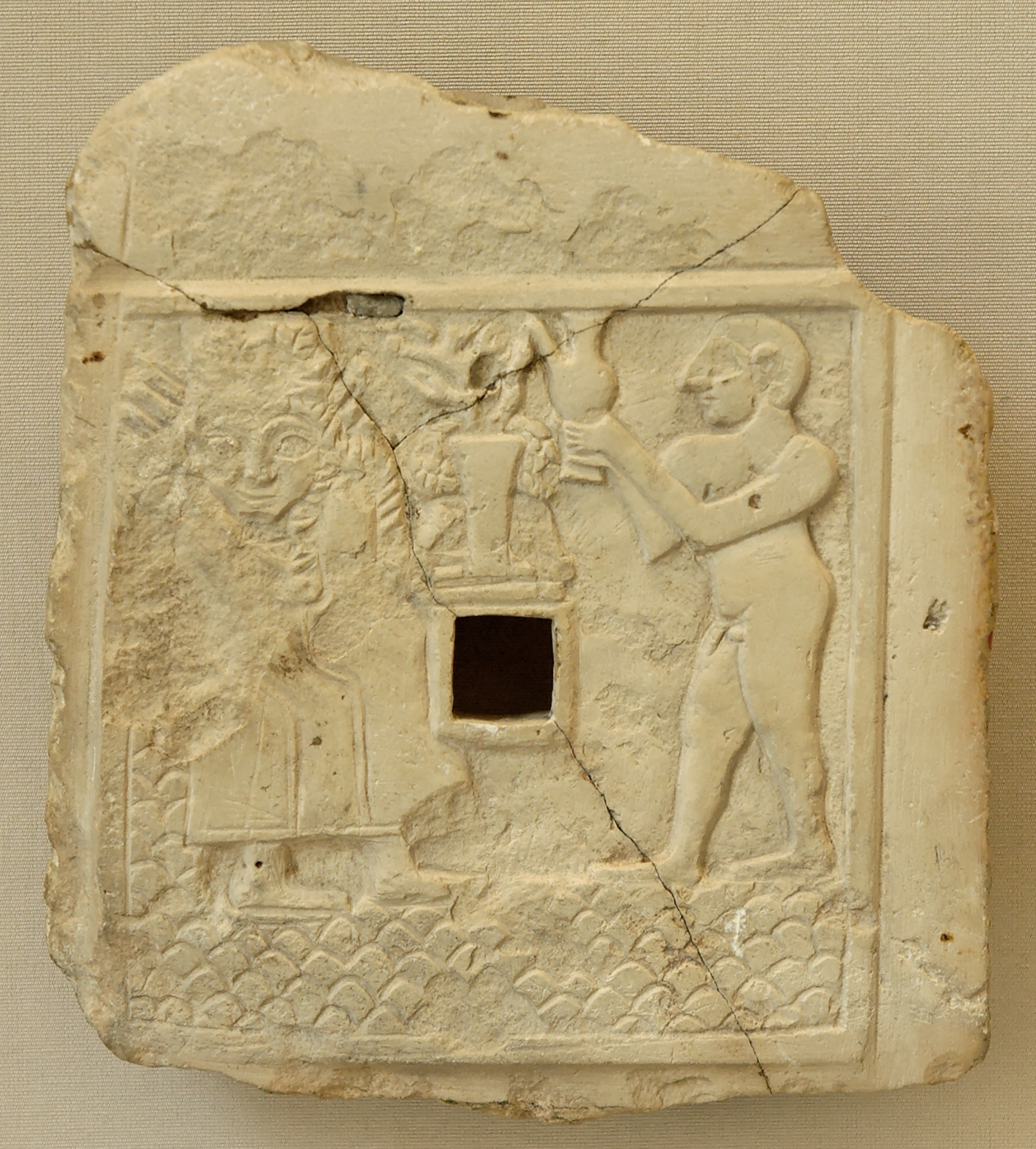
Bas-relief votif perforé provenant de Girsu et représentant une scène de libation devant une déesse, musée du Louvre.

Les artistes de l'empire d'Akkad reprirent les formes de sculpture héritées des dynasties archaïques, notamment les stèles sculptées sur plusieurs registres, célébrant en premier lieu les exploits guerriers des souverains. Cela reflète peut-être une tradition qui devait plus aux ateliers des pays sémites (autour de Kish) qu'à ceux des villes de Sumer. Une des œuvres les plus remarquables de l'art mésopotamien, la stèle de victoire du roi Naram-Sin, comporte des innovations caractéristiques de l'esprit des œuvres de cette période : elle choisit une disposition verticale, symbolisant la volonté du roi de s'élever au-dessus des autres humains, pour accéder à la divinité ; le rendu des personnages insiste plus sur leur beauté physique, leur force musculaire et leurs cheveux. La statuaire en métal connait un développement remarquable durant cette période, grâce à l'utilisation de la technique de la cire perdue, attestée par la tête de statue retrouvée à Ninive représentant un souverain de la période,.

Sculptures de la période d'Akkad
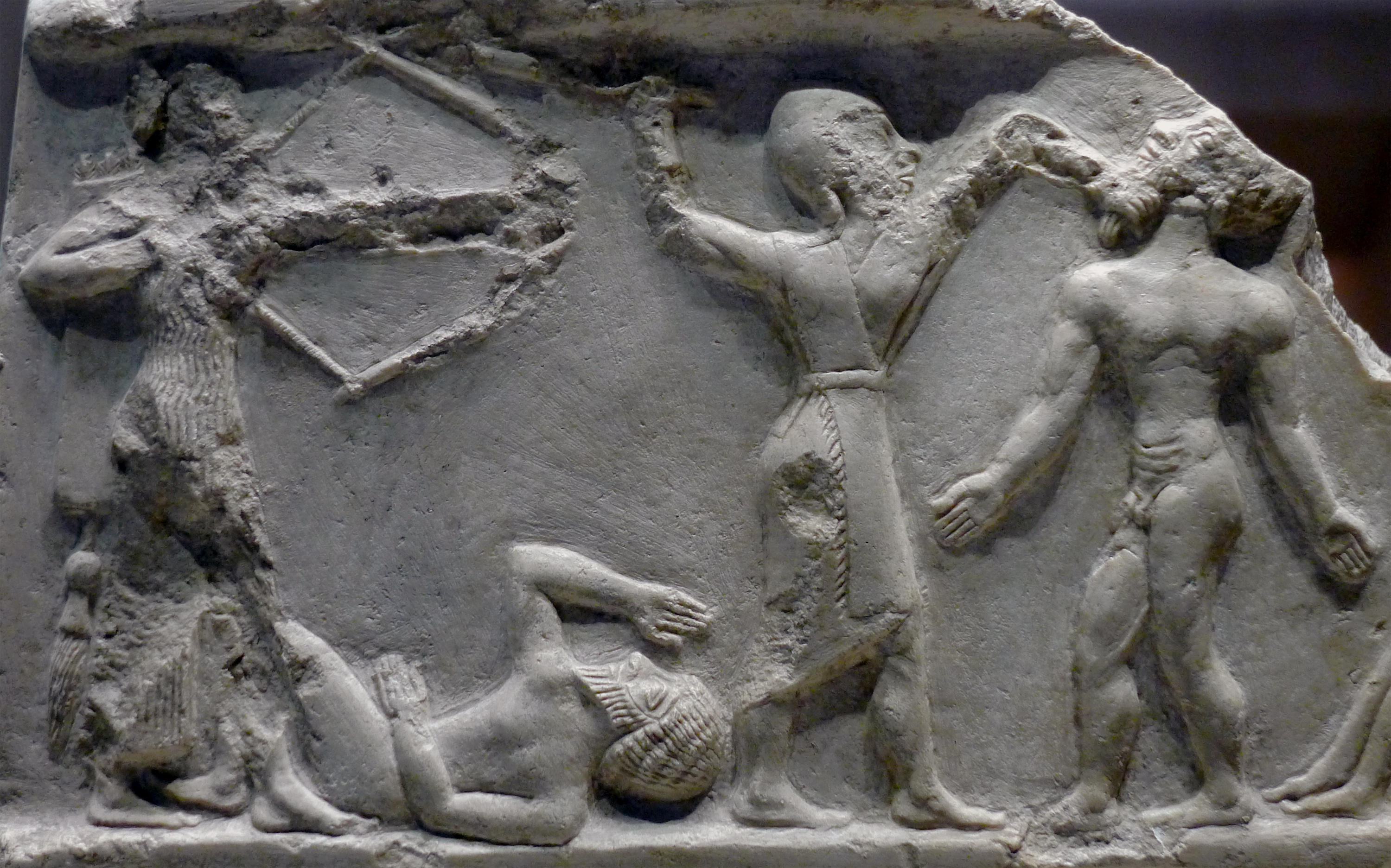
Scène de combat, détail d'une stèle fragmentaire du règne de Rimush ou de Naram-Sin, musée du Louvre.
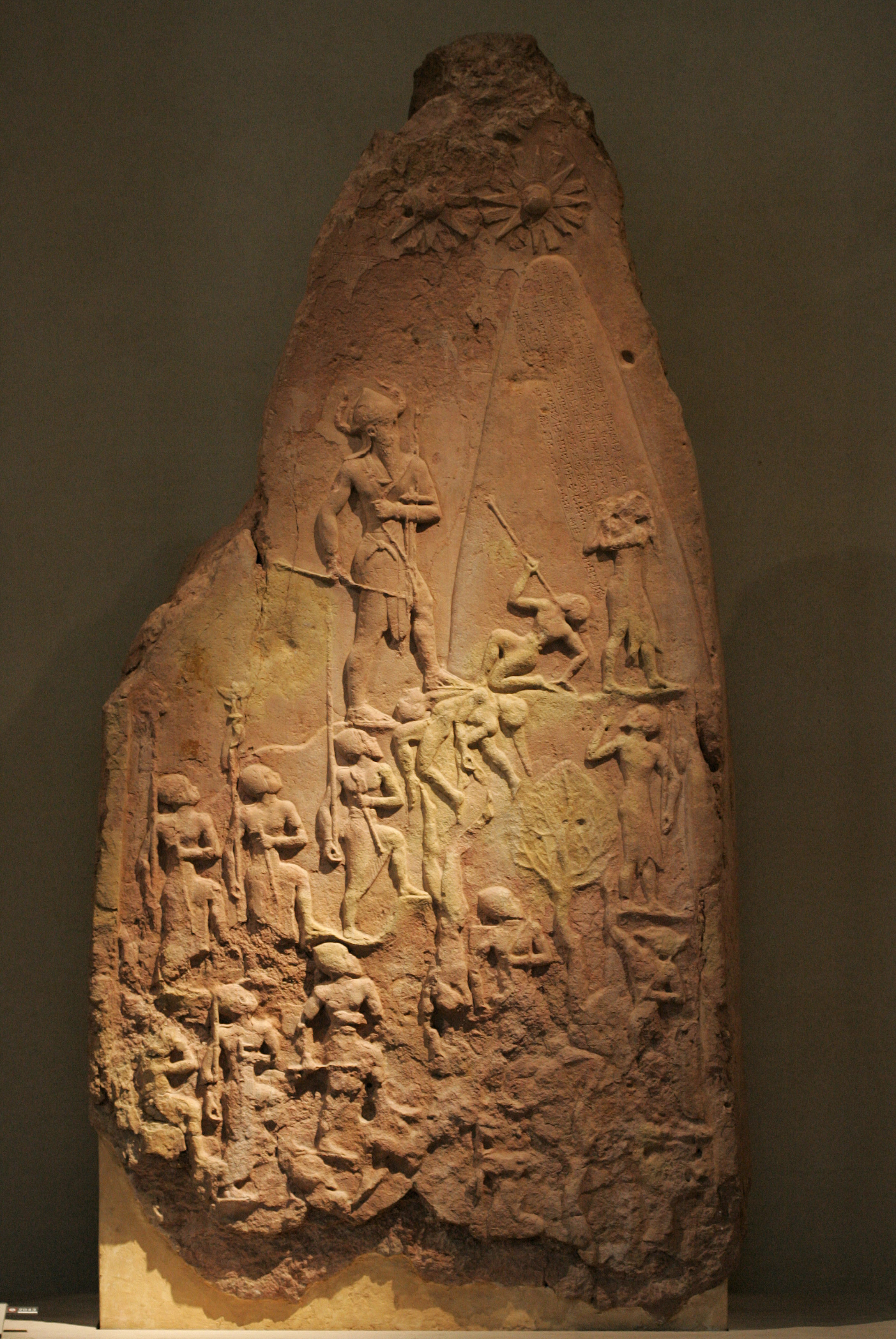
La Stèle de victoire du roi Naram-Sin, musée du Louvre.
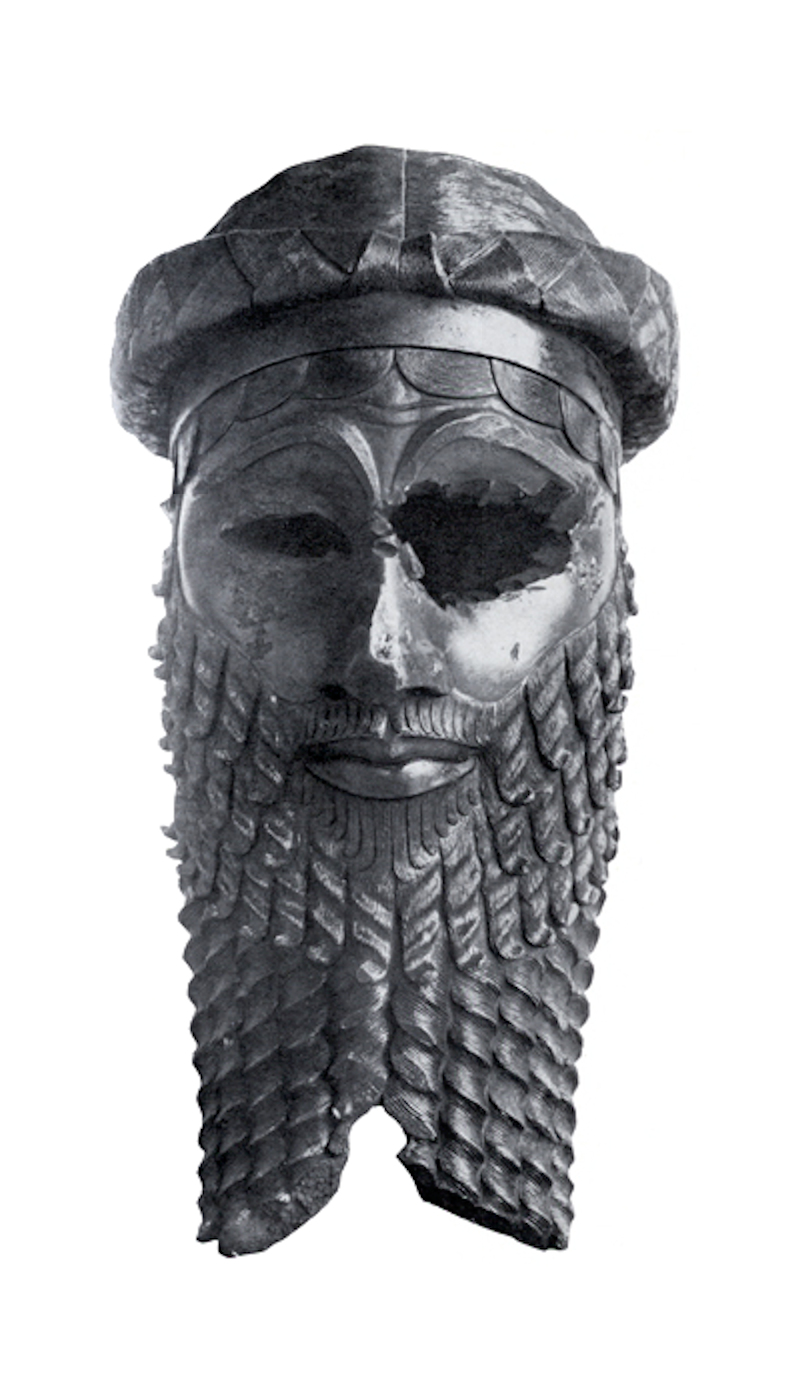
Tête en alliage cuivreux d'un roi d'Akkad retrouvée à Ninive, v. 2250 av. J.-C. Musée national d'Irak.
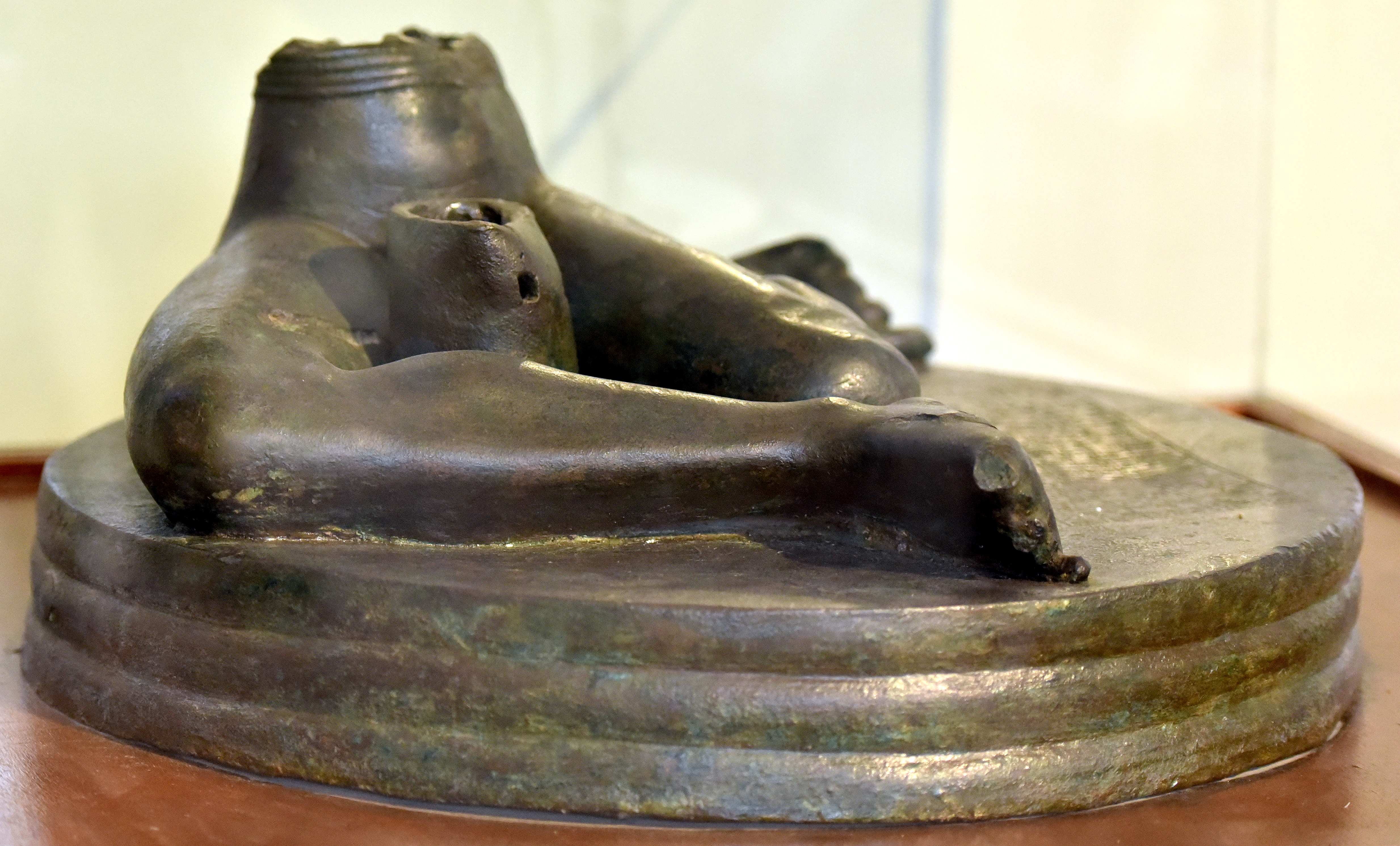
Statue fragmentaire en alliage cuivreux retrouvée à Bassekti. Musée national d'Irak.

Après la chute d'Akkad, une école de sculpture de haute volée s'épanouit à Lagash autour du roi Gudea. Elle est surtout connue par les nombreuses statues de ce souverain réalisées dans la diorite noire importée de la péninsule Arabique et déjà très appréciée par les rois akkadiens. La précision du rendu anatomique de ces statues, qui poussaient encore plus loin l'aspect « réaliste » des œuvres de la période précédente, a contribué à leur donner une place majeure dans les livres d'histoire de l'art mésopotamien. Là encore pourtant, les proportions du corps ne sont pas respectées, les sculpteurs ayant exagéré la taille des mains en position de prière, des yeux grand ouverts, ce qui était peut-être lié au fait que cela célébrait la dévotion du roi envers les dieux. Des stèles de la même période représentent des scènes cultuelles. En ce qui concerne la sculpture en métal, on réalisait également des clous de fondation en cuivre inscrits qui se terminaient en statuette de forme humaine, et qui étaient enterrés sous les constructions des souverains de façon à assurer la pérennité de leur œuvre.
La période d'Ur III est moins bien connue du point de vue artistique, mais les quelques informations que l'on peut glaner indiquent que les évolutions furent peu marquées, les sculpteurs réalisant encore des statues en diorite proches de celle de l'époque de Gudea ainsi que des stèles. La mieux connue est la « stèle d'Ur-Nammu », sculptée sur du calcaire et aujourd'hui en état très fragmentaire. Il est possible de deviner qu'elle célébrait la construction du temple du dieu Nanna par le souverain ; une de ses parties les mieux conservées représente d'ailleurs ce dernier en train de faire une libation devant le dieu. Les rois d'Ur III firent également exécuter des clous de fondation en cuivre, certains les représentant portant un panier à briques et célébrant leur fonction de roi-bâtisseur,.

Sculptures des derniers siècles du troisième millénaire
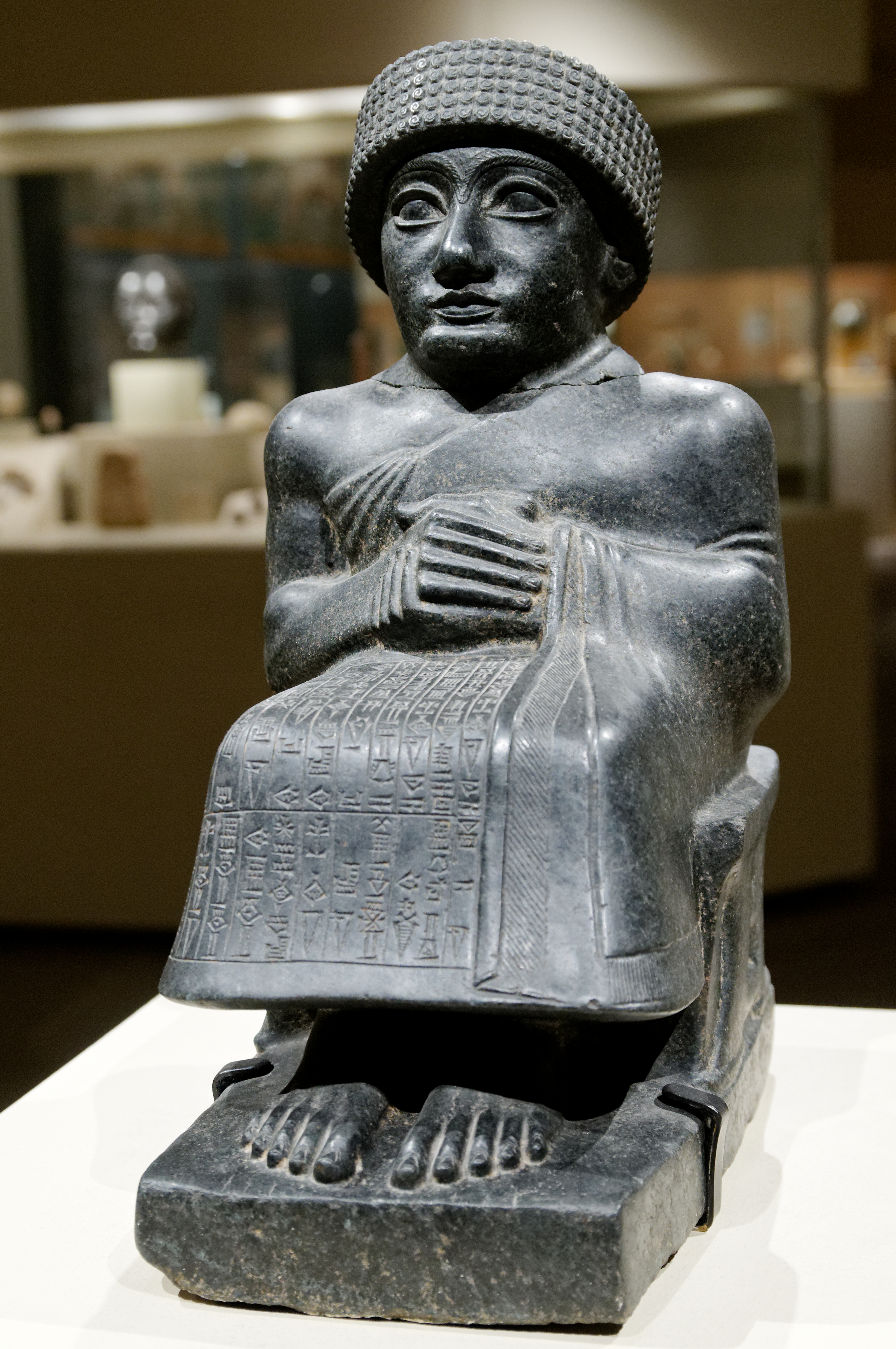
Statue de Gudea de Lagash assis, Metropolitan Museum of Art de New York.
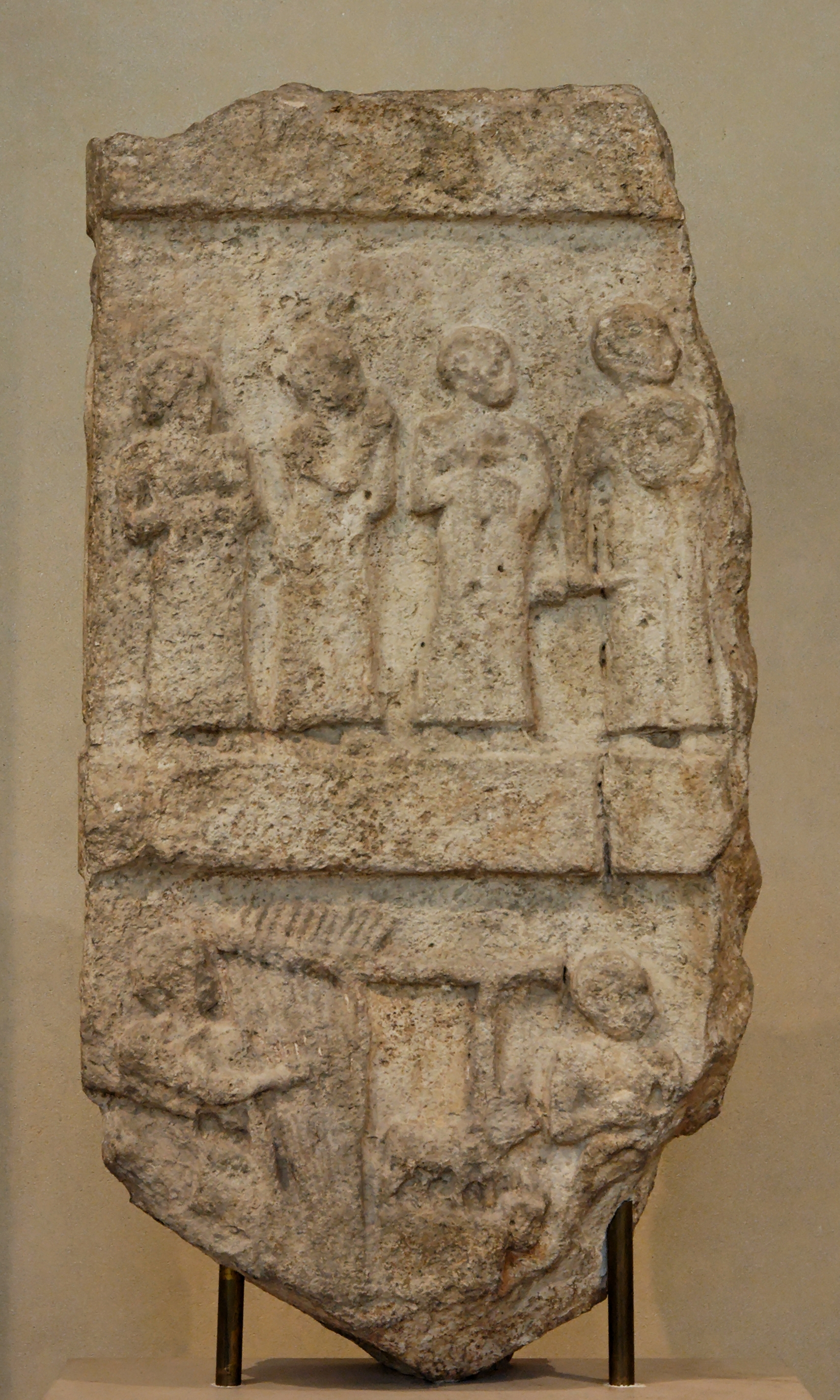
Stèle provenant de Lagash représentant des musiciens, musée du Louvre.
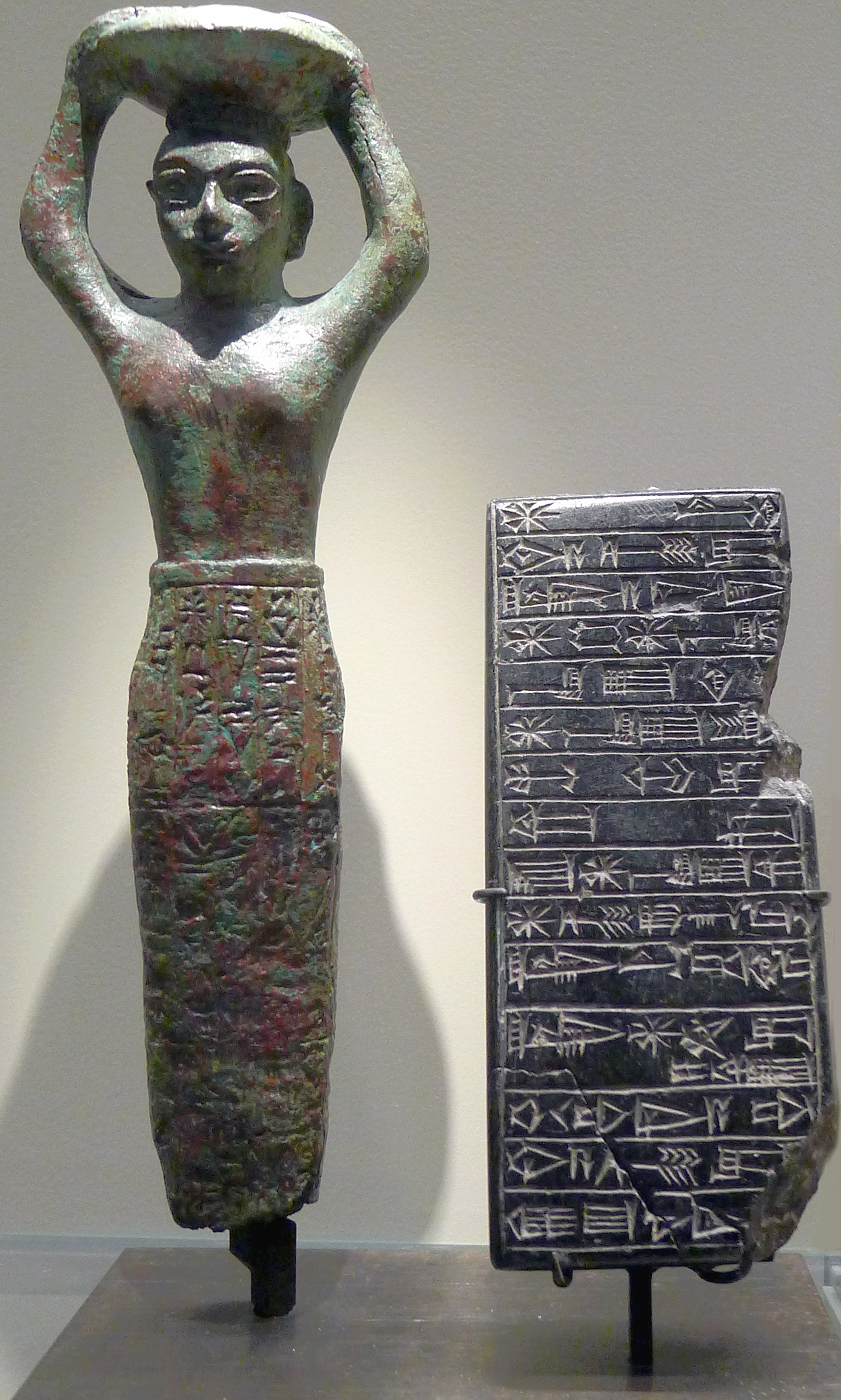
Clou de fondation en cuivre représentant le roi Amar-Sîn portant une corbeille, musée du Louvre.

### Vaisselle de luxe, bijoux et ornements

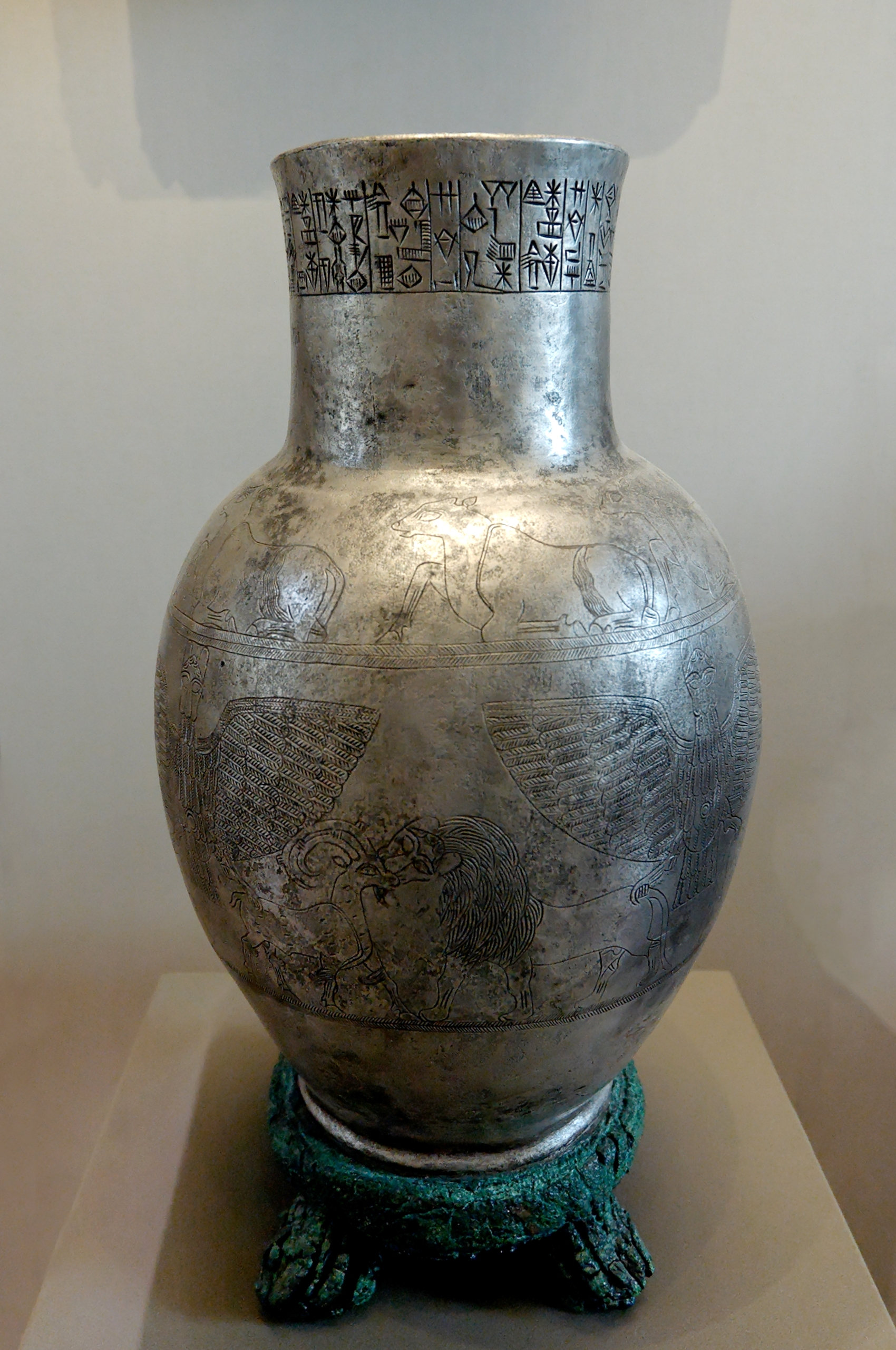
Vase en argent dédié par En-metena, roi de Lagash, au dieu Ningirsu. Découvert à Tello, ancienne cité de Girsu. Musée du Louvre.

Les artisans sumériens confectionnaient des objets luxueux mobilisant leur savoir-faire en matière de métallurgie, d'orfèvrerie, d'ornementation. La découverte des tombes royales d'Ur en 1927 fournit une documentation de premier plan sur ces réalisations.
Les sépultures d'Ur ont livré de la vaisselle en or, en cuivre et en argent, de très bonne facture. Mais le plus beau vase en métal issu des ateliers sumériens qui nous soit parvenu provient de Girsu : il s'agit du vase en argent dédié par le roi En-metena de Lagash au dieu Ningirsu. Il est formé dans une fine feuille d'argent sur laquelle est gravée l'inscription dédicatoire du souverain ainsi qu'une représentation de l'aigle léontocéphale Imdugud, prenant entre ses serres des lions et d'autres animaux.
Les bijoux et ornements sont essentiellement documentés par les tombes d'Ur. Un des principaux défunts de la nécropole, le roi Meskalamdug, disposait ainsi d'un casque en or finement gravé. Une dague d'or a également été mise au jour dans cet ensemble de trouvailles. La parure de la Dame Pu-abi reste l'ensemble le plus remarquable : des colliers et pendentifs composés de perles d'or, lapis-lazuli, cornaline et agate, des épingles d'or, ainsi qu'un diadème constitué de feuilles et de fleurs d'or.

Joaillerie et ornements de tombes royales d'Ur. British Museum.
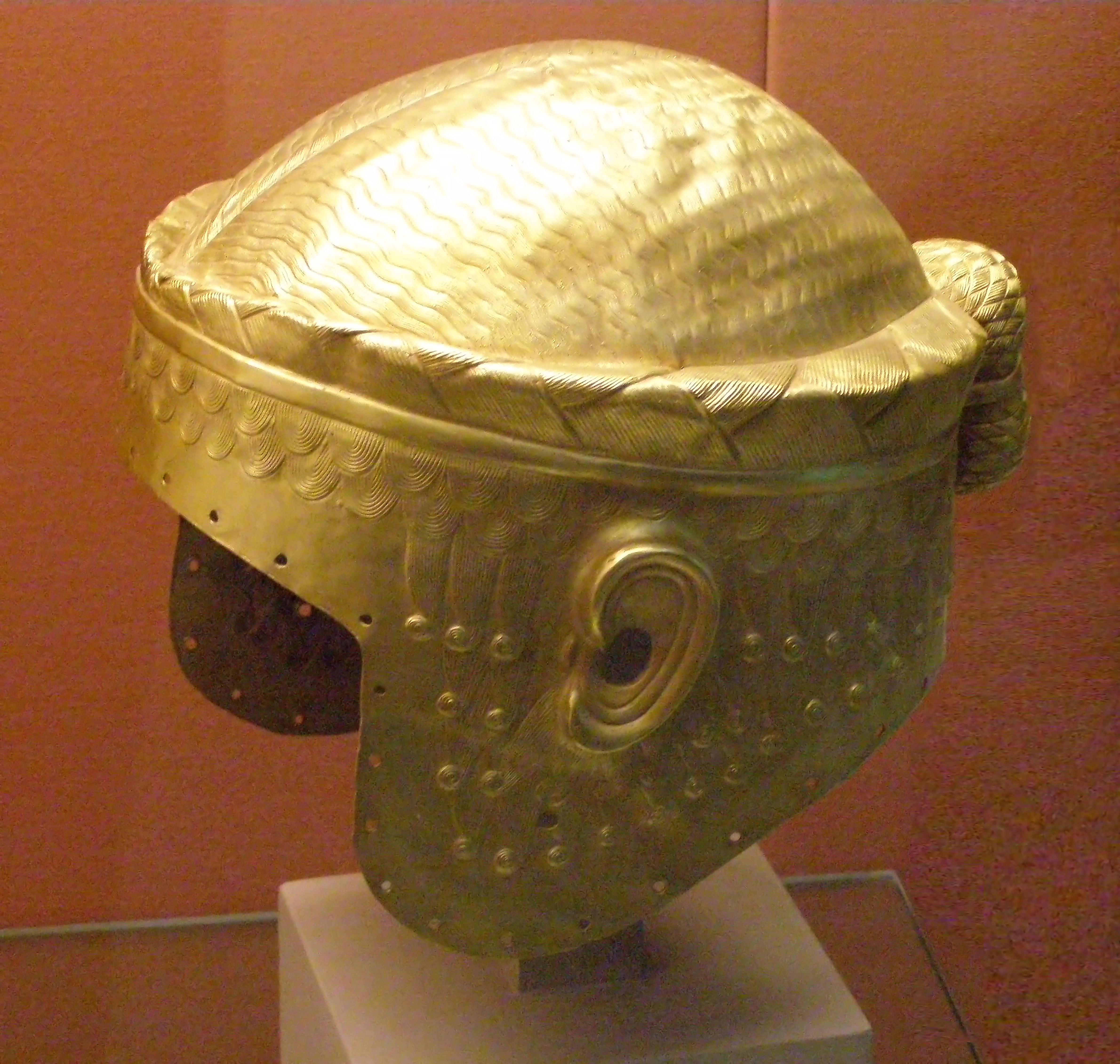
Casque en or de Meskalamdug.
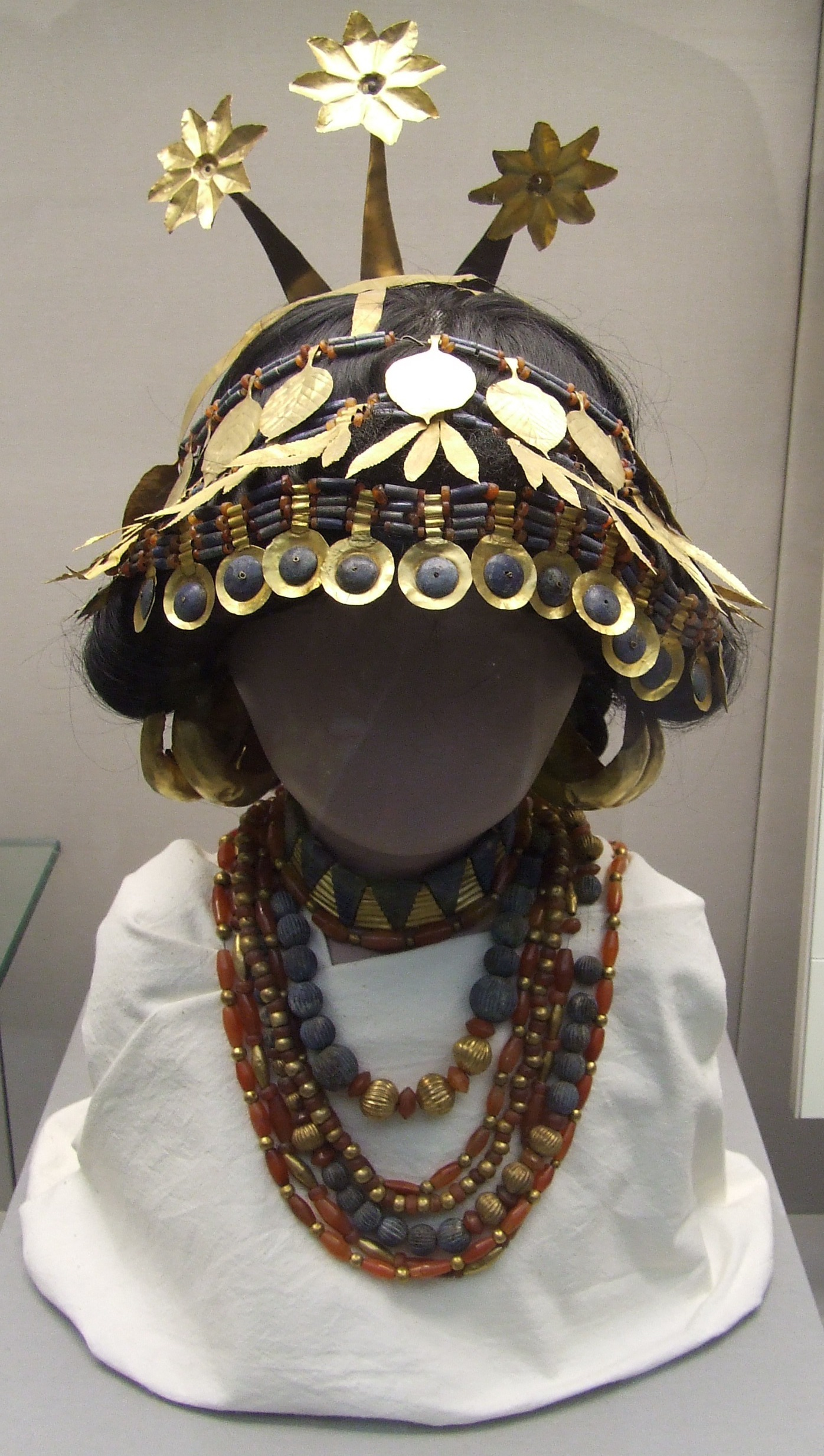
Reconstitution des parures de la Dame Pu-abi.
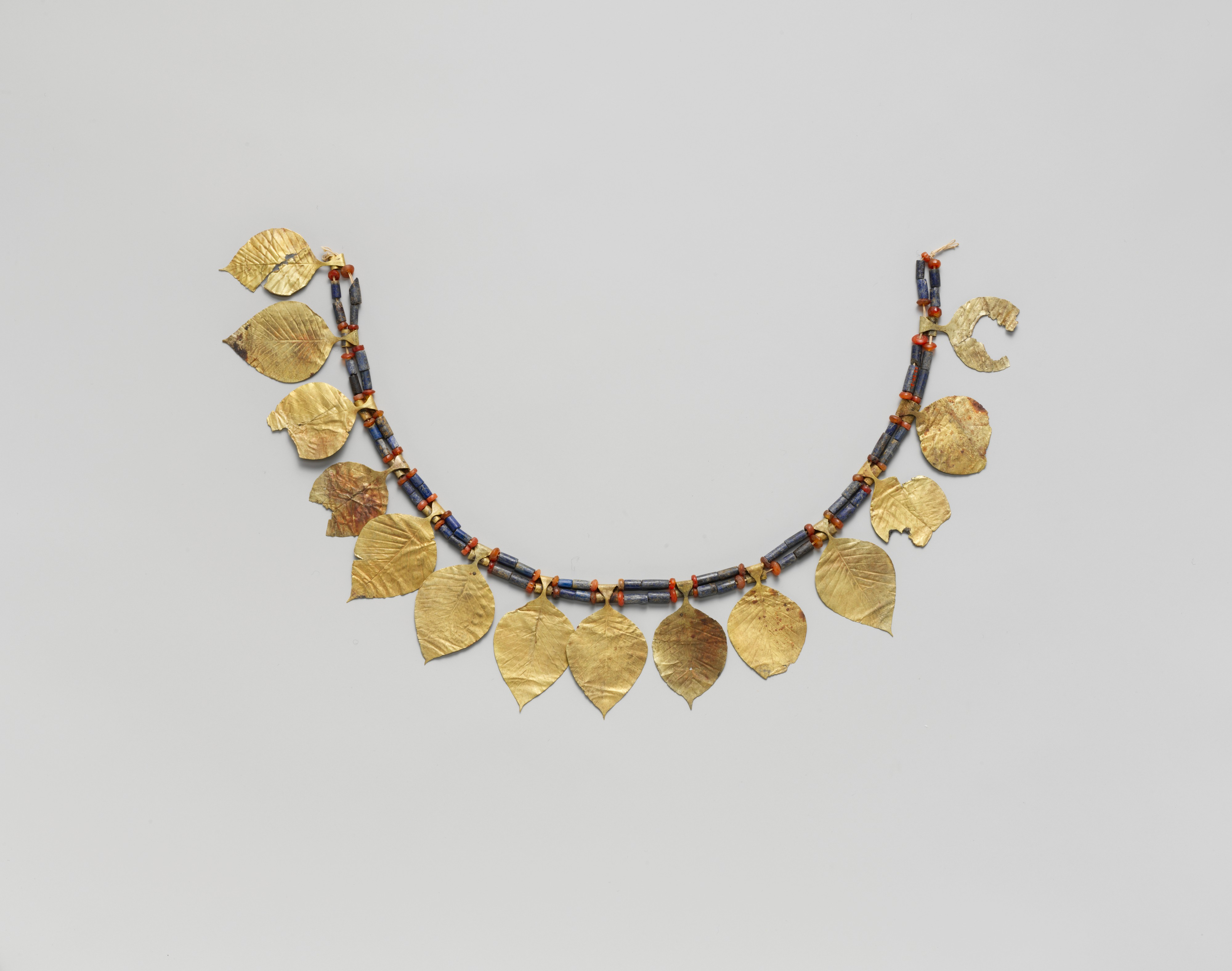
Coiffe en feuilles d'or, « tombe du roi ».
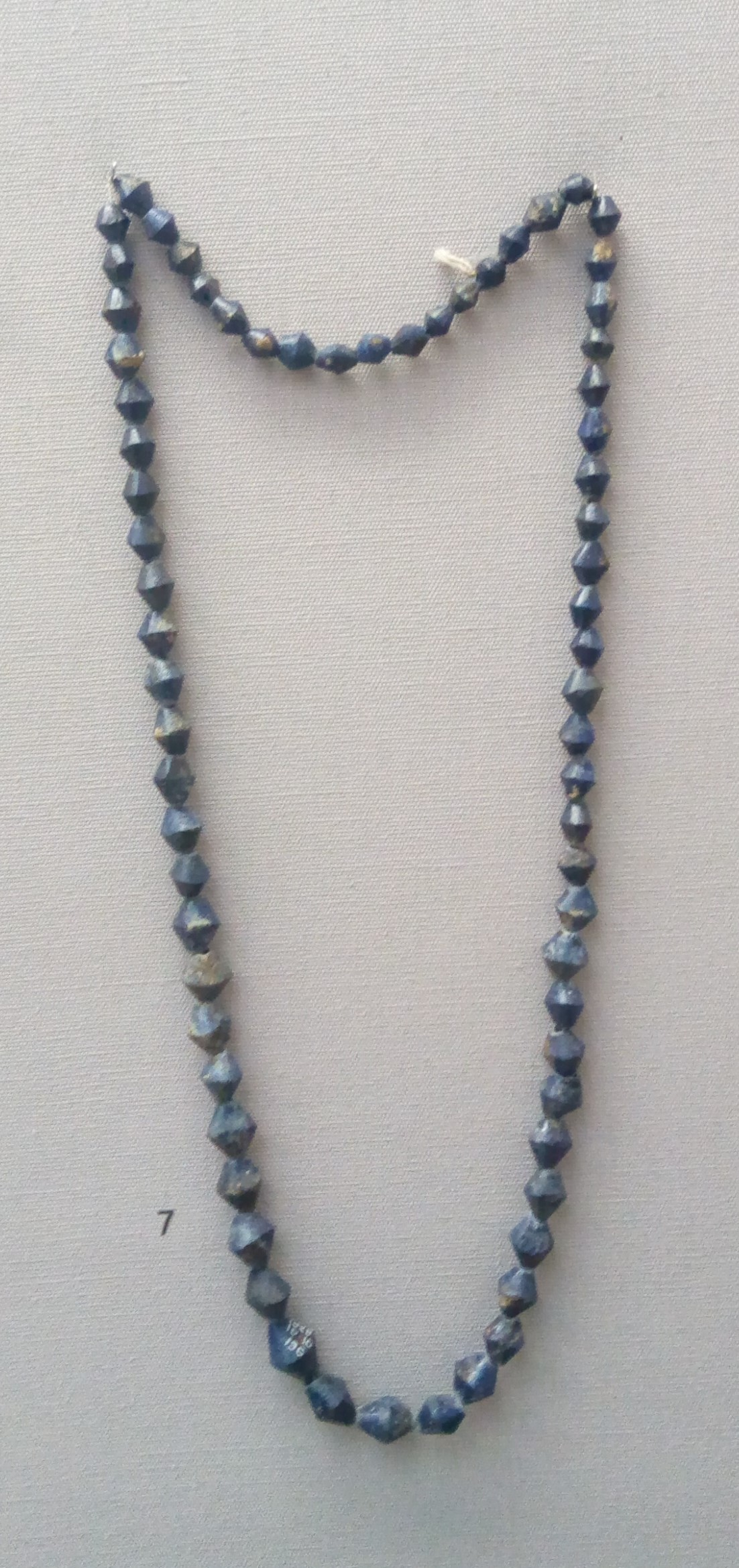
Collier en perles de lapis-lazuli, « tombe du roi ».
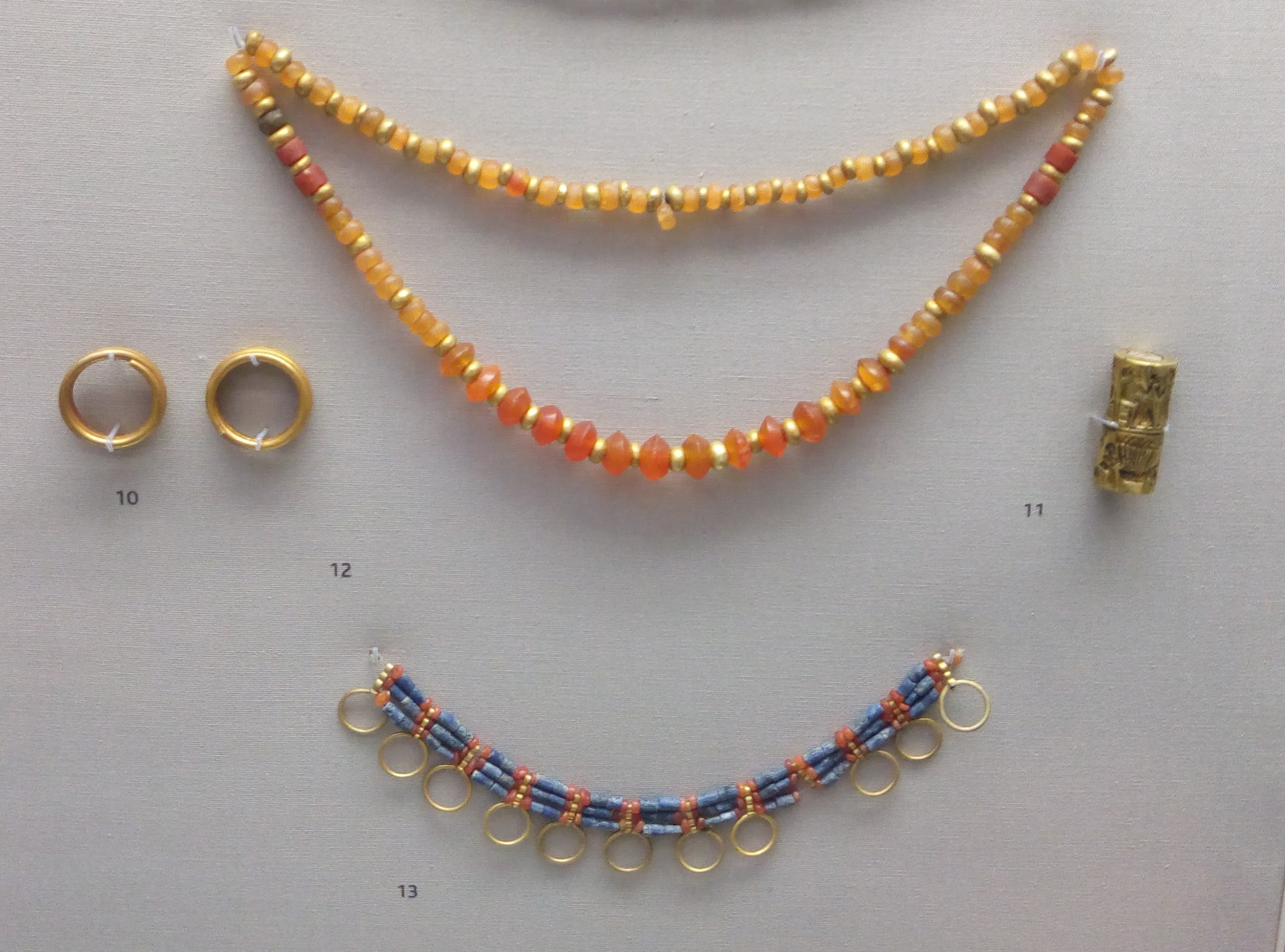
Joaillerie en or, lapis-lazuli, cornaline, tombe PG 1054.
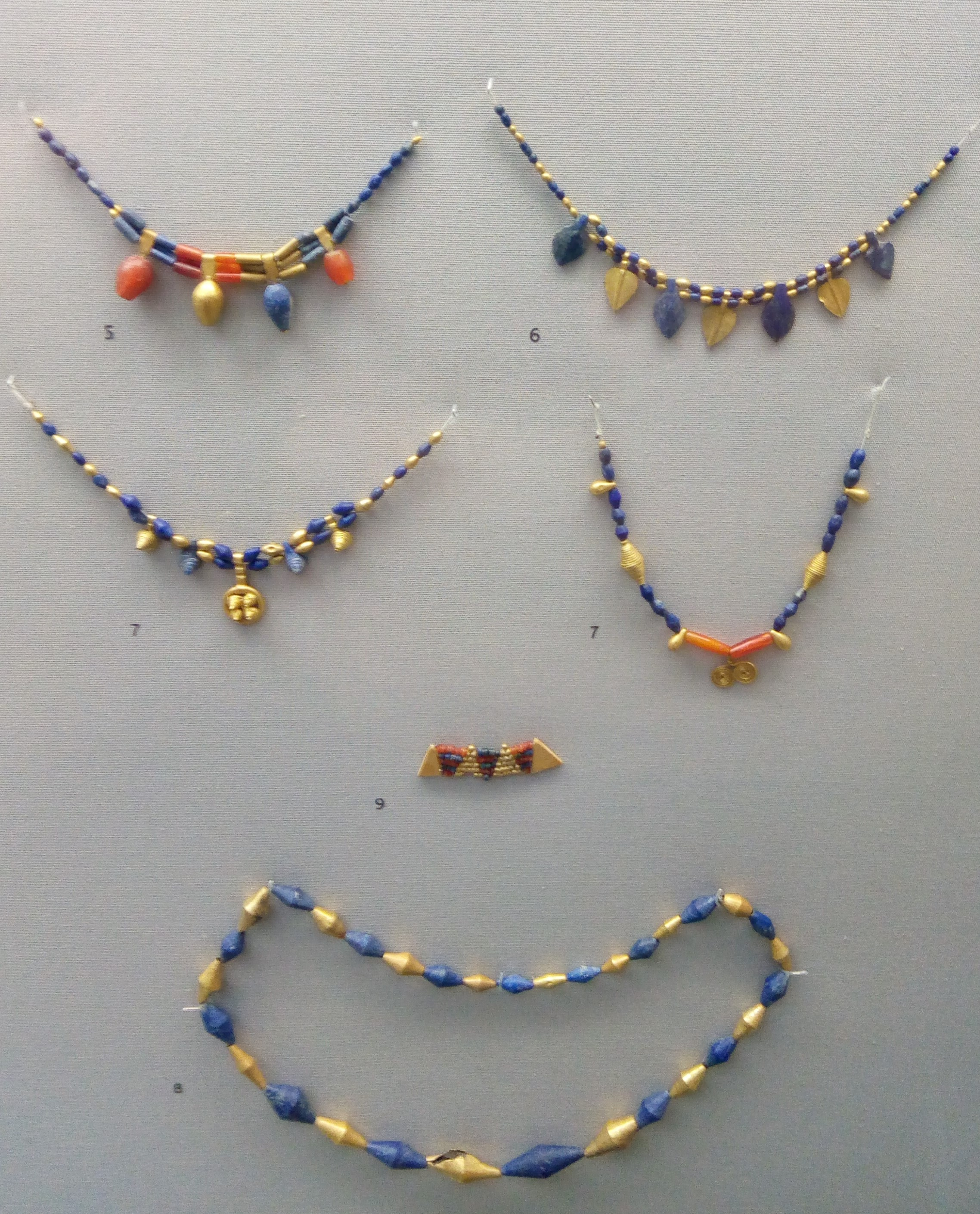
Joaillerie en or, lapis-lazuli, cornaline, tombe PG 580.
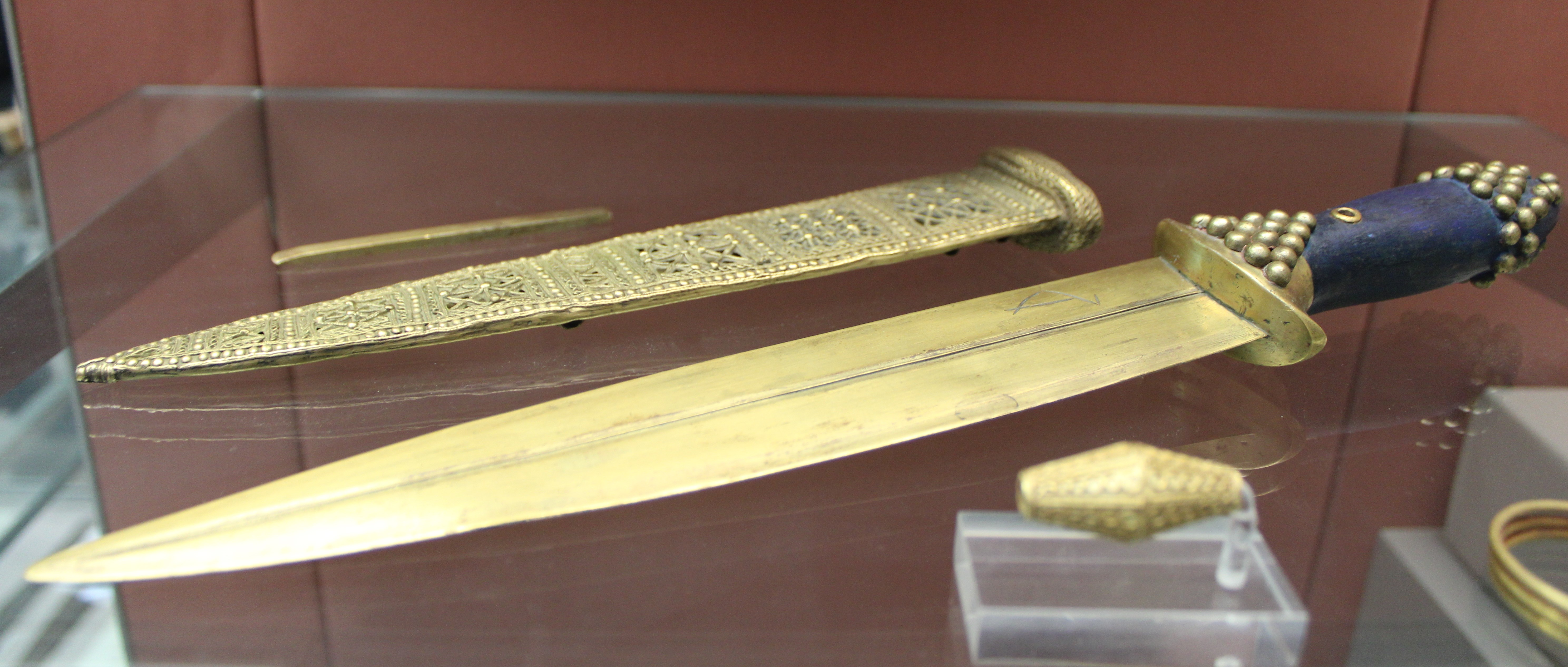
Dague et fourreau en or, tombe PG 580.

Divers autres objets pouvaient se voir ornés méticuleusement avec des feuilles d'or ou du lapis-lazuli et de la nacre, collés à une armature en bois avec du bitume, comme le montrent là encore divers objets provenant des sépultures royales d'Ur. C'est le cas de l'« étendard d'Ur », panneau à la fonction énigmatique, de la statuette de bouquetin couvert de lapis-lazuli et de dorures se nourrissant d'un arbuste plaqué en or, et du « jeu royal d'Ur », plateau de jeu en bois couvert d'une mosaïque de lapis-lazuli, cornaline et nacre. Les instruments de musique retrouvés dans ces tombes avaient des décorations similaires. Des éléments de mobilier retrouvés à Girsu et la « frise à la laiterie » d'el-Obeid montrent que l'art de l'incrustation devait être très répandu à Sumer à l'époque des dynasties archaïques (sans doute pour des éléments de meubles), même s'il reste peu attesté et disparut durant les périodes suivantes de l'histoire mésopotamienne,. Certains objets du « trésor d'Ur » de Mari furent peut-être réalisés à Sumer, ou du moins ils témoignent d'une forte influence sumérienne ; parmi les objets les plus notables figure une statuette d'aigle léontocéphale en lapis-lazuli, cuivre et or.

Objets à incrustations.
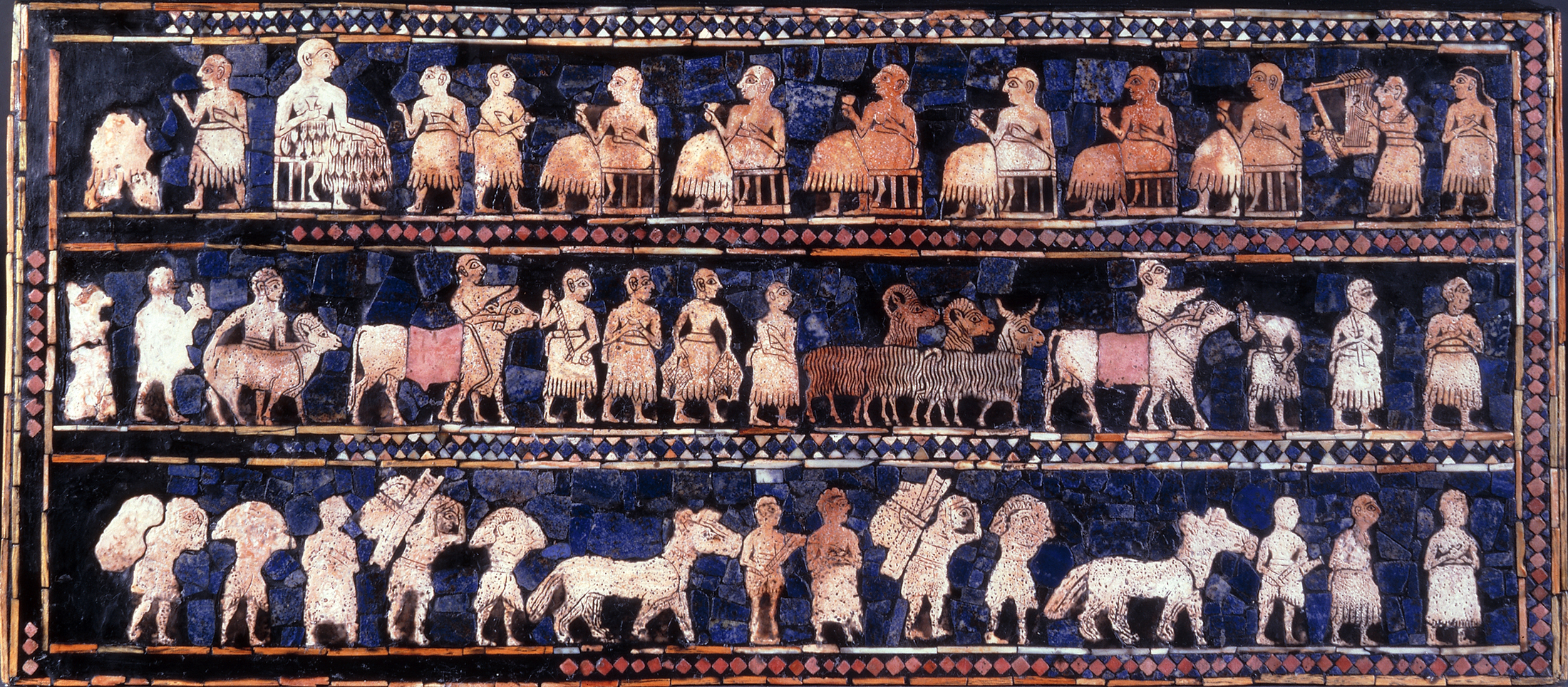
« Face de la Paix » de l'étendard d'Ur. British Museum.
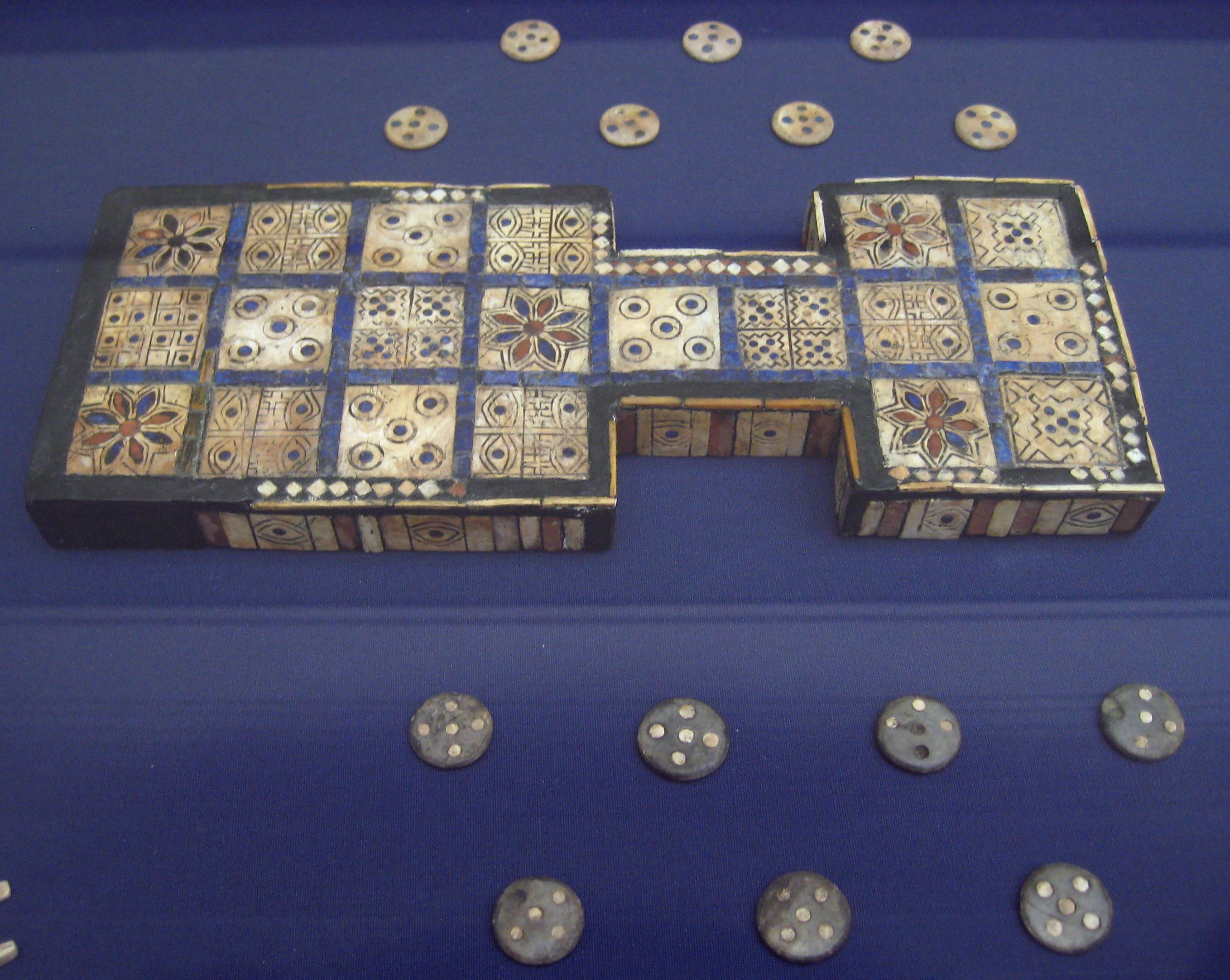
Plateau du jeu royal d'Ur. British Museum.
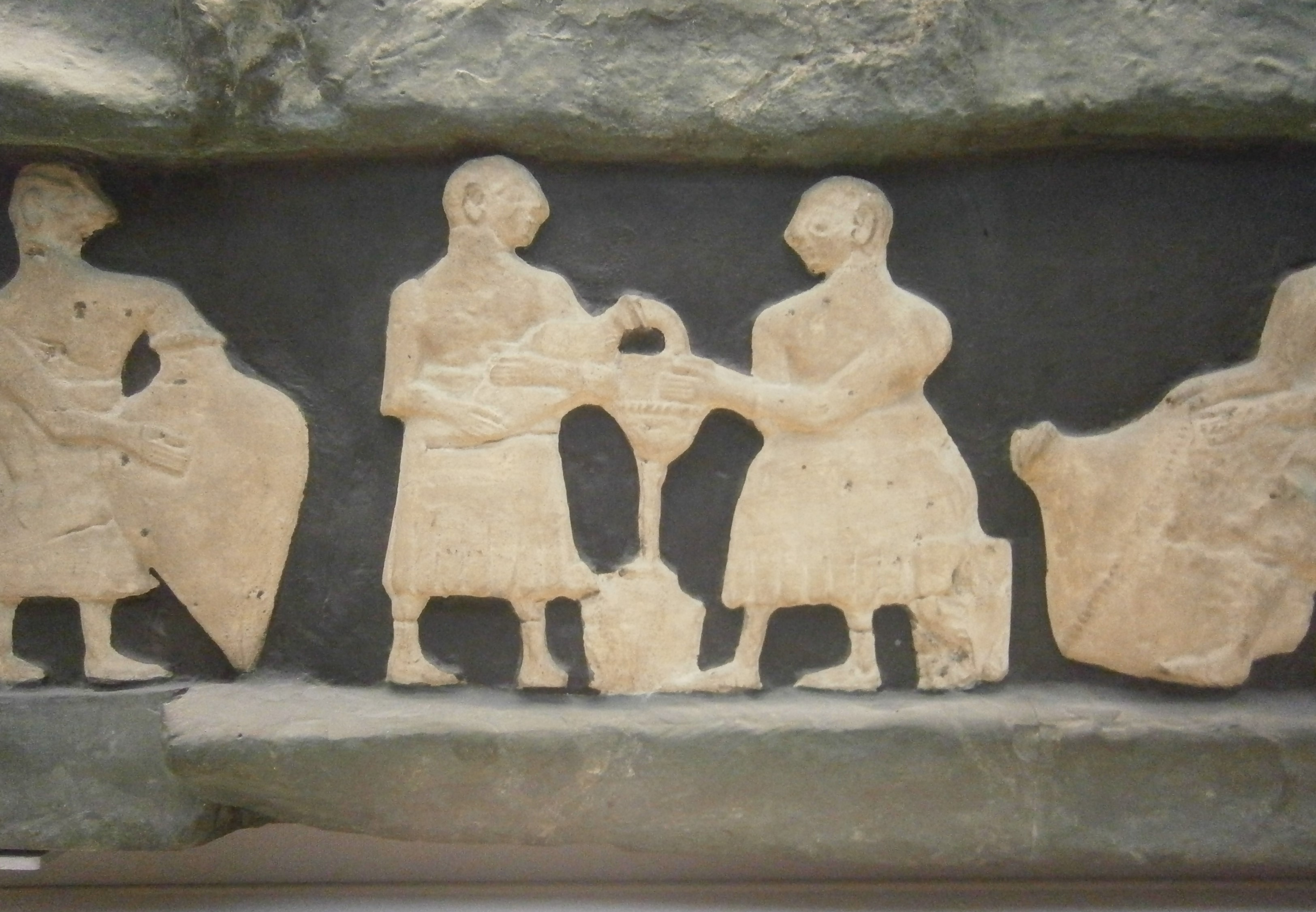
Détail de la « Frise à la laiterie » : préparation de laitages. British Museum.

### Musique
Au-delà des arts plastiques, il est difficile d'approcher les réalisations sumériennes dans les domaines du chant et de la musique, même si nos sources montrent sans aucun doute possible que les Sumériens accordaient de l'importance à ces formes d'art. Il est courant de trouver un chef des musiciens (nar-gal) dans les cours royales voire dans les provinces à la période d'Ur III. Dans l'iconographie, des musiciens accompagnent des banquets. Les cérémonies religieuses et particulièrement les rituels sacrificiels faisaient intervenir divers personnages tels des chantres/musiciens (nar), des lamentateurs (gala), ainsi que des danseurs et des acrobates, la performance devant enchanter les dieux tant par ses aspects sonores que visuels. Les hymnes, que nous connaissons par des textes d'époque, devaient être chantés voire accompagnés de musique et de danse. Il devait en aller de même d'autres types de textes tels les récits mythologiques qui sont qualifiés de « chants » (šir). En dehors du milieu des élites et du clergé, les pratiques de chant et de musique sont bien moins attestées, mais elles étaient sans doute tout aussi importantes ; on connait par exemple des comptines pour enfants.
L'importance de la musique pour les élites sumériennes transparaît notamment dans un hymne à la gloire de Shulgi, qui glorifie la remarquable maîtrise de cet art à laquelle avait accédé ce souverain. C'est aussi un catalogue instructif sur les types de chants exécutés et les instruments employés à cette époque, même s'il est difficile de savoir avec précision ce que désignent exactement certains termes : sont évoqués différents types de harpes, de lyres, de luths, de clarinettes. Les tombes royales d'Ur (milieu du IIIe millénaire) ont fourni une dizaine d'instruments richement décorés en nacre, lapis-lazuli et or. L'iconographie des sceaux-cylindres de la même nécropole complète la documentation. Les instruments à corde sont les mieux documentés : il s'agissait de harpes de forme triangulaire avec des cordes fixées de façon oblique, et de lyres, quadrangulaires, les cordes étant tendues entre la barre verticale supérieure et le bas ; la base de ces instruments était une caisse de résonance, décorée d'une tête de taureau dans les exemplaires des sépultures d'Ur. Ces tombes ont par ailleurs livré deux flûtes en argent, percées de plusieurs trous. L'iconographie représente également des luths, ainsi que divers instruments à percussion (tambourins, cymbales, claquoirs).

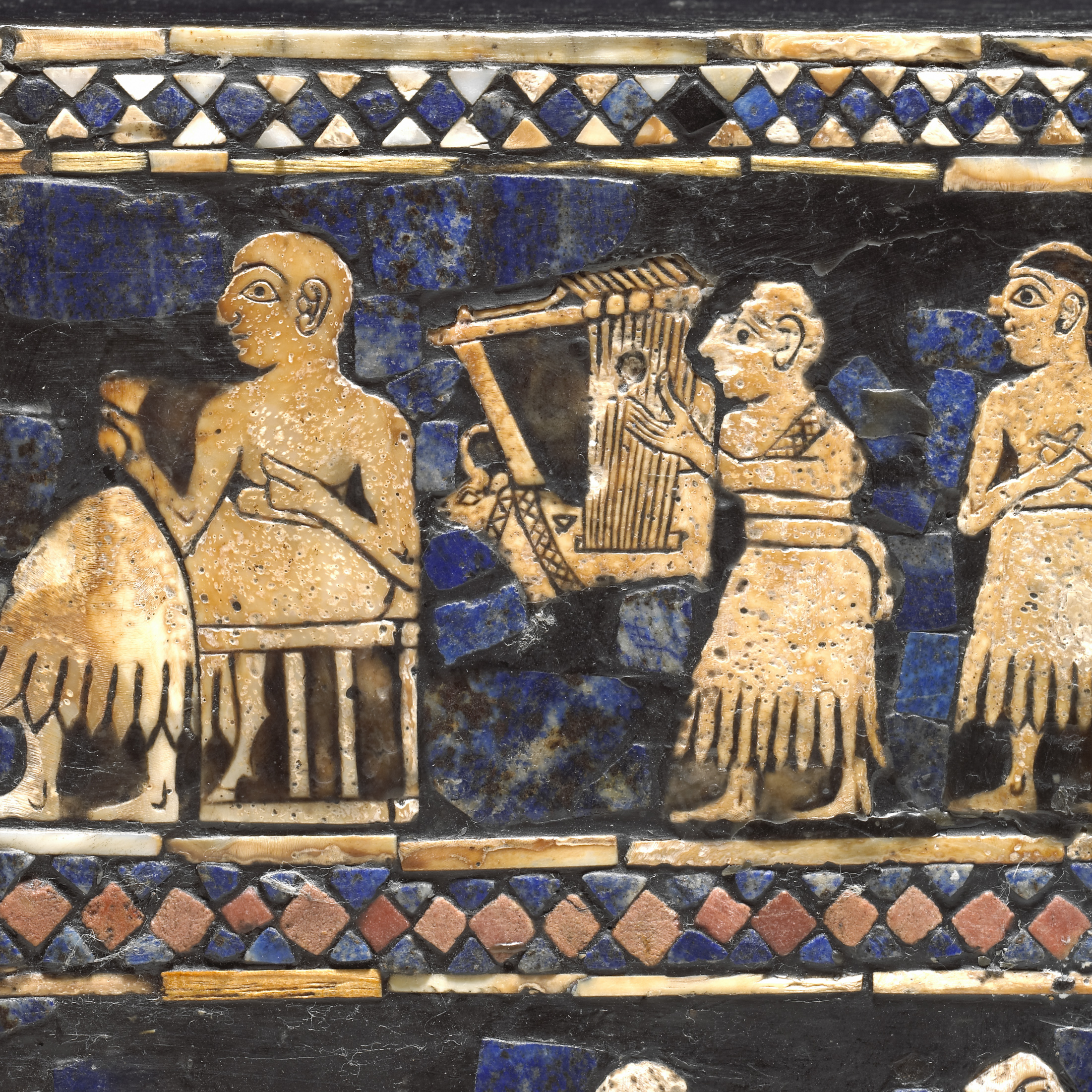
Joueur de lyre sumérienne décorée d'une tête de taureau, détail de l'étendard d'Ur.
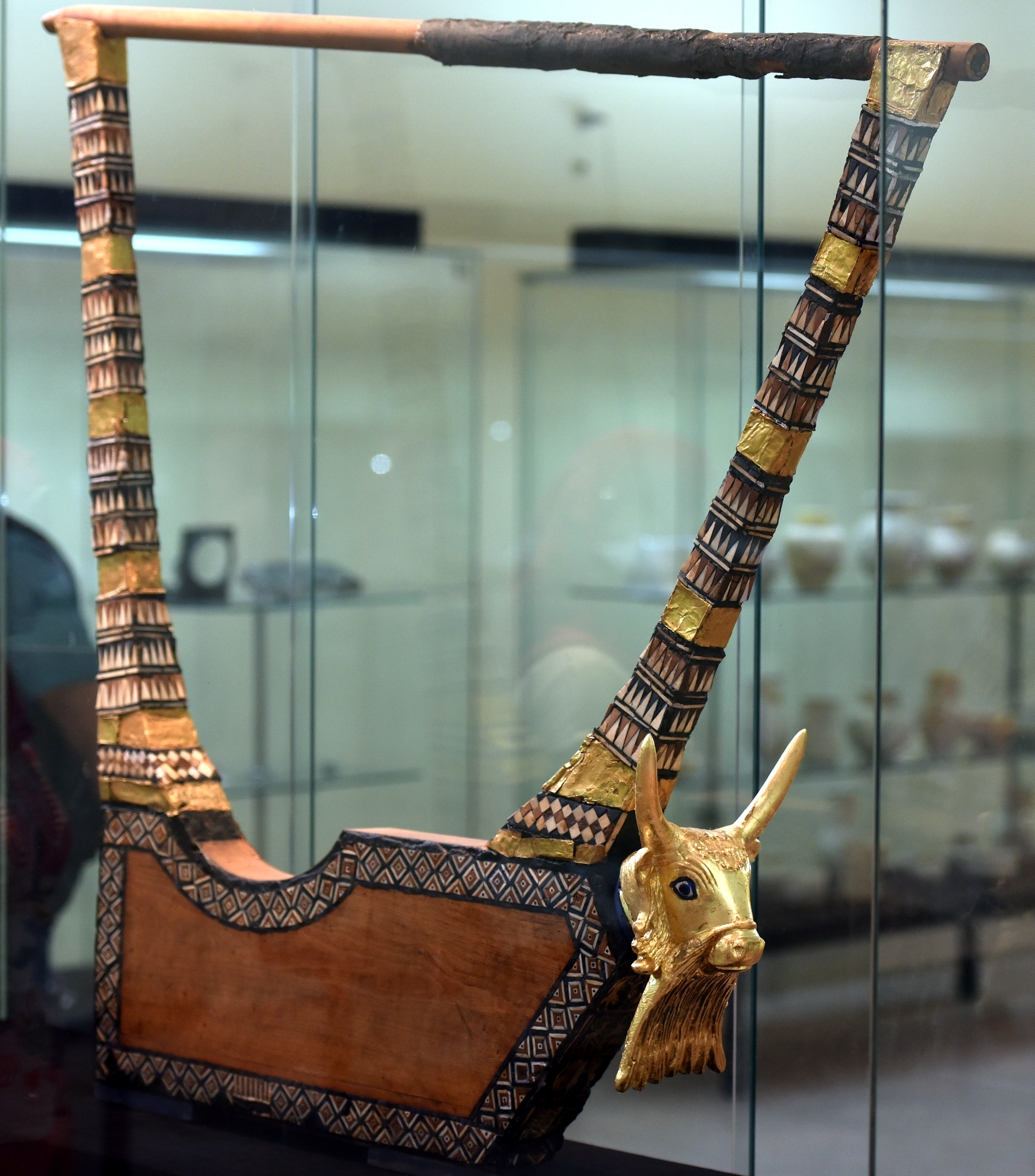
Une des lyres mises au jour dans les tombes royales d'Ur, restaurée. Musée national d'Irak.
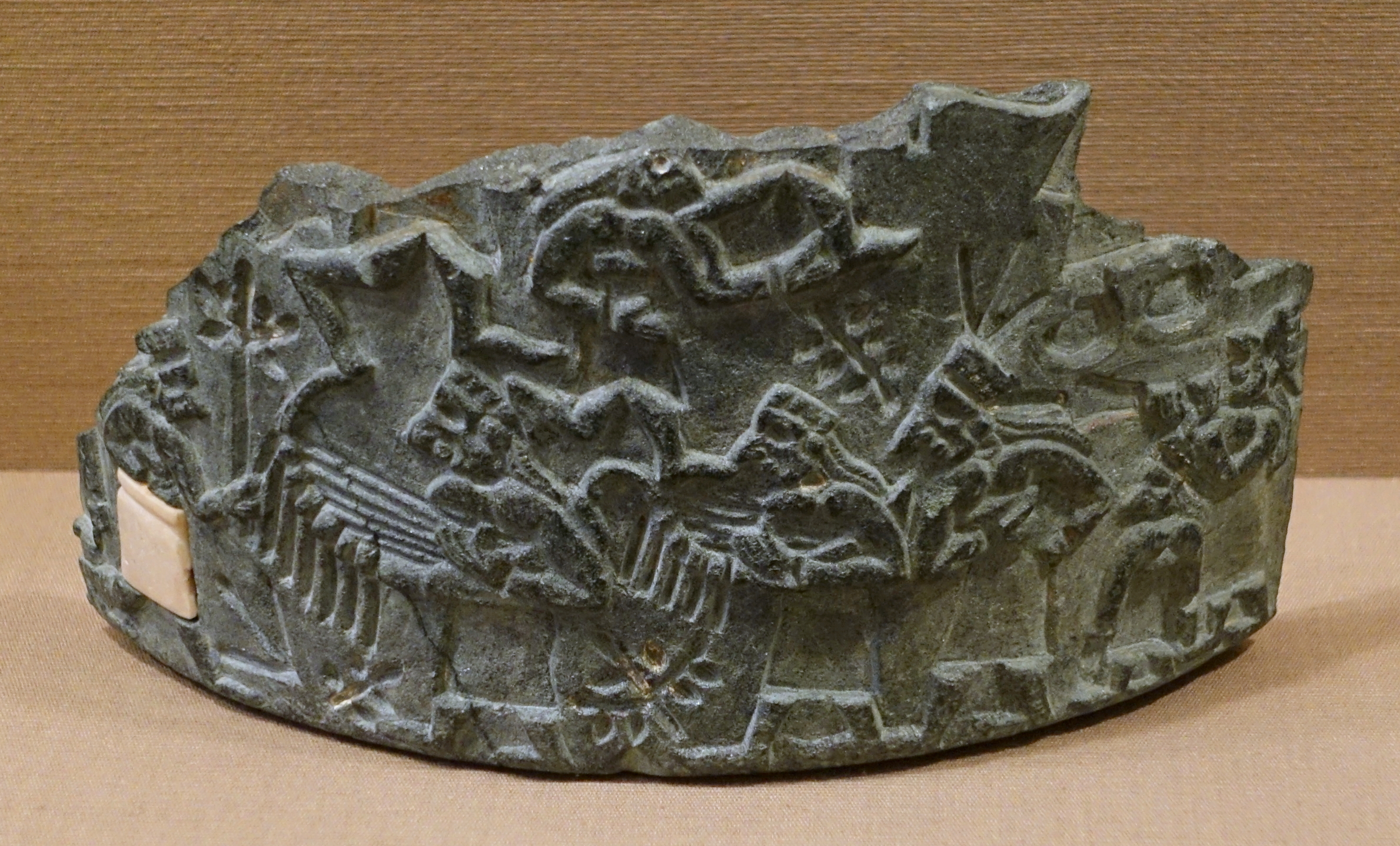
Fragment de vase en chlorite représentant une procession composée de musiciens. Adab, v. 2700-2500 av. J.-C. Musée de l'Oriental Institute de Chicago.
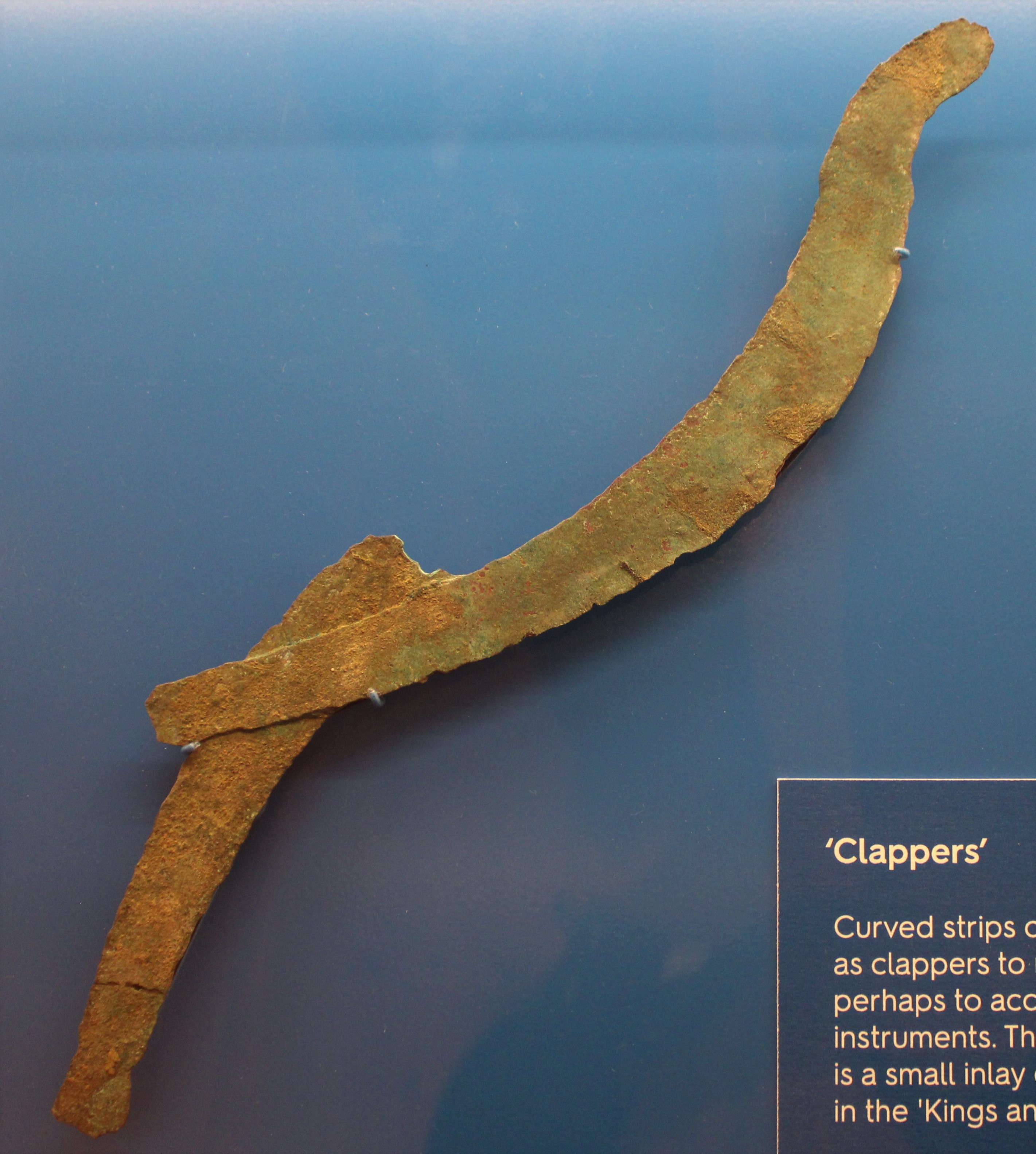
Claquoirs en alliage cuivreux. Kish, v. 2600-2350 av. J.-C. Ashmolean Museum.

## Postérité
La civilisation de Sumer a vu l'émergence d'une première société urbaine, avec des types d'architectures monumentale et domestique qui ont servi par la suite de modèles. Elle a entrainé le développement de l'écriture et de ses usages, aussi bien administratifs que savants, et son corollaire le système éducatif. Elle a vu la mise en place de systèmes politiques, d'institutions reprises par la suite, avec leur système de gestion, et aussi une organisation juridique et des textes législatifs. Elle a développé un système numérique à base sexagésimale, constitué un corpus littéraire très varié et élaboré des techniques qui ont permis le développement de l'agriculture et de l'artisanat, notamment en poterie, métallurgie et textile. Cette période fut donc fondamentale dans le développement de la civilisation mésopotamienne, cet héritage étant repris par la suite à Babylone et en Assyrie puis par les civilisations qui leur ont succédé en Irak et celles d'autres régions qui ont reçu leur influence, même s'il n'est pas pour autant justifié de qualifier Sumer de « commencement » ou d'« origine » de la « civilisation occidentale », ces concepts n'étant pas pertinents en histoire.
Comme on l'a vu, il est assez difficile de dire quelle part ont eu exactement les « Sumériens » dans ces innovations, tellement les différentes composantes ethniques de l'ancienne Mésopotamie sont difficiles à définir, et de ce fait insaisissables, surtout pour la période d'Uruk, qui fut sans doute la plus novatrice. Il est désormais considéré comme évident que le Sud mésopotamien a été multiethnique dès les débuts des périodes historiques et qu'il y avait aux côtés des locuteurs de la langue sumérienne d'autres groupes de population qui ont conjointement participé au développement de la civilisation de Sumer. De plus, une meilleure connaissance de la Mésopotamie du Nord et de la Syrie contemporaines de la période sumérienne a montré que ces régions étaient également peuplées par des sociétés très avancées. Il n'empêche que le rôle joué par les Sumériens a sans doute été majeur dans bien des domaines, car une partie du vocabulaire sumérien relatif à de nombreuses activités et institutions a été préservé par leurs successeurs ; l'usage du sumérien s'est poursuivi dans les domaines religieux et littéraire jusqu'aux débuts de notre ère, signe de la déférence dans laquelle était tenue la tradition sumérienne. Néanmoins, la transmission de cette tradition littéraire fut limitée : à partir de la période de la première dynastie de Babylone (surtout au XVIIe siècle av. J.-C.), les scribes babyloniens élaborèrent de nouvelles œuvres exclusivement en akkadien, s'inspirant souvent de récits sumériens qui furent oubliés par la suite. C'est notamment le cas des mythes sumériens autour de Gilgamesh en partie repris dans l’Épopée de Gilgamesh, ou de la version akkadienne de la Descente d'Inanna aux Enfers.
On a aussi évoqué la possibilité d'emprunts à la littérature sumérienne par la Bible, en raison de plusieurs parallèles frappants (récits sur les origines, déluge, réflexions sur la place de l'homme face au divin, hymnes, etc.), mais cela sans doute de façon excessive. Si on pouvait déceler une influence sumérienne sur les textes bibliques, elle ne serait qu'indirecte, par le biais des textes babyloniens auxquels ont vraisemblablement eu accès les rédacteurs de plusieurs passages de la Bible.
Plus largement, c'est l'influence des Sumériens dans tout le monde antique et au-delà qui peut être questionnée. Dans L'histoire commence à Sumer, Samuel Noah Kramer a recherché dans les textes sumériens les « premières fois » de différentes pratiques, croyances et institutions, couvrant les domaines intellectuel, littéraire, religieux, social, juridique, etc.. En fait, ce sont surtout les premières fois (avec l’Égypte) que tout cela est couché par écrit et donc accessible aux historiens comme le révèle le titre du livre. C'est plutôt l'influence qu'a eue la civilisation mésopotamienne en général sur ses voisines qui est impliquée dans cette problématique, puisque c'est à travers elle que l'héritage sumérien a été transmis. Du reste, il ne faut pas surévaluer l'influence de Sumer et de la Mésopotamie, car il n'y a pas eu qu'un seul foyer rayonnant : les similitudes reflètent souvent des traditions communes à de nombreux peuples du Proche-Orient ancien dont l'origine est souvent difficile à situer,.

### Outils de travail
- Francis Joannès (dir.), Dictionnaire de la civilisation mésopotamienne, Paris, Éditions Robert Laffont, coll. « Bouquins », 2001, 974 p. (ISBN 2-221-09207-4, BNF 37657040)
- (en) Eric M. Meyers (dir.), Oxford Encyclopaedia of Archaeology in the Near East, Oxford et New York, Oxford University Press, 1997 (ISBN 0-19-506512-3)

### Généralités
- (de) Gebhard J. Selz, Sumerer und Akkader : Geschichte, Gesellschaft, Kultur, Munich, C. H. Beck, 2005, 128 p. (ISBN 978-3-406-50874-5, présentation en ligne)
- Jean-Louis Huot, Les Sumériens : entre le Tigre et l'Euphrate, Paris, Errance, coll. « Néréides », 1989, 257 p. (ISBN 2-903442-96-7, BNF 35059163)
- (en) Daniel T. Potts, Mesopotamian Civilization : The Material Foundations, Ithaca, Cornell University Press, 1997, 366 p. (ISBN 0-485-93001-3, lire en ligne)
- Paul Garelli, Jean-Marie Durand, Hatice Gonnet et Catherine Breniquet, Le Proche-Orient asiatique : Des origines aux invasions des peuples de la mer, t. 1, Paris, Presses Universitaires de France, coll. « Nouvelle Clio », 1997, 380 p. (ISBN 2-13-047527-2, BNF 9782130475279)
- Samuel Noah Kramer (trad. de l'anglais, préf. Jean Bottéro), L'histoire commence à Sumer, Paris, Flammarion, coll. « Champs », 1994 (1re éd. 1957), 316 p. (ISBN 2-08-081298-X, BNF 35691244)
- (en) Harriet Crawford, Sumer and the Sumerians, Cambridge, Cambridge University press, 2004, 252 p. (ISBN 0-521-82596-2, BNF 39255142)
- « Sumer », dans Jacques Briend et Michel Quesnel (dir.), Supplément au Dictionnaire de la Bible fasc. 72-73, Letouzey & Ané, 1999-2002, col. 77-359 (ISBN 978-2-7063-0223-7, OCLC 495478666)
- (en) Harriet Crawford (dir.), The Sumerian World, Londres et New York, Routledge, coll. « The Routledge words », 2013, 659 p. (ISBN 978-0-415-56967-5, 0-415-56967-2 et 978-0-203-09660-4, BNF 44206779)
- Bertrand Lafont, Aline Tenu, Philippe Clancier et Francis Joannès, Mésopotamie : De Gilgamesh à Artaban (3300-120 av. J.-C.), Paris, Belin, coll. « Mondes anciens », 2017

### Société et économie
- (en) John Nicholas Postgate, Early Mesopotamia : Society and Economy at the Dawn of History, Londres et New York, Routledge, 1992, 367 p. (ISBN 0-415-00843-3 et 0-415-11032-7, BNF 37441426)
- (en) Claus Wilcke, « Early Dynastic and Sargonic Periods », dans Raymond Westbrook (dir.), A History of Ancient Near Eastern Law, vol. 1, Leyde, Brill, coll. « Handbuch der Orientalistik », 2003 (ISBN 90-04-10794-0, BNF 39079132), p. 141-181
- (en) Bertrand Lafont et Raymond Westbrook, « Neo-Sumerian Period (Ur III) », dans Raymond Westbrook (dir.), A History of Ancient Near Eastern Law, vol. 1, Leyde, Brill, coll. « Handbuch der Orientalistik », 2003 (ISBN 90-04-10794-0, BNF 39079132), p. 183-226
- (en) Petr Charvát, « Social configurations in Early Dynastic Babylonia », dans Gwendolyn Leick (dir.), The Babylonian World, Londres et New York, Routledge, coll. « The Routledge words », 2007, 590 p. (ISBN 978-0-415-49783-1 et 978-0-415-35346-5, BNF 41265367), p. 251-264

### Art et archéologie
- (en) Joan Aruz (dir.), Art of the first cities : The Third millennium B.C. from the Mediterranean to the Indus, New Haven et Londres, The Metropolitan Museum of New York et Yale University Press, 2003, 540 p. (ISBN 0-300-09883-9, BNF 39145462, lire en ligne)
- Agnès Benoit, Art et archéologie : les civilisations du Proche-Orient ancien, Paris, RMN, coll. « Manuels de l'École du Louvre », 2003, 678 p. (ISBN 2-904187-09-X et 2-7118-4443-9, BNF 39063757)
- Jean-Louis Huot, Une archéologie des peuples du Proche-Orient : des peuples villageois aux cités-États (Xe-IIIe millénaire av. J.-C.), t. 1, Paris, Errance, coll. « Civilisations et cultures », 2004, 249 p. (ISBN 2-87772-267-8, BNF 39126239)
- (en) Jason Ur, « Southern Mesopotamia », dans Daniel T. Potts (dir.), A Companion to the Archaeology of the Ancient Near East, Chichester, Blackwell Publishers, coll. « Blackwell companions to the ancient world », 2012, 1445 p. (ISBN 978-1-4051-8988-0, BNF 43626433), p. 533-555
- (en) Zainab Bahrani, Mesopotamia : Ancient Art and Architecture, Londres, Thames & Hudson, 2017

### Littérature
- (en) William W. Hallo, The World’s Oldest Literature : Studies in Sumerian Belles-Lettres, vol. 35, Leyde et Boston, Brill, coll. « Culture and History of the Ancient Near East », 2010, 766 p. (ISBN 978-90-04-17381-1, présentation en ligne)
- (en) Jeremy Black, Graham Cunningham, Eleanor Robson et Gábor Zólyomi, Literature of Ancient Sumer, Oxford, Oxford University Press, 2004, 372 p. (ISBN 0-19-926311-6, BNF 40008443)
- Jean Bottéro et Samuel Noah Kramer, Lorsque les dieux faisaient l'Homme : mythologie mésopotamienne, Paris, Éditions Gallimard, coll. « Bibliothèque des histoires », 1989, 755 p. (ISBN 2-07-071382-2, BNF 35012849)
- (en) William W. Hallo (dir.), The Context of Scripture, Leyde et Boston, Brill, 2003, 403 p. (ISBN 90-04-10620-0, BNF 38890276)

### Religion
- Jean Bottéro, Mésopotamie : l'écriture, la raison et les dieux, Paris, Éditions Gallimard, coll. « Folio Histoire, » (no 81), 1997, 552 p. (ISBN 2-07-040308-4, BNF 36180794)
- Jean Bottéro, La plus vieille religion : en Mésopotamie, Paris, Éditions Gallimard, coll. « Folio Histoire » (no 82), 1997, 443 p. (ISBN 2-07-032863-5, BNF 36699073)
- (en) Jeremy Black et Anthony Green, Gods, Demons and Symbols of Ancient Mesopotamia : an illustrated dictionary, Londres, British Museum Press, 1998, 192 p. (ISBN 0-7141-1705-6, BNF 35733861)
- (en) Graham Cunningham, « Sumerian Religion », dans Michele Renee Salzman et Marvin A. Sweeney (dir.), The Cambridge History of Religions in the Ancient World, volume I: from the Bronze Age to the Hellenistic Age, Cambridge, Cambridge University Press, 2013 (ISBN 978-0-521-85830-4 et 0-521-85830-5, BNF 42746107)